# Istoriografie

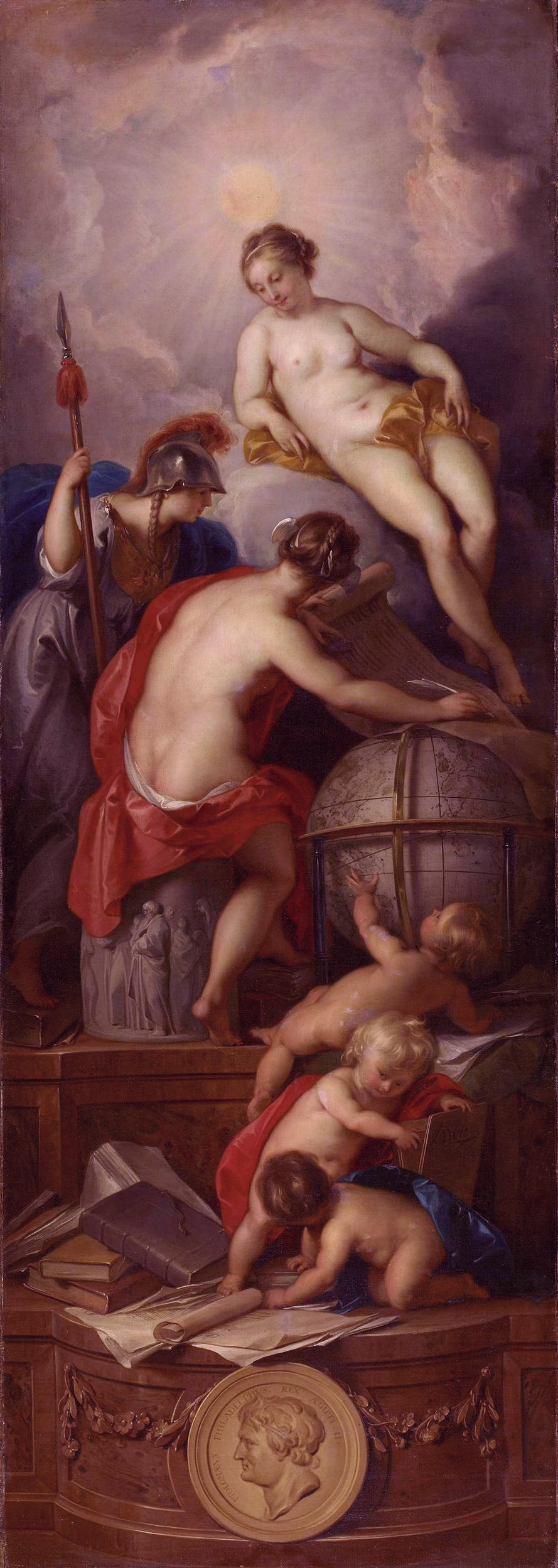
„Adevărul scrie istoria”, în timp ce este sfătuit de „Înțelepciune”, sau de zeița greacă Atena a înțelepciunii (Pictură realizată de Jacob de Wit, 1754)

Istoriografia este  știința auxiliară a istoriei care se ocupă cu: 1. studiul evoluției concepțiilor  și operelor istorice;  2. totalitatea scrierilor istorice dintr-o anumită perioadă sau dintr-o anumită țară și totalitatea cercetărilor istorice privitoare la un anumit aspect. Istoriografia se poate referi, așadar, la două noțiuni diferite, dar complementare: în sens larg, se referă la metodologia și practica istoriei, iar în sens restrâns se referă la orice scriere despre și nu neapărat de istorie.
Concepția din urmă se completează cu cea dintâi prin faptul că analizează narațiunea, viziunea asupra lumii (ceea ce Lucien Febvre numea utilaj mental), argumentarea și metoda de prezentare a micro- și macro-cosmosului.
Savanții dezbat istoriografia pe subiecte gen "Istoriografia catolicismului" sau "Istoriografia islamului timpuriu" ori "Istoriografia chineză", precum și alte abordări specifice, cum ar fi, spre exemplu, istoria politică și istoria socială. Literatura istoriografică s-a dezvoltat accentuat începând cu secolul al XIX-lea, odată cu  ascensiunea istoriei academice. Măsura în care istoricii erau influențați de propriile grupuri de interese și, totodată, de concepțiile personale cu privire la țara lor natalǎ este o chestiune mult dezbătută. Interesele de cercetare ale istoricilor  s-au schimbat în timp, iar în ultimele decenii a avut loc o trecere de la studiul  istoriei diplomatice, economice și politice tradiționale  la  noi abordări (în special, la  studii  sociale și culturale).

## Termenul
La începutul epocii moderne, termenul de "istoriografie" definea "scrierea istoriei". Ulterior, a însemnat și " istoric ". Mulți  istoricii oficiali  au primit titluri gen "istoriograful regal", spre exemplu: în Suedia (din 1618); în Anglia (din 1660) și în Scoția (din 1681 până în prezent).

## Definirea
Furay și Salevouris (1988) au definit  istoriografia ca fiind  modul de studiu al istoriei care a  fost și este scrisă - istoria scrisului istoric ... Când studiem" istoriografia " nu înseamnă că studiem evenimentele din trecut în mod direct, dar facem  interpretări ale acestor evenimente  din lucrările istoricilor individuali.  

## Instrumente
Pentru reconstituirea evenimentelor istorice se folosesc:
- izvoare istorice nescrise:
  - paleontologice
  - arheologice
- izvoare istorice scrise:
  - epigrafice
  - numismatice
  - lingvistice
  - sigilografice
  - literare
  - cartografice
  - diplomatice etc.

## Principalele probleme ale istoriografiei
- în primul rând, depistarea surselor (primare sau secundare), indispensabile oricărui discurs istoriografic;
- în cazul surselor primare, trebuie cercetată persoana care a redactat documentul (deci cel/cea care face istoria) în contextul socio-cultural, în timp ce pentru sursele secundare trebuie depistate orientările teoretice (ideologia) și accepțiunile practice (metodologia) ale discursului în cauză;
- trebuie depistat ce este autentic sau părtinitor, inteligibil sau abscons, adevăr sau falsificare;
- trebuie să înțelegem viziunea asupra istoriei în momentul scrierii lucrării;
- trebuie să înțelegem ce anume era menit a fi mesaj moral într-o operă;
- care era publicul-țintă;
- ce surse au fost privilegiate și ce surse au fost ignorate.

Având mereu în vedere legătura dintre arta oratorică și istorie, Cicero ajunge la considerații mai generale asupra istoriografiei și importanței ei sociale:“Să nu știi ce s-a întâmplat înainte de a te fi născut, înseamnă a fi mereu copil. Căci ce este viața omului, dacă ea nu se împletește, prin istoria evenimentelor trecute, cu viața înaintașilor?” El considera că pentru ca cineva să se poată numi cu adevărat istoric trebuie să îndeplinească anumite condiții, să respecte ceea ce Cicero numește “legile istoriei”. Prima este să nu se spună neadevăruri, a doua - să se îndrăznească întotdeauna scrierea adevărului, a treia - să se scrie fără părtinire și fără ură. Este necesar să se respecte succesiunea cronologică, iar faptele să fie localizate. Istoricul trebuie să-și expună punctul de vedere, să nu se limiteze la o simplă prezentare a faptelor, ci să caute și cauzele lor, să se preocupe de psihologia personalităților. Stilul istoricului nu trebuie să aibă însă asprimea din tribunale și împunsăturile de idei obișnuite în forum. În general, trebuie să aibă în vedere că, prin exemplele, bune sau rele, pe care le oferă, istoria este o îndrumătoare a vieții (Historia magistra vitae).

## Istoria istoriografiei
Exemplele timpurii de sisteme de proto-scriere sunt  Jiahu (c. 6600 î.Hr. ), Vinča (c.5300 î.Hr. ), scriptul Indus timpuriu (c.  3500 î.Hr. ) și Nsibidi (c.înainte de 500 î.Hr. ). 

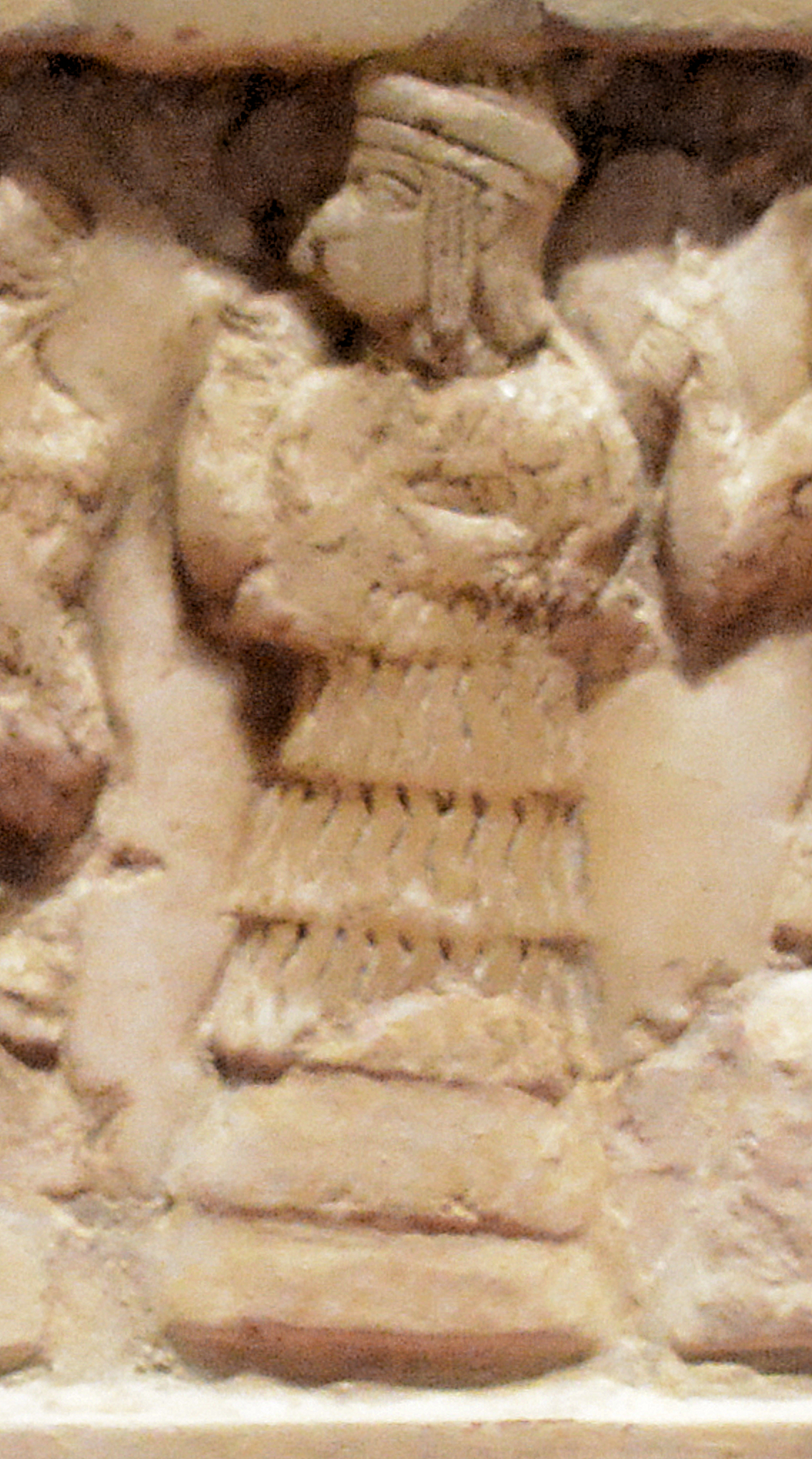
Enheduanna, fiica regelui Sargon de Akkad, este primul autor cunoscut din istorie. Ea a publicat imnuri dedicate zeiței Innana în secolul al 23-lea î.Hr.

Există un dezacord cu privire la exact când preistoria devine istorie și când proto-scrierea a devenit „adevărată scriere”. Cu toate acestea, inventarea primelor sisteme de scriere este stabilită la începutul epocii bronzului și sfârșitul neoliticului, mai precis, la sfârșitul mileniului al IV-lea î.Hr. 
Scrierea cuneiformă și hieroglifele egiptene sunt, în general, considerate cele mai vechi sisteme de scriere din 3400 până la 3200 î.Hr. Cele mai vechi texte coerente datează din aproximativ 2600 î.Hr. În Creta și Micene apar sistemele de scriere Liniar A și Liniar B (silabic). Dezvoltat de fenicieni în 1050 î.Hr., alfabetul fenician a stat la baze celui latin, arab, ebraic, grec și celui chirilic.

### Istoriografia din Orientul Antic (2300 î.e.n.- 800 e.n.)
Egiptenii sau mesopotamienii antici nu prea consemnau fapte istorice reale din perspectivă, registrele consemnând revǎrsările fluviilor, fenomenele astronomice, arborele genealogic al suveranilor sau poemele sau basoreliefurile care consemnau glorioasele victorii militare ale unui suveran. Faraonul Ramses cel Mare se gratulează cu victoria obținută în bătălia de la Kadesh, chiar dacă confruntarea cu hitiții în 1274 î.Hr. a avut un rezultat neconcludent. O tăbliță babiloniană ce datează din timpul domniei regelui babilonian Nabucodonosor al II-lea îl menționează pe penultimul rege al regatului Iudeii, demonstrând existența unui personaj biblic din Vechiul Testament.  
Totuși, antichitatea străveche abunda de legende despre geneza lumii, eroi și zei, cronici și anale ce consemnau lacunar evenimentele răspândite în Orientul antic. Din această perioadă se remarcă mai multe opere mitice, precum Epopeea lui Ghilgameș (compusă în mileniul III î.e.n., poem păstrat, lacunar, pe 12 tăblițe de lut, în biblioteca regelui asirian Assurbanipal, de la Ninive). 
Părți din Mitul lui Osiris apar într-o mare varietate de texte egiptene, de la texte funerare la incantații magice găsite asupra mumiilor faraonilor.   
Primul autor cunoscut din istorie a fost o prințesă din Sumer, Mesopotamia (Irakul de azi). O chema Enheduanna   și era înalta preoteasă a orașului Ur ce îl venera pe zeul Nanna al Lunii. Tatăl ei era regele Sargon I din Akkad (2334–c.2279 î.Hr.). 
Enheduanna a scris o serie de lucrări din literatura sumeriană , cum ar fi „Imnurile zeiței Inanna”. Povestea este scrisă din perspectiva de naratoare la persoana întâi. Ea a mai scris „Imnurile Templului Sumerian”.  
În India antică au fost compuse epopeele Mahābhārata și Ramayana între secolele VIII și IV î. e.n., scrise în limba sanscrită. 
Tora, Pentateuh sau Vechiul Testament, o colecție de cărți ebraice, având între 100 și 150 de autori, a fost scrisă de-a lungul   mileniului I î.e.n., și cuprinde istoria poporului evreu de la „Geneza” la revolta macabeilor.   
În Ionia,o regiune a vestului Asiei Mici, în secolul al VIII-lea î.Hr. , au fost scrise Iliada și Odiseea, epopei atribuite lui Homer (pe care le-a scris în Ionia). 
„Iliada” prezintă evenimente inspirate după un război desfășurat în secolul al XII-lea î.Hr., când regatul Micene condus de regele Agamemnon a asediat Troia, o cetate hitită cunoscută ca Wilusa din Asia Mică (Turcia de azi)  din cauza că prințul troian Paris a răpit-o pe regina Elena din Sparta.  

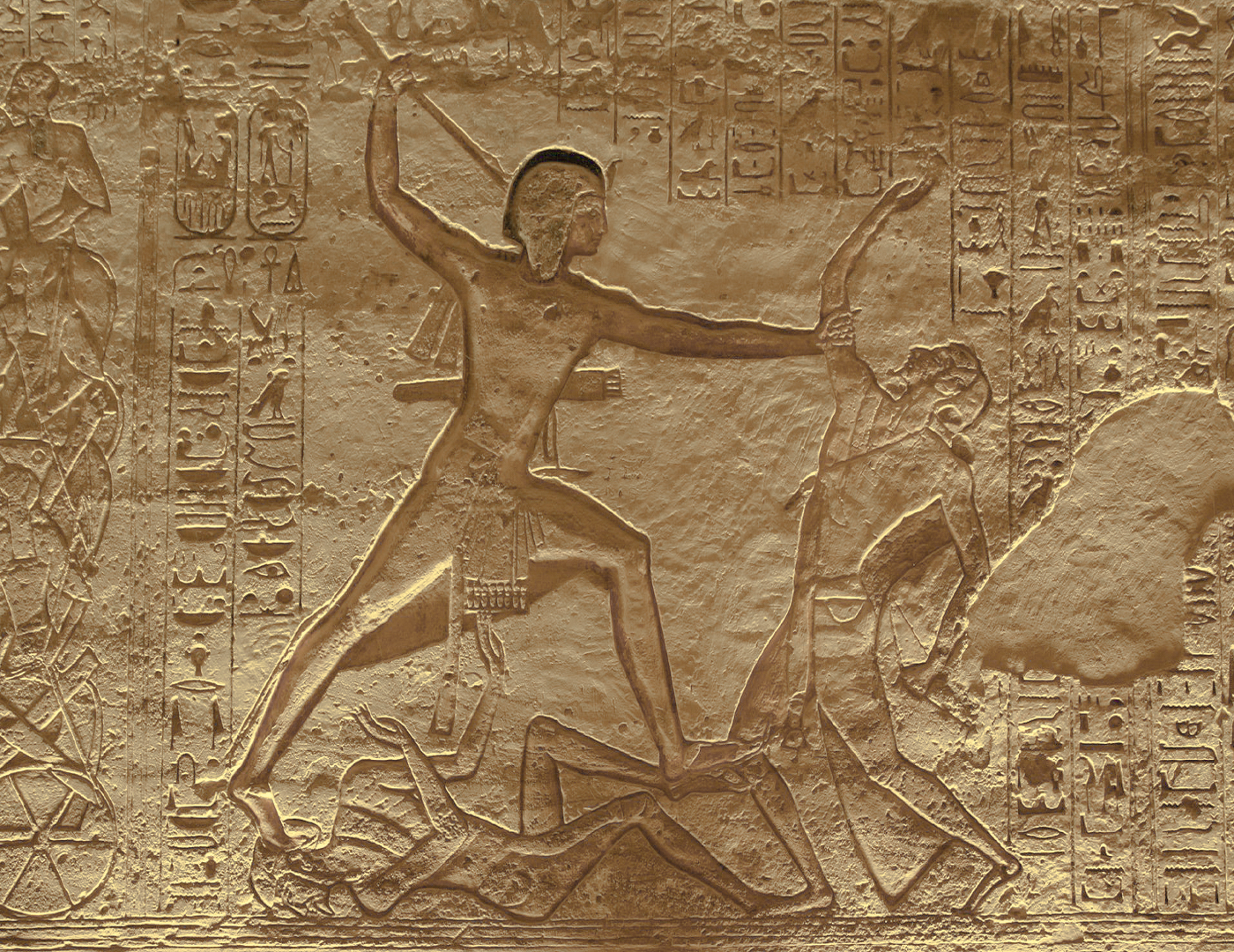
Faraonul egiptean Ramses al II-lea ucide un inamic în timp ce el îl calcă pe altul în bătălia de la Kadesh din 1274 î.Hr - Frescă cu hieroglife de la Abu Simbel.
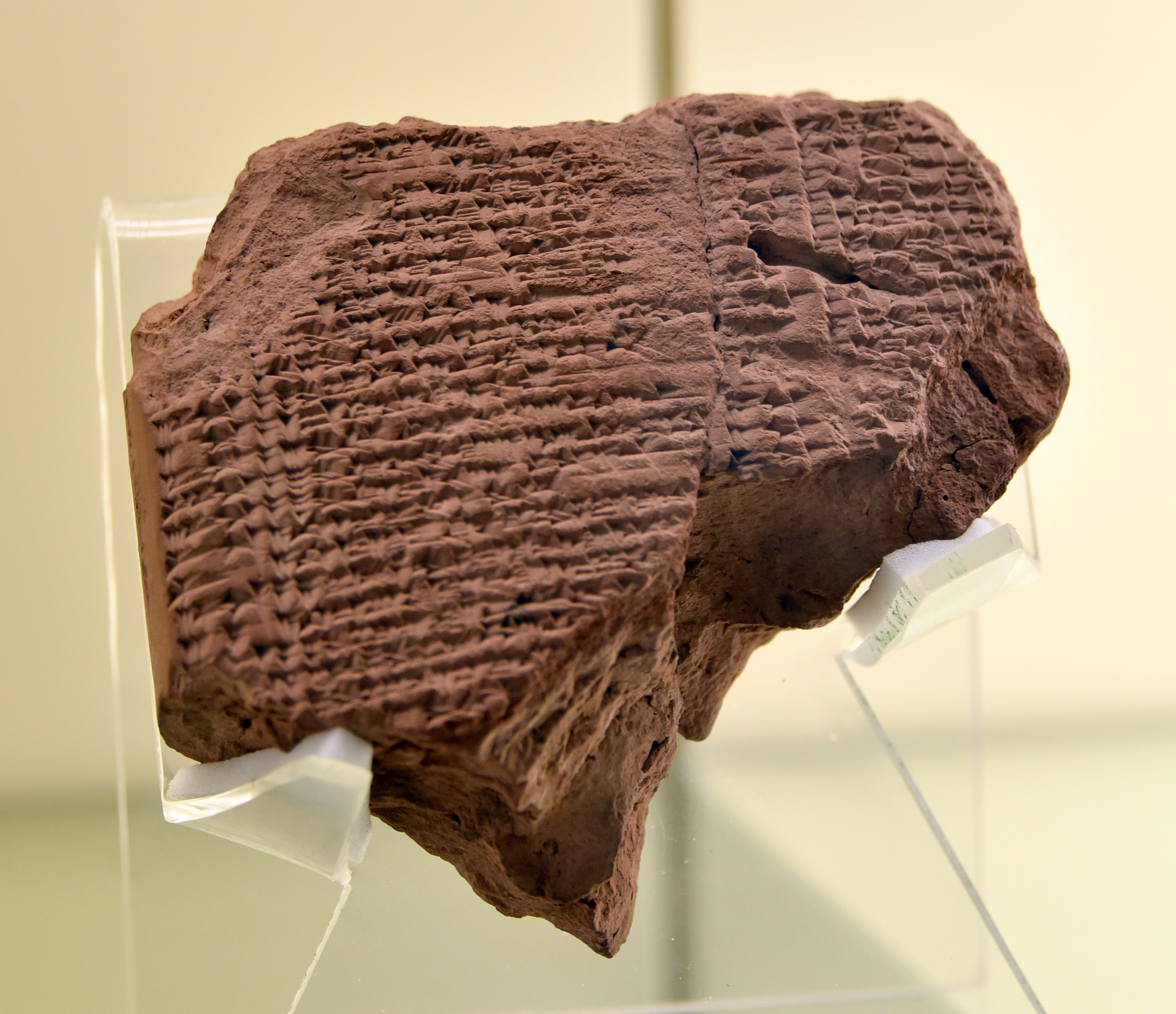
O tăbliță cu scriere cuneiformă în limba akkadiană ce datează din timpul domniei regelui Nabucudonosor al II-lea îl menționează pe penultimul rege al regatului Iudeii, Ieconia
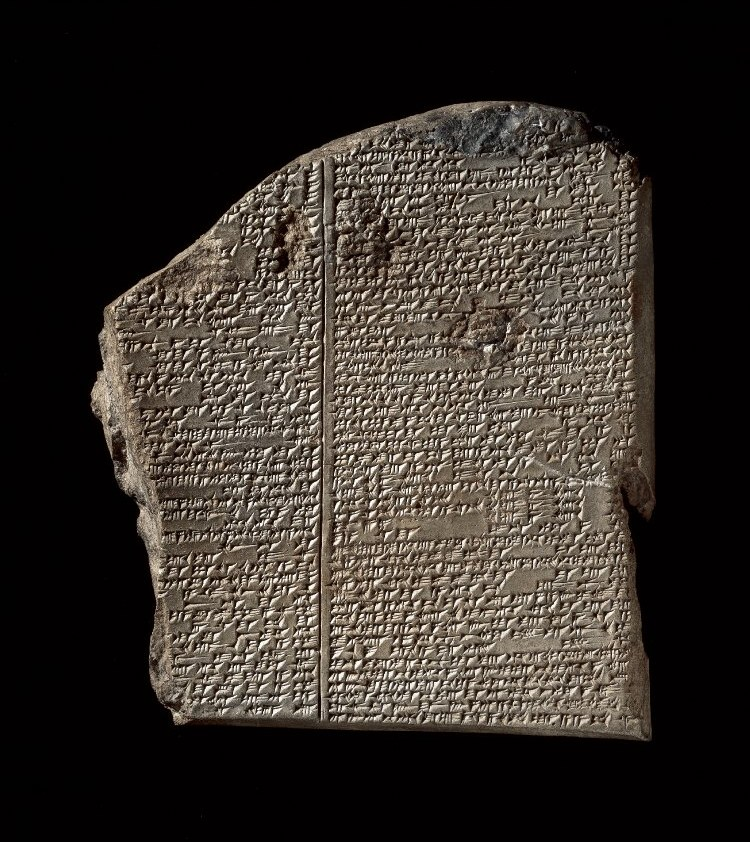
Epopeea lui Ghilgameș consemnată pe o tablă de argilă asiriană
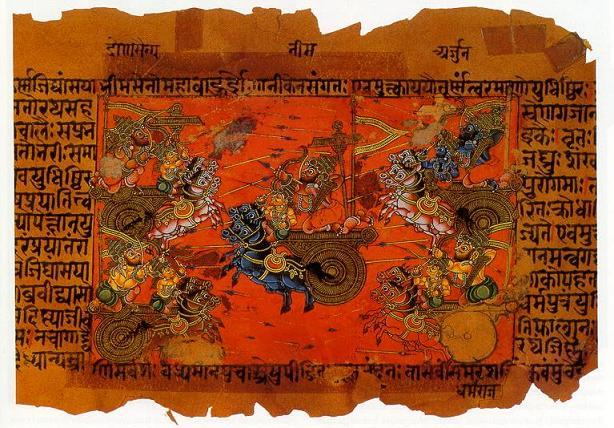
Pagină din Mahābhārata
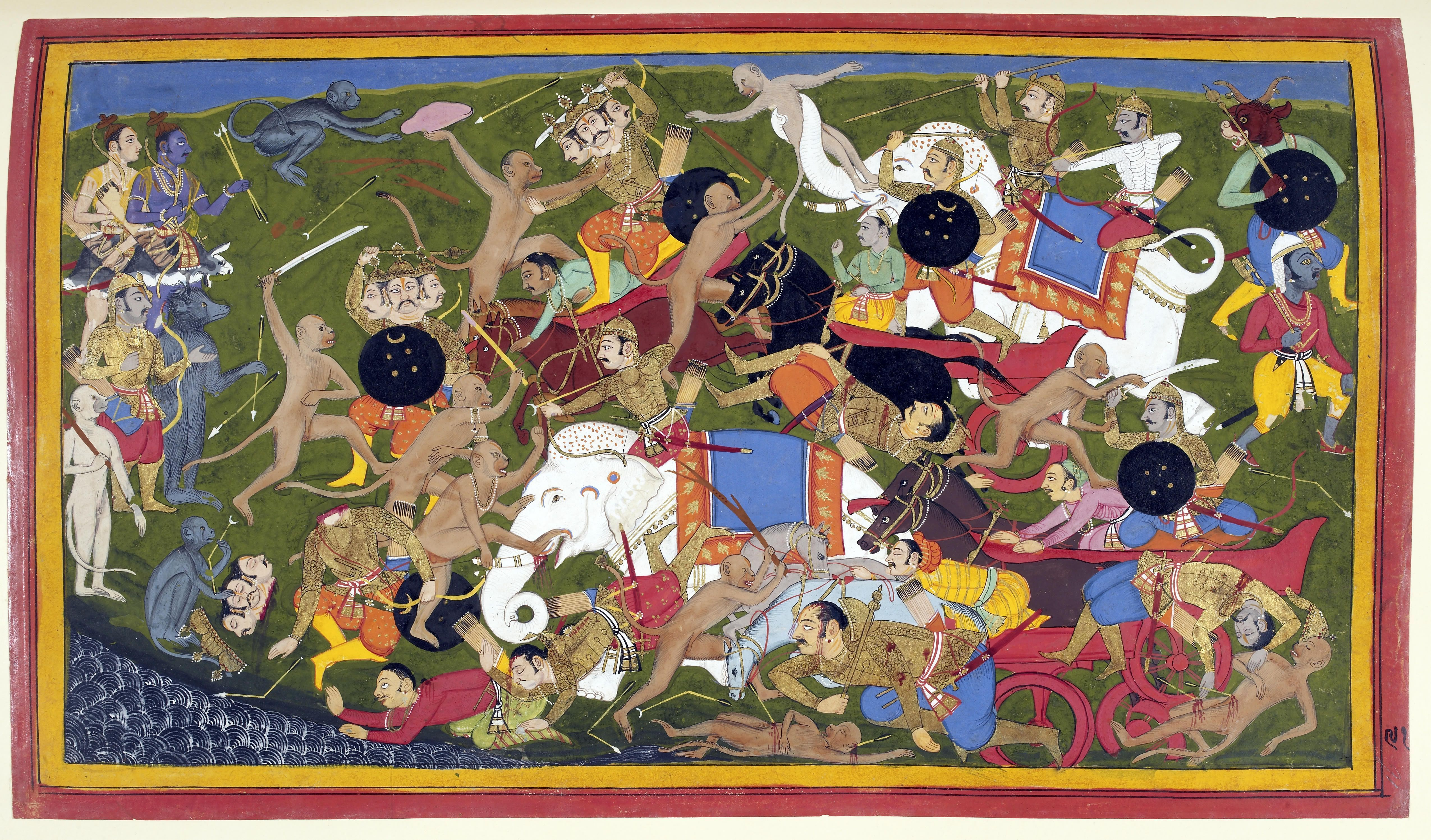
Bătălia de la Lanka menționată în Ramayana-reprezentata artistic
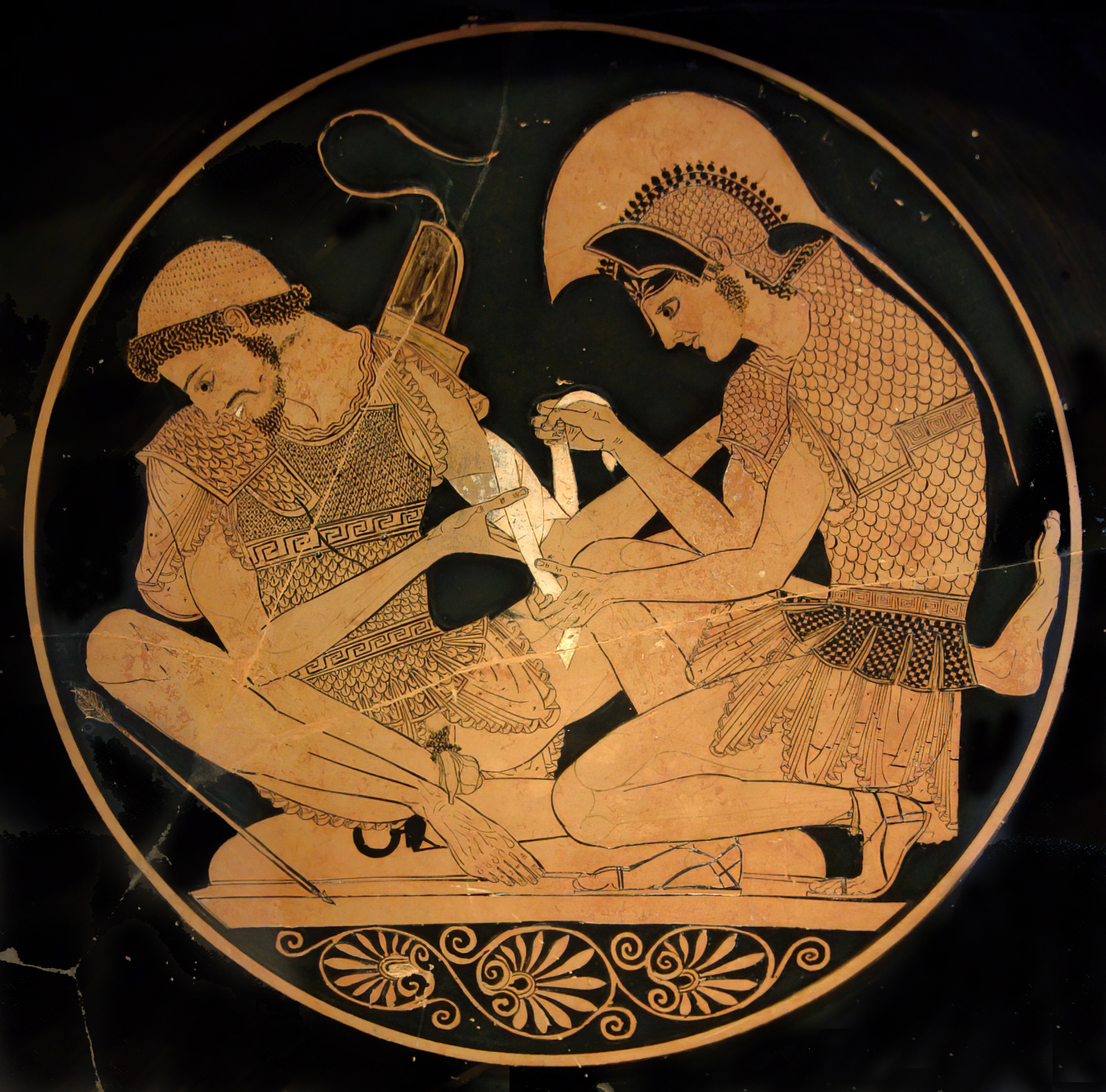
Ahile si Patrocle-protagoniștii Iliadei
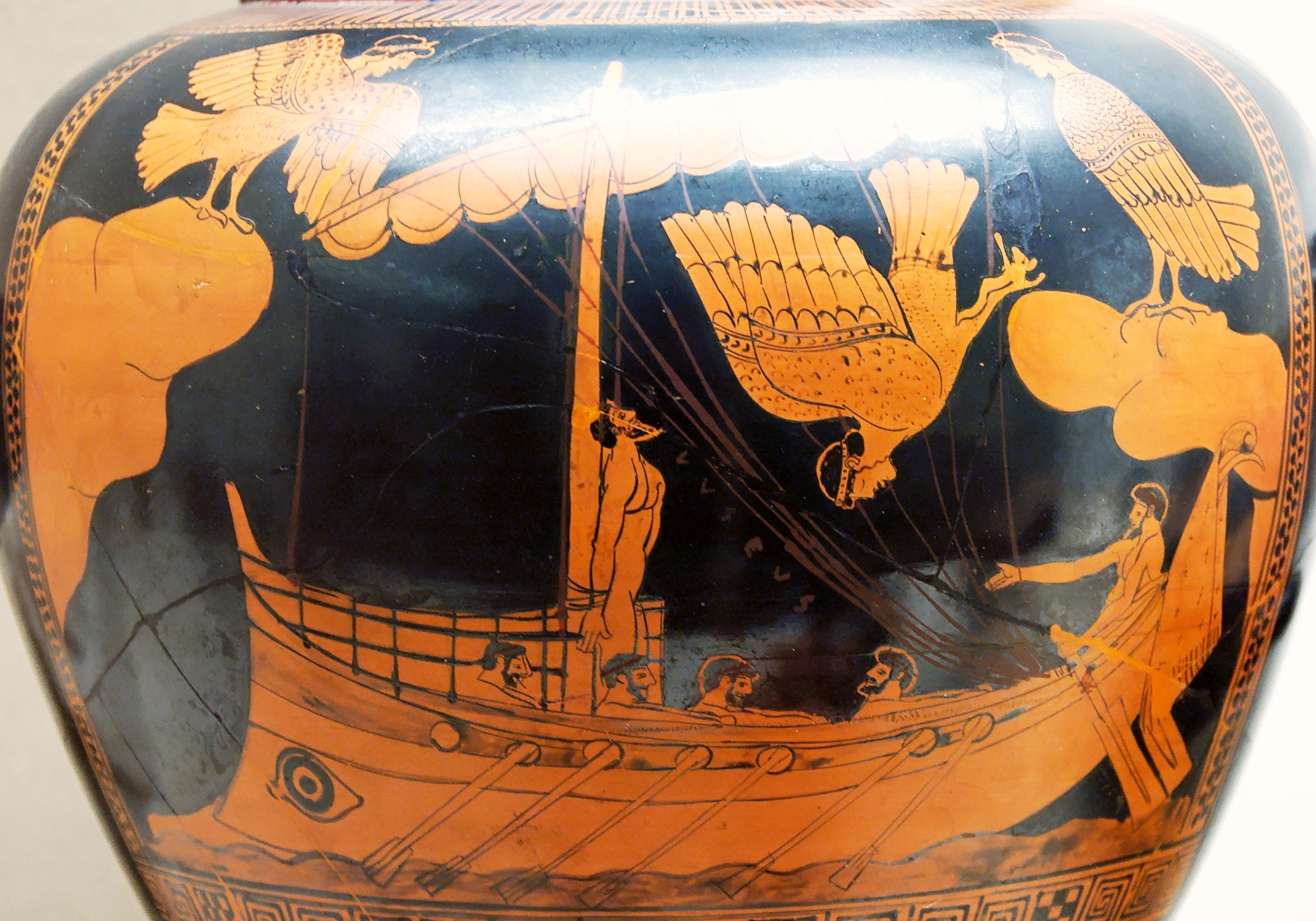
Ulise-protagonistul Odiseei
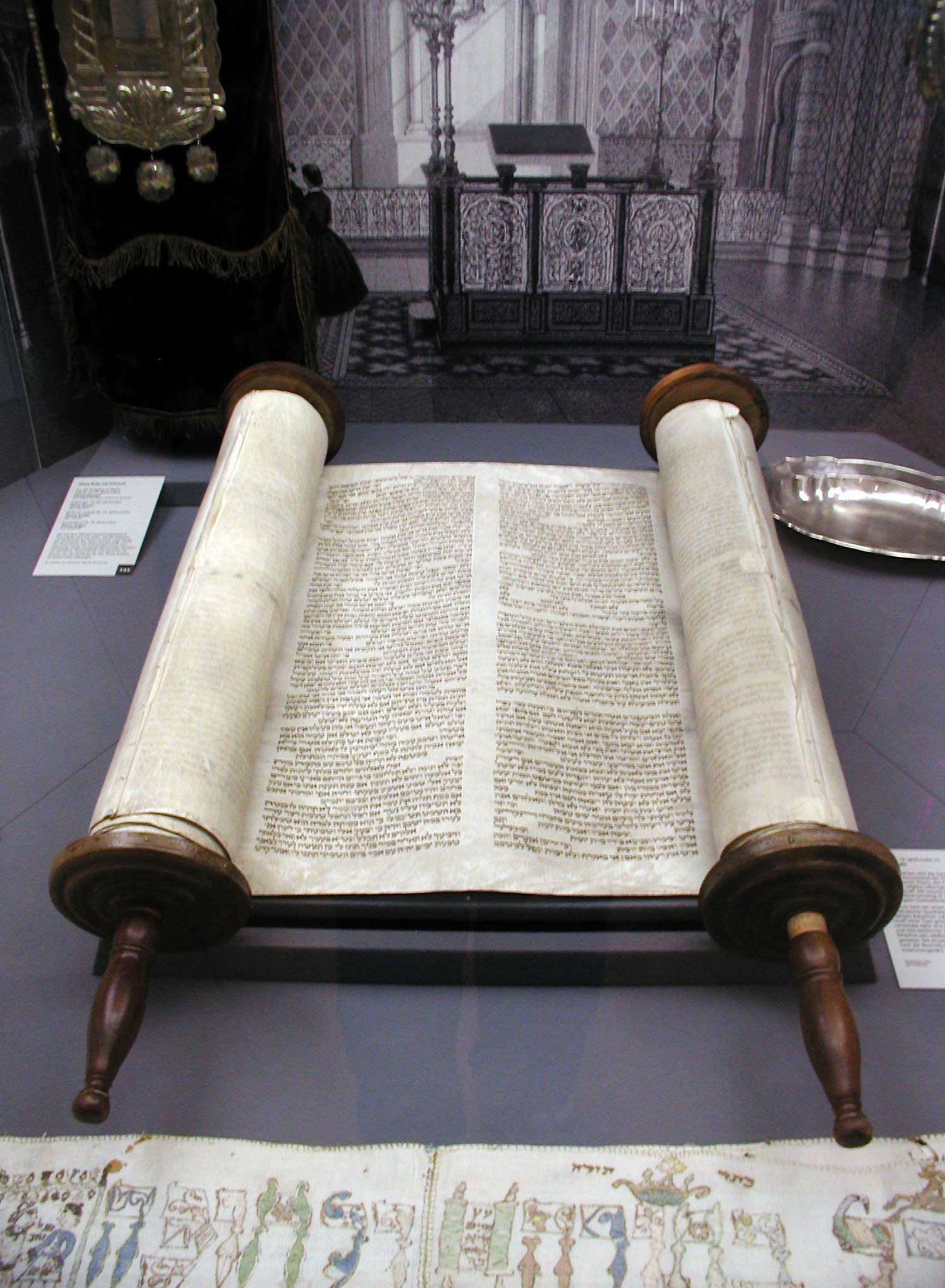
Tora

#### Istoriografia greacǎ (800 - 300 î.Hr.)

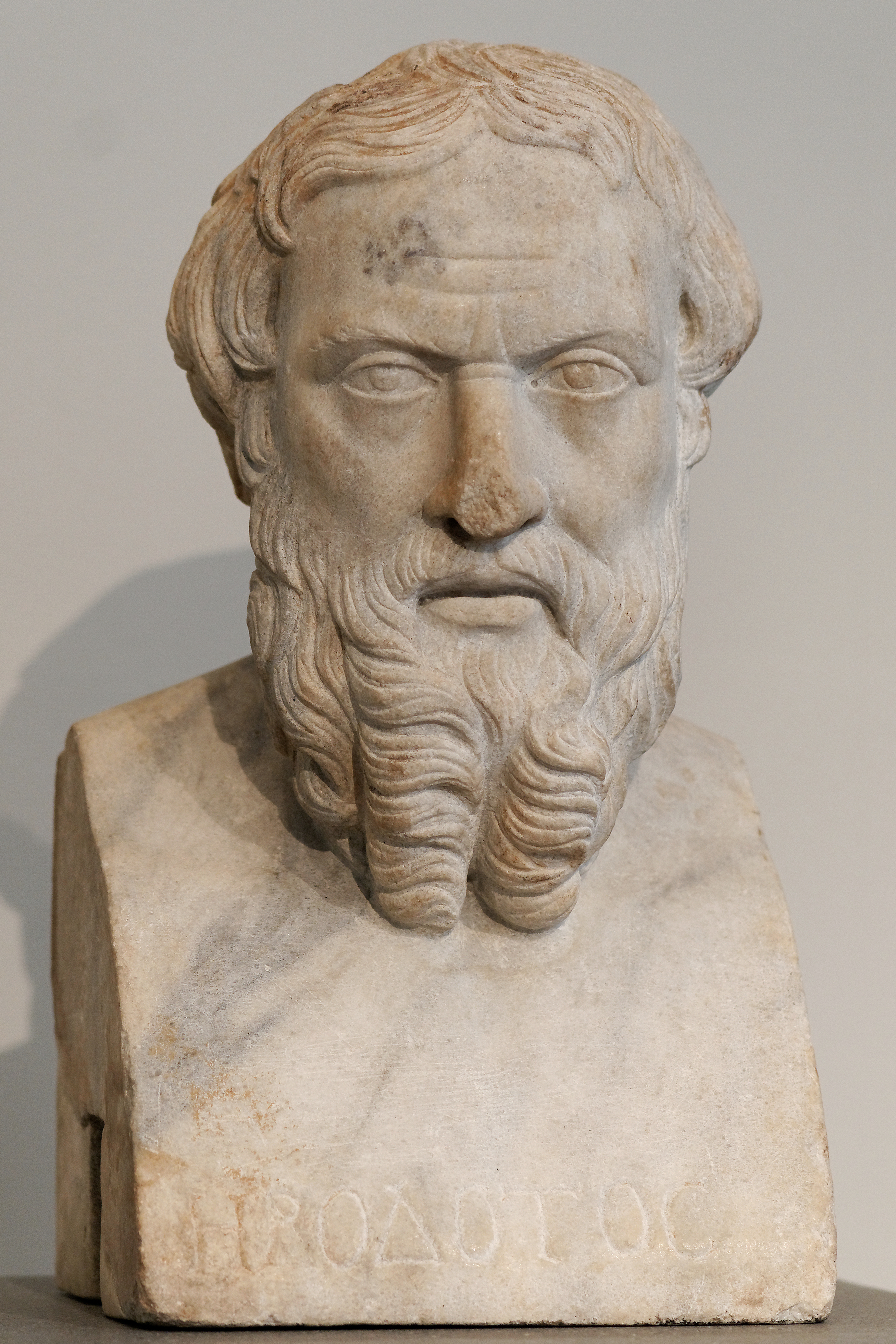
Herodot

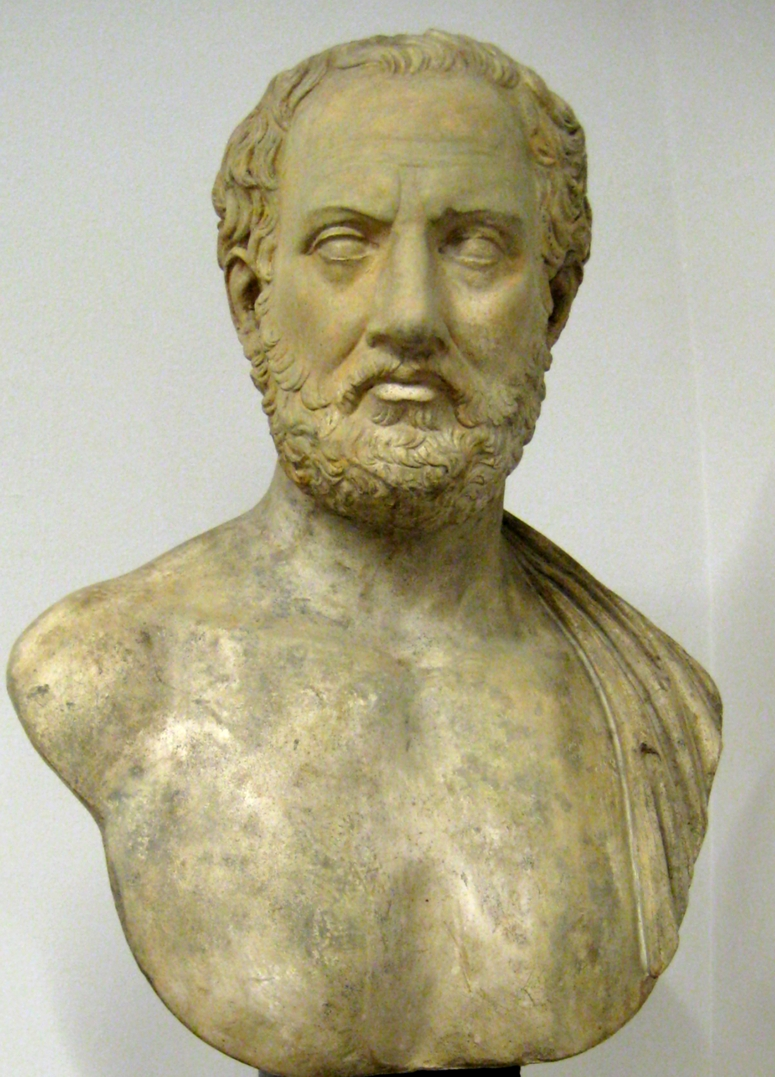
Thucydide

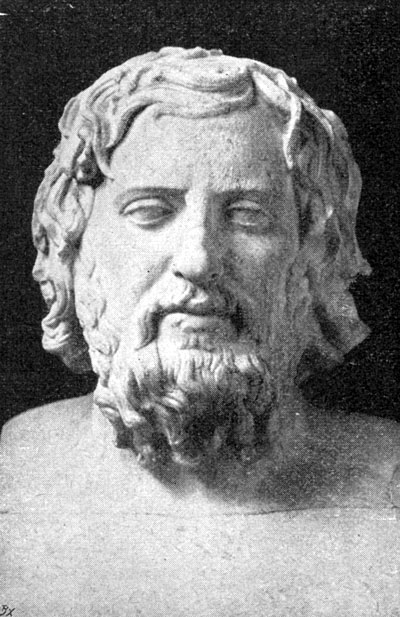
Xenophon

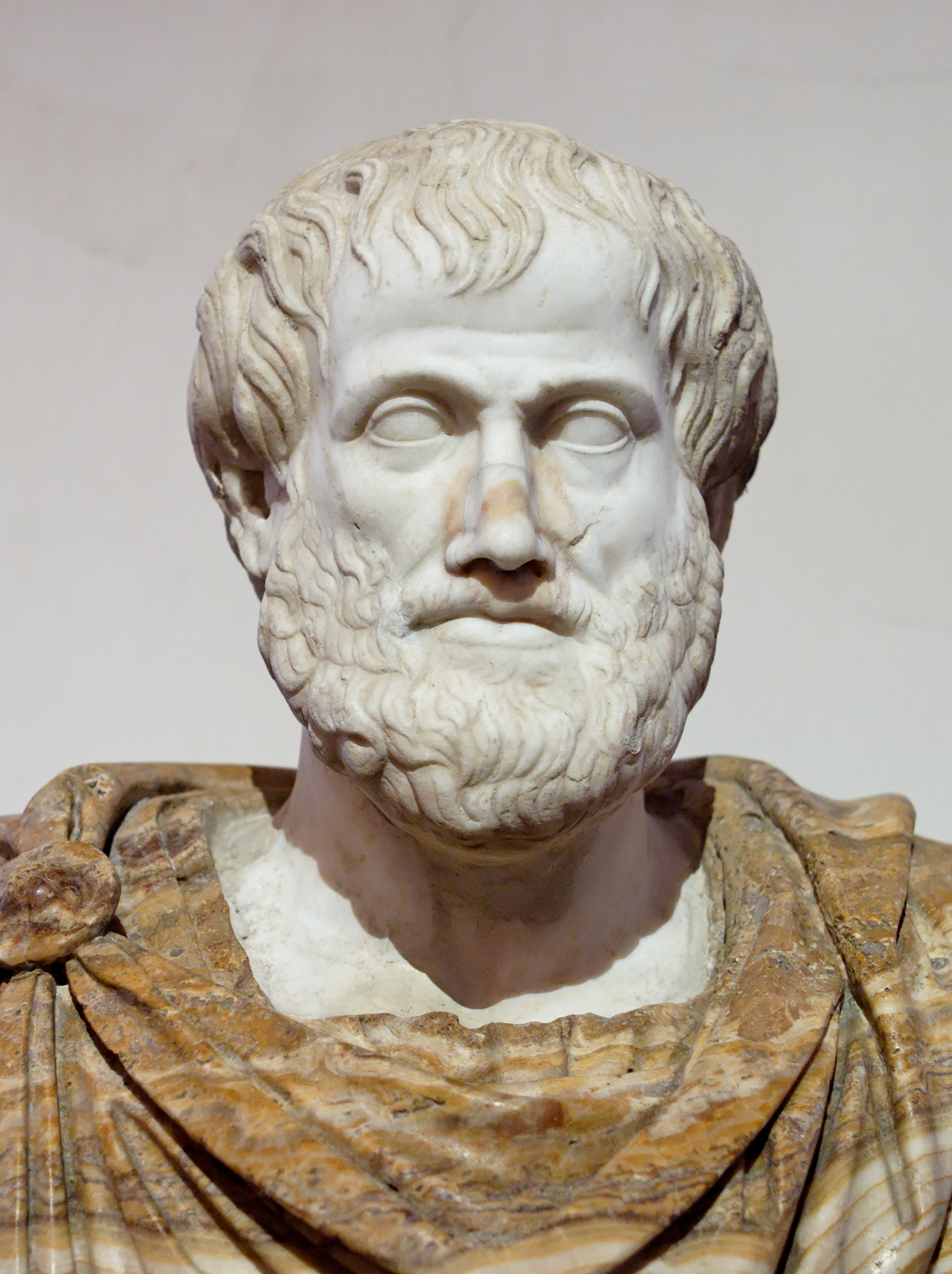
Aristotel

Nașterea studiului  istoriei are loc în mileniul III î.e.n., datorându-se inventării scrisului, elaborării unui sistem calendaristic și apariției statelor și a unor structuri de putere, ce aveau interesul consemnării în scris a unor fapte esențiale pentru comunitate. 
Lumea grecească a avut condiții mult mai favorabile decât acelea din Orientul antic pentru dezvoltarea studiului istoriei. Spre deosebire de Grecia, care avea o structura social-politicǎ superioarǎ, unde predominau  polisurile ale căror multitudine și specificul organizării lor au permis participarea unui mare număr de cetățeni la viața publică, în Orient, puterea era deținutǎ de un despot, considerat un trimis divin pe tron, ce nu  îngăduia o viață politică și posibilitatea unei gândiri libere. Dezbaterile din agora  au contribuit  la stimularea gândirii politice  și la dezvoltarea generală a spiritului grec. O primǎ încercare de-a explica originea lumii i-a aparținut lui Hesiod, cu lucrările sale Teogonia (Originea zeilor) și Munci și zile.
Preocupările pentru studierea trecutului  s-au amplificat în secolul al VI-lea î.Hr., în orașele din Ionia, unde a  apărut o bogată literatură istorico-geografică, ilustrată de logografi (scriitori în proză). Logografii nu erau  istorici în sensul propriu al cuvântului, ei oscilau între poezia epică și noul spirit filozofic care se afirma în această epocă, între mitologie și realitate, ceea ce confereau  scrierilor lor un caracter mixt. Ei  își alegeau subiectele din trecutul îndepărtat (genealogii ale ginților nobile, care, de obicei, începeau cu zeii, legende despre întemeierea orașelor etc.). Animați de dorința de a strânge informații cât mai ample și mai sigure, logografii au desfășurat un efort considerabil pentru documentare și au practicat, în mod curent, constatarea la fața locului (autopsia). Logografii se ocupau, cu deosebire, de istoria cetăților grecești, dar și de istoria altor populații și state, ceea ce contribuia la lărgirea orizontului scrierilor lor. Cei mai importanți dintre ei au fost  Hecateu din Milet și Hellanicos din Mitilene.
Om politic și cărturar, Hecateu a trăit în a doua jumătate a secolului al VI-lea și la începutul secolului al V-lea î.Hr. El a  călătorit mult, fiind cel care a denumit Egiptul “un dar al Nilului”. Hecateu a manifestat notabile preocupări pentru unele aspecte esențiale ale cercetării trecutului, propunându-și, și reușind, să stabilească o cronologie mai riguroasă a timpurilor legendare.
Celălalt logograf important, Hellanicos, are merite, mai ales, în dezvoltarea erudiției. Lui îi aparține prima încercare cunoscută de a alcătui un tablou cronologic, în raport cu ciclul anilor astronomici, al tuturor evenimentelor cunoscute din jumătatea de mileniu care despărțea epoca războiului troian de vremea sa. Pentru aceasta, el a ales ca axă de referință lista preoteselor sanctuarului Herei din Argos (primul său succesor, Hippias din Elis, va prefera, exemplu care va fi urmat, lista învingătorilor la olimpiade). Tot Hellanicos este autorul primei monografii erudite, o istorie a Atenei (Atthis), ca și al altor scrieri asupra Eoliei și Arcadiei, sau asupra unor popoare străine (perșii, sciții). Se poate spune că prin el se realizează un început de specializare a cercetării trecutului.
Grecia secolului V î.e.n. era o civilizație   citadină,  o putere maritimă, dar diversificatǎ și dezbinatǎ în orașe-state. Democrația, libertatea religioasă, alfabetizarea cetățenilor, apariția publicului (care avea un rol tot mai mare), dar și conflictul cu perșii au făcut ca Grecia să fie locul de naștere al studiului istoriei.
Herodot din Hallicarnas ( în limba greacă: Ήροδοτος, Herodotos, n. 484 î.e.n. - d. cca. 425 î.e.n.)  este considerat a fi  "părintele   istoriei (de către Cicero), al jurnalismului și geografiei". Acesta a făcut  o imensă „anchetă”, sensul grecesc al cuvântului fiind „istorii”. El a realizat o carte de istorie universală, atotcuprinzătoare, abordând toate problemele societății (istoricii de mai târziu se vor limita la istoria politico-militară). Cartea sa, Istorii este o istorie relativă ce nu afirmă superioritatea culturii grecești și pune accentul  pe încântarea cititorului și nu pe adevăr sau pe caracterul științific. Herodot a fost  criticat de Tucidide pentru naivitate și stilul axat pe curiozități. Opera sa este împărțită în nouă cărți: cartea I este dedicată domniei regelui lidian Cresus și ascensiunii perșilor și mezilor sub domnia lui Cirus cel Mare; cartea  a II-a este dedicată civilizației egiptene; cartea a III-a cuprinde administrarea imperiului persan în timpul lui Cambyses al II-lea; cartea a  IV-a este dedicată sciților și geților; ultimele cinci cărți descriu războaiele medice din timpul domniilor lui Darius I și Xerxes.
La o generație după Herodot, asistăm  la un val de istorii locale ale  orașelor-stat (polisuri). Primii  istorici locali  se angajau pentru păstrarea  arhivelor scrise ale orașului și sanctuarului. Dionysius din Halicarnas  a caracterizat acești  istorici ca precursorii lui Tucidide. Istoriile  locale au continuat să fie scrise până în  antichitatea târzie, atâta timp cât orașele-state au supraviețuit.  Hippias din Elis, care a scris  listele cu  câștigători la Jocurile Olimpice,  a pus  bazele cronologiei, iar Hellanicus din Lesbos a consemnat multe evenimente istorice locale în  registrele civice , toate acestea fiind acum pierdute.
Tucidide (460-395 î. e.n.) creează o nouă abordare pentru studiul istoric, fiind considerat al doilea întemeietor al istoriei. Axându-se pe adevărului istoric în redarea evenimentelor politice și militare, el respinge legendele, miturile și operele logografilor și „informarea la întâmplare”, considerând cǎ  istoria trebuie să judece izvoarele pentru a extrage adevărul, iar sursele cercetate trebuie privite critic. A scris despre Rǎzboiul Peloponesiac, care  conținea 8 cărți ce cuprind perioada 431-411 î.e.n., o vastă istorie militară și politică, numind conflictul ca fiind „cea mai puternică zguduire” sau „războiul cel mai de seamă”. A introdus  conceptul de cauză (care separă cauza de pretext, cauzele fiind psihologice, economice, sociale, comerciale etc.). A introdus discursul fictiv, incluzând în descriere fraze de tipul „ce îmi pare că ar fi trebuit să vorbească fiecare despre cele ce îi stăteau în față”). Tucidide este considerat a fi întemeietor al strategiei care rezuma gândirea politică și militară a Atenei.El a afirmat superioritatea sistemului politic atenian, față de cel spartan, superioritatea războiului maritim asupra celui terestru, superioritatea resurselor bănești asupra resurselor omenești, superioritatea tehnologiilor militare ateniene, fiind adept al  războiului economic și blocadei economice. Susținea că războiul trebuie purtat  pe mare și uscat, la mare distanță de metropole, în plan economic, social, politic, comercial, cu scopul de a epuiza adversarul din punct de vedere economic și militar. El consideră că prăbușirea Atenei este cauzată din interior, de slăbiciunile oamenilor săi (a caracterizat, cu măiestrie, personalități  ateniene precum Pericle - "conducătorul ideal", sau "demagogul" Alcibiade.
Xenofon (430-355 î. Hr.)  om politic, istoric, filosof și general, este autorul primei ilustrări a genului memorialistic, fiind unul din cei 10.000 de mercenari greci ce au făcut parte din armata lui Cyrus cel Tânăr, menționând aventura sa în lucrarea Anabasis. A continuat opera lui Tucidide  în lucrarea Helenicele, punctul culminant fiind  bătălia de la Matineea (362 î.e.n.), unde Cyrus cel Tânăr,  satrapul Asiei Mici, s-a  răsculat, în 401, împotriva fratelui său, Artaxerses al-II-lea, pe care  l-a  învins lângă Babilon, dar a murit  în luptă.
Aristotel (384-322 î. e.n.) - filosof cu operă vastă, din domenii variate (filosofie, politică, retorică etc.), învățător al lui Alexandru cel Mare - a scris Politica și Statul atenian,  îndreptând istoria către cercetarea comparată a instituțiilor. Statul, anterior familiei și individului, este un organism natural; ideal este statul având clase sociale bine determinate.  El considera că scopul statului era fericirea, dobândită ca stare ce însoțește practicarea virtuților; statul condus de omul cel mai virtuos este monarhia (poate degenera în tiranie). Alte forme de guvernământ sunt: aristocrația (poate degenera în oligarhie); republica (poate degenera în demagogie – guvernarea celor inculți). În lucrările sale a criticat, deseori, democrația ca fiind șubredă și l-a criticat pe  Pericle.

#### Istoriografia elenisticǎ

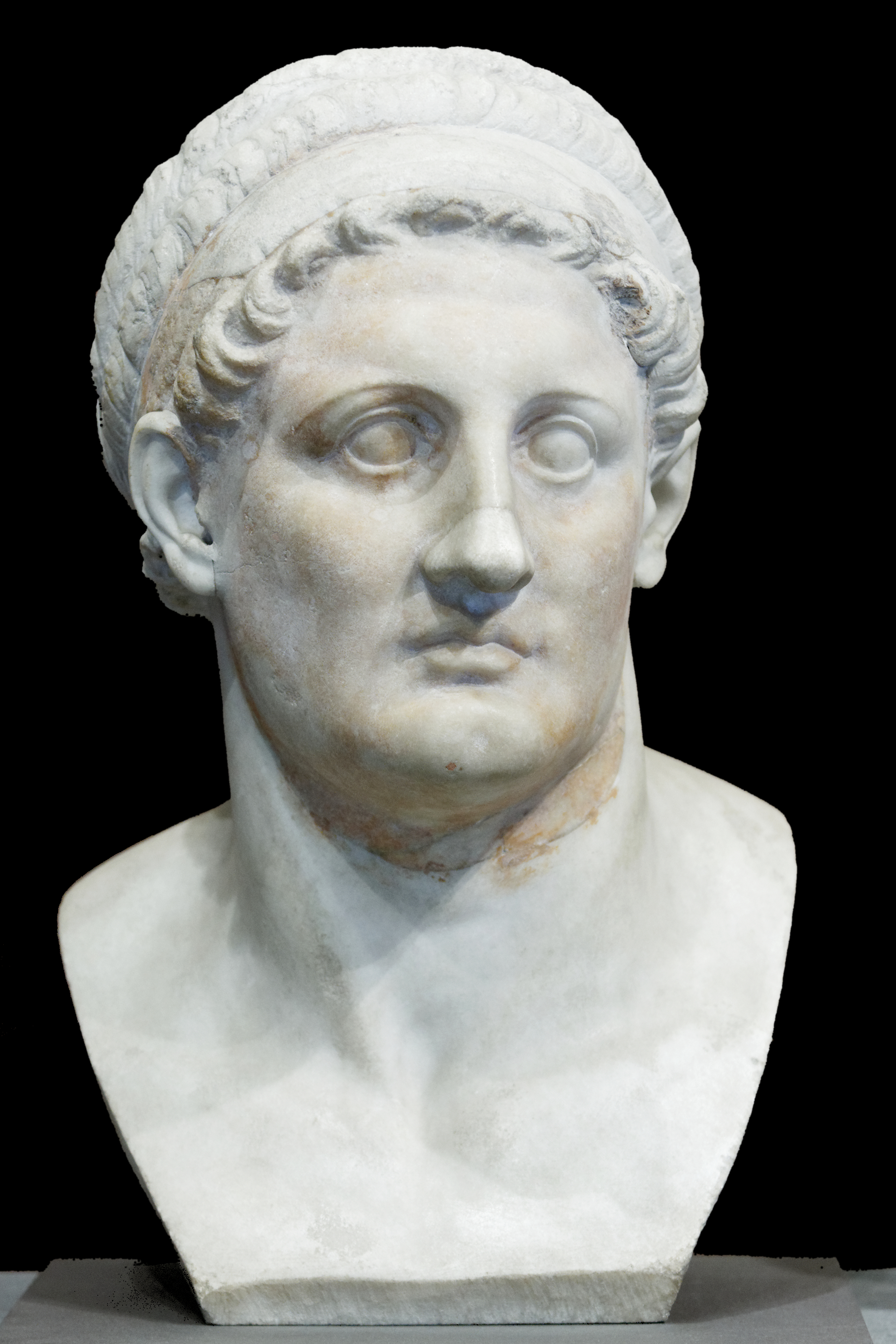
Ptolemeu I Soter

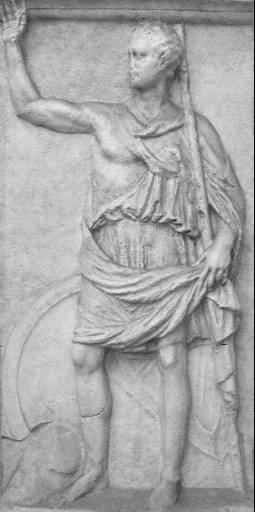
Polybios

Callisthenes (360-328 î. e.n.) a scris Faptele lui Alexandru, din care s-au păstrat 20 fragmente din perioada 334-331 î. e.n. Deoarece l-a prezentat ca un răzbunător al grecilor pentru războaiele medice, și ca un erou legendar, Alexandru cel Mare a ordonat arestarea  și executarea autorului. Inspirată după opera sa,  Alexandria (Pseudo-Callisthenes) este o  lucrare populară  romană cu caracter miraculos.
Cleitharos a scris, în jur de anul 310 î.e.n., lucrarea  Despre Alexandru, din care s-au păstrat doar 35 fragmente.
Ptolemeu I Soter (367-283 î.e.n.), general macedonean și rege elenistic al Egiptului, a scris și el o lucrare din care  s-au păstrat 21 de fragmente.
Despre Alexandru cel Mare au scris Aristobul din Cassandra, Eumenes din Cardia, Diodotos din Eritreea (din ale cărui lucrări s-au păstrat 115 scrisori), Diodor din Sicilia, Curtius Rufus (10 cărți, lucrări de retorică și anti-despotice), Pompeius Trogus și Plutarh  (46-120) (Vieți paralele).
În  anii 320 î.e.n., în Egiptul elenistic, un preot egiptean al zeului Ra, Manetho din Sebeytos a scris  Istoria Egiptului – lucrare scrisă în vremea lui Ptolemeu I Soter și Ptolemeu al-II-lea. A  introdus cronologia după dinastii (30 la număr), acestea fiind denumite după locul de origine sau după filiațiune. Lucrarea nu a supraviețuit, dar o parte din ea a fost reconstituită.
În Babilon, Berossus, un istoric elenistic babilonian, preot al zeului Baal, a scris „Istoria Babilonului” (în limba greacă). A fost publicată în vremea lui Antioch I, între 290-278 î.e.n. În prima parte tratează mitul babilonian ce privește crearea lumii sau victoria zeului Baal (Marduk) asupra lui Tiamat.
Timaios din Sicilia (c. 345-250 î.e.n.), care a studiat la Atena, a scris  Istorii – o colecție de 40 cărți în care tratează istoria Italiei, Greciei, Siciliei din cele mai vechi timpuri până la primul război punic (264 î. Hr.). Este primul care scrie Istorie literară.
Polybius (cca 201 - cca 120 î.e.n.), om politic, general și istoric grec, a fost contemporan cu cucerirea Mediteranei de către romani. A fost unul din cei 1000 de lideri aheeni luați ostatici în Roma, unde a petrecut  17 ani ca prizonier în casa lui Publius Cornelius Scipios Aemilianus, cel care va cuceri și distruge Cartagina, în 146, bătălie la care va participa și Polybius, care se împrietenise cu Scipio. A scris Istorii –  o colecție ce cuprinde 40 de cărți (în care descrie rǎzboaiele punice și războaiele macedonene din intervalul 264-146 î. Hr.), din care s-au păstrat primele 5 cărți și fragmente disparate din celelalte cărți. Considera  că pentru a fi un adevărat istoric era  nevoie de 3 lucruri: 1. studiul și critica izvoarelor; 2. cunoașterea personală a locurilor și a țărilor; 3. sǎ ai  experiențǎ politică și militară. Pentru  Polybius, istoria devine știință politică, carte de studiu pentru conducători. Este  primul istoric ce părăsește narațiunea pentru o analiză problematizată, fiind interesat de explicația evenimentelor, nu de evenimentele în sine. Polybius consideră că opusul democrației este ohlocrația.
Se atestă că au existat istorici proveniți din est, ca istoricul fenician  Sanchuniathon,  dar  care este considerat  semi-legendar, iar scrierile atribuite lui sunt fragmentate. Au mai fost și alți istorici târzii de origine palestiniană, precum  Philo din  Byblos  sau Eusebiu din Cezareea.

#### Istoriografia romanǎ
Istoriografia latină a fost inspirată după istoriografia greacă în privința concepției generale  și a metodelor utilizate în redactarea lor. Preocuparea romanilor pentru trecut era  veche și  a constituit una dintre îndeletnicirile spirituale de bază, întâlnite încă în creațiile orale, datorită bogatei și spectaculoasei lor istorii interne și externe. La ospețele romanilor erau cântate faptele de glorie ale marilor bărbați ai trecutului (carmina convivalia), prin acest mijloc fiind  păstrate legendele despre începuturile Romei, utilizate de istorici mai târziu. Spiritul metodic al romanilor a obligat pe magistrați să aibă consemnate îndatoririle lor, să-și noteze activitatea în registre (acta) și să prezinte dări de seamă asupra ei (comentarii), ceea ce, împreună cu documentele privind situația economică (tabulae censoriae) și diferitele tratate, a dus la constituirea unor importante arhive. Aceleași obligații le aveau și preoții, care întocmeau calendarul și lista zilelor faste. De o importanță deosebită au fost Analele pontifilor. În ele, marele preot (Pontifex maximus) însemna principalele evenimente militare, politice și religioase petrecute în cursul unui an (de aici și denumirea), documentul fiind expus pentru a fi cunoscut de concetățeni. În a doua jumătate a secolului al III-lea î.Hr., interesul pentru istorie ia o formă nouă. Expansiunea romană și contactul cu cetățile grecești au stimulat viața culturală și au contribuit la apariția literaturii culte. Alături de teatru și poezia lirică, o deosebită prețuire a fost acordată epopeii. Romanii au fost  influențați de Homer, dar poemele lor au avut un evident caracter național și se baza  pe fapte istorice.
Naevius (care a participat la primul război punic) a scris  epopeea  Bellum Punicum. Urmașul și rivalul său artistic, Ennius, și-a intitulat  principala operă Annales, urmărind să îmbine “forța artistică a poeziei cu forța faptelor istorice consemnate”. Poemul său expunea faptele de la începuturile Romei până în primele decenii ale secolului al II-lea î.Hr. Ca și Naevius, Ennius a utilizat  atât legendele, cât și izvoare istorice. Poemele lor au influențat pe Vergiliu, în Eneida, dar au fost utilizate și de istorici.
Istoriografia romană începe în vremea războaielor punice, la sfârșitul secolului III î. Hr., și capătă originalitate în secolul I î. Hr. Istoricii romani au pus   accentul pe frumusețea redactării, spre deosebire de cei greci, care puneau accent pe cauzalitate și analiza evenimentelor. Fabius Pictor  (254-?? î. e.n.), care era  ofițer roman, și-a scris opera (care începe cu Aeneas și se termină cu lupta lui Hanibal) în greacă;

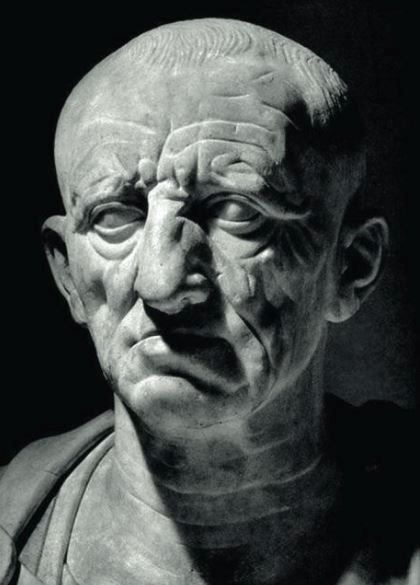
Marco Porcio Caton Major

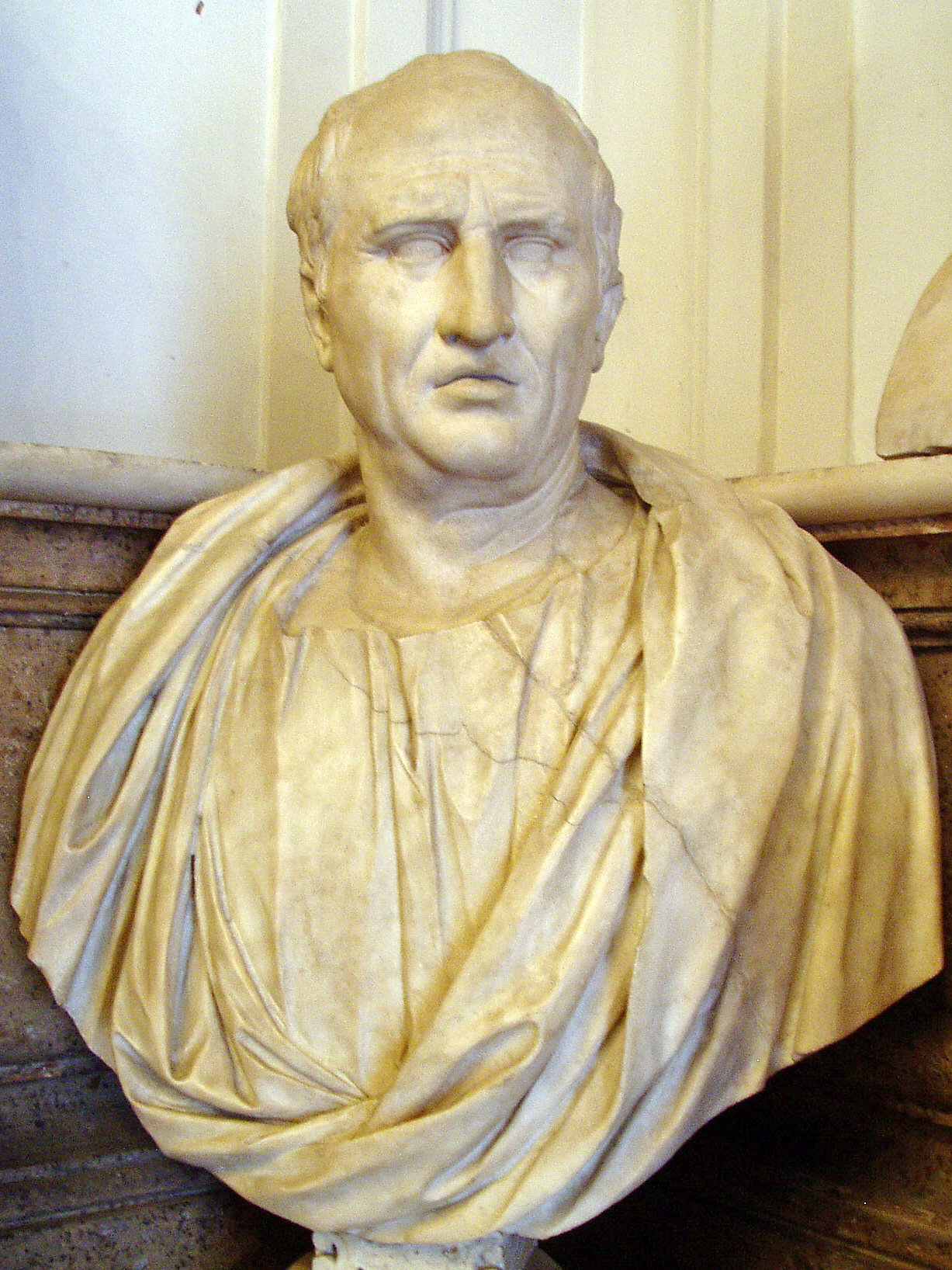
Cicero

Cato cel Bătrân (234-149 î. e.n.) a fost consul și cenzor în Roma.A organizat un program politic împotriva luxului și a fost  autorul primei opere scrise în limba latină – Originis (170 î.e.n.). Din opera sa  s-au păstrat 100 pagini de fragmente.
Cicero, cunoscutul retor și filosof roman,  a scris lucrǎri cu caracter filosofic  ca:  De republica (Despre stat) - dialog politic pe tema celei mai bune forme de guvernare și a calităților conducătorului ideal; De legibus (Despre legi) - tot un dialog politic pe tema legislației și a tipului ideal de constituție; De natura deorum (Despre natura zeilor) - scriere pe tema existenței și esenței divinității; De divinatione (Despre divinație) - abordând tema divinației ca har și artă a prezicerii viitorului; și, în sfârșit, De fato (Despre destin) - o expunere asupra problemei destinului. Este celebru pentru zicala "Historia magistra vitae (est)", în traducere: "Istoria este învățătorul vieții" din dialogul De Oratore. 
Cicero ar fi dorit să scrie el însuși o istorie a timpurilor mai apropiate, dar, după cum singur o spune, i-au lipsit timpul și liniștea necesare unei asemenea îndeletniciri. S-a limitat numai la redactarea unei lucrări asupra consulatului său, care s-a pierdut. Ideile sale au fost însă aplicate de alți istorici din secolul I î.Hr.

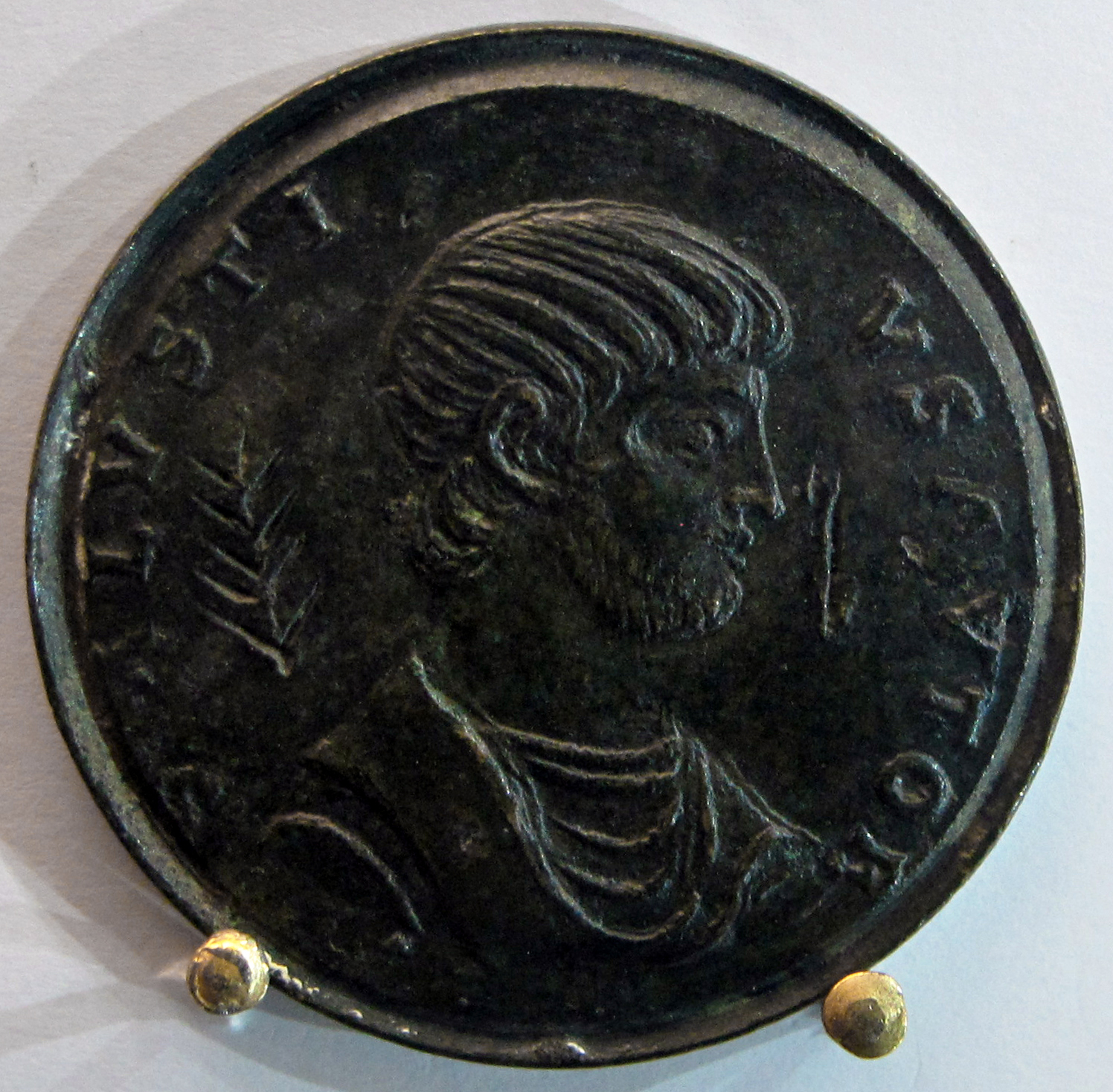
Sallustius

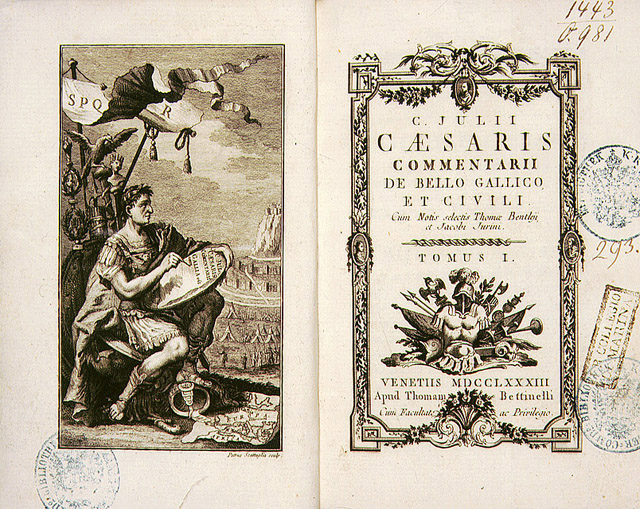
Commentarii de Bello Gallico

Iulius Cezar  (100 - 44 î. e.n.) a  scris  despre campaniile sale militare, comentarii despre războaiele galic și civil în Commentarii de Bello Gallico și Commentarii de Bello Civili. În lucrarea sa Commentarii de Bello Gallico el prezintă detailat societatea, organizarea și religia galilor.
Gaius Sallustius Crispus (86-34 î. e.n.), care a fost partizan al lui Caesar și numit guvernator al Africii, a scris  opere importante, precum: Conjurația lui Catilina, Portretul lui Catilina și  Războiul lui Iugurtha.

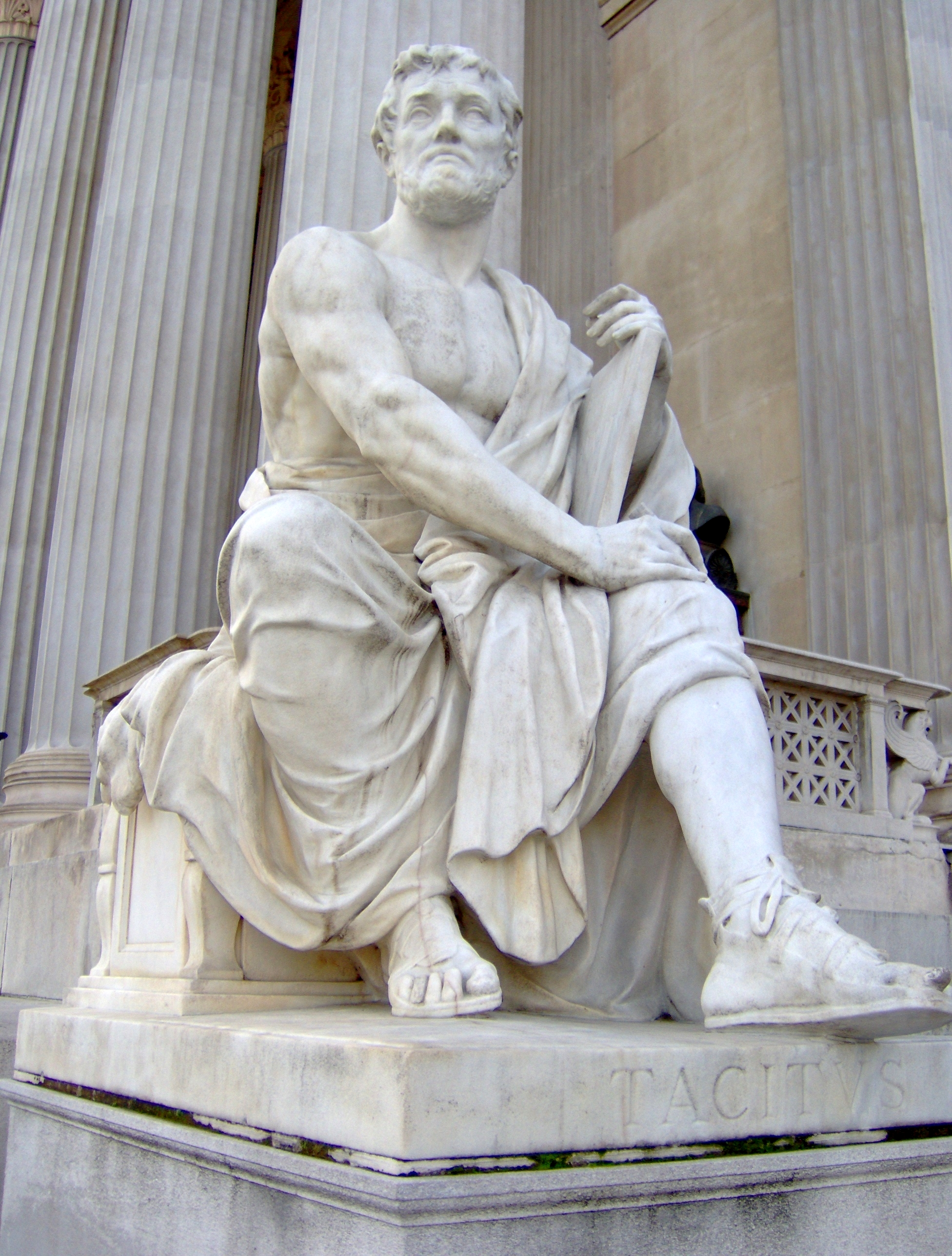
Tacitus

Titus Livius (59 î. e.n.-17  e.n.) a pus  accent pe oratorie și a fost admirator al republicii și al valorilor republicane, partizan al lui Augustus.În opera sa principală,  Ab urbe condita – De la fondarea Romei,  elogiază pacea internă a Romei. A fost cea mai mare carte (142 cărți din care s-au păstrat 35): primele 10 cărți cuprindeau istoria Romei până la anul 210 î.e.n.; cărțile 21-45 cuprindeau  războiul cu Hanibal și câteva decenii după anul 200 î.e.n. El credea că principala cauză pentru care Roma stăpânește lumea este soarta. Pentru Titus Livius, istoria veche a Romei înseamnă „istorie cetățenească”. A descris portretul lui Hanibal, expunându-i calitățile militare, dar și defectele morale. În conceperea operei sale, nu a recurs la documente de primă mână, ci se baza pe operele unor istorici anteriori. Nu a avut nici un fel de pregătire politică sau militară, fiind un istoric de cabinet. Nu căuta adevărul istoric și nu era interesat de cauzalitatea complexǎ a marilor evenimente istorice. În opera sa domină narațiunea, portretul, discursul,  fiecare pasaj important conținând proverbe devenite, apoi, celebre.
Cornelius Tacitus (56-117), care a fost  istoric și om politic roman, și-a început cariera politică în vremea lui Domițian (81-96). A  parcurs toate etapele „cursus honorum”: questor, pretor, senator, consul în 97. Ca  om politic a făcut parte din opoziția senatorială față de Domițian, motiv pentru care opera sa are un profund caracter anti-imperial. A scris  lucrări ca: Dialogus de oratoribus,  De origine et situ Germanorum (prezentare geografică, modul de viață, raporturile triburilor germanice cu romanii) - scrisă în timp ce avea o funcție administrativă și  De vita et mortibus Iulii Agricolae (dedicată vieții socrului său, Iulius Agricola). Iulius a fost guvernator al Britanniei, general victorios și lider al opoziției senatoriale împotriva lui Domițian, lucru ce i-a adus moartea, fiind otrăvit din ordinul împăratului. A mai scris  Historiae,  ce  tratează perioada 69-96, adică Anul celor patru împărați (69) și dinastia Flaviilor; din cele 14 cărți s-au păstrat 4 și părți din a cincea (conflictul civil din 68-69). A scris și Annales - ce cuprinde perioada 14-68, adică dinastia Iulia-Claudia. Din cele 16 cărți s-au pierdut 7-10 și părți din 5, 6, 11, 16; s-au păstrat cărți din domniile lui Tiberius, Claudius, Nero, și mai puține din domnia lui Caligula, de asemenea, nici împărații Nerva și Traian nu sunt amintiți. În primele pagini, Tacitus ne scrie că a vrut să compună o istorie a primelor dinastii. Ca istoric, Tacitus este profund subiectiv, iar ca om politic este partizan al clasei senatoriale. Credea în necesitatea unui echilibru între Principe și Senat, așa cum a fost în timpul lui Traian. Împărații sunt prezentați ca niște despoți sângeroși, în timp ce domniile încep să se termine prin crime. Mesajul central al lui Tacitus este critica permanentă a încredințării puterii unui singur om și descrie istoria din punct de vedere moral și nu politic. El este istoricul raporturilor interumane (roman psihologic, arată modul în care puterea dezumanizează). Opera lui Tacitus este un roman cu acțiune la curtea imperială. A scris despre Tiberius (14 î.e.n.-37 e.n.), fiul adoptiv al lui Augustus, care,  de la un om respectat, devine, pe parcurs, un  monstru ce își ucide familia, aristocrația devenind slugarnică, virtuțiile se topeau, familiile  sunt distruse, iar  crimele erau  la ordinea zilei.

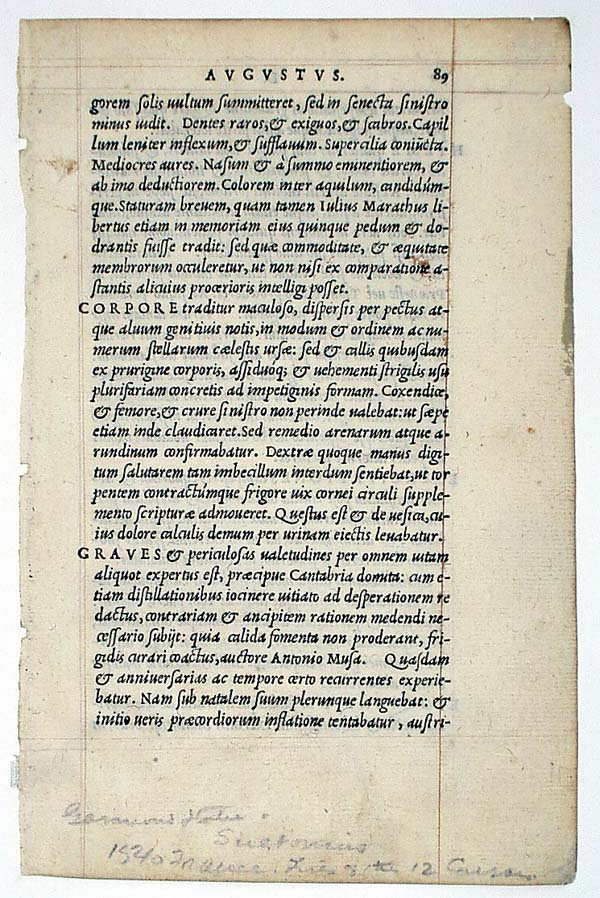
Pagina din Vietile celor 12 cezari

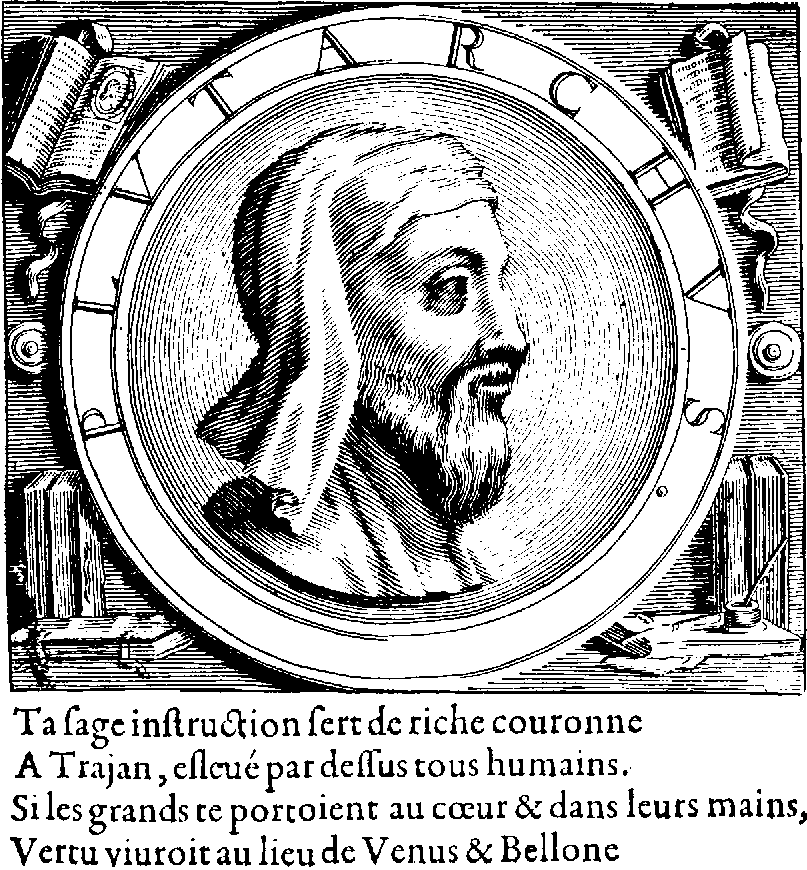
Plutarch

Suetonius (69-122), unul dintre cei mai importanți istorici romani, provenea din ordinul ecvestru și a fost funcționar imperial (secretar al împăratului Hadrian).  Acesta a scris opera intitulată Caesarum XII. vitae (Viața celor 12 Cezari), care conține biografiile unor împărați romani, de la Cezar la Domițian, sub forma unor medalioane. Aceste medalioane sunt structurate într-un segment cronologic, în care sunt narate faptele politice, militare și culturale petrecute, inclusiv  viața privată a familiilor imperiale (aceste informații nu se găsesc în opera lui Tacitus - fie că, în cea mai mare parte s-au pierdut, fie că el nu le le-a abordat, considerându-le neesențiale). Suetonius a fost primul autor al literaturii de scandal. Avea un plan structurat și a urmărit fidel: familia, nașterea, educația, tinerețea etc. A pus accent pe viața privată, nefiind preocupat de viața politică, fiind defavorabil majorității împăraților, cu excepția lui Augustus.
Istoria Augustă a fost  o colecție anonimă de biografii imperiale. Nu se știe cine a scris-o sau anul scrierii. Acoperă perioada 117-284, iar  unele biografii sunt pierdute. Această colecție are o credibilitate contestată, dar reprezintă, în același timp, o sursă de informare.
În epoca romanǎ au existat și istorici greci. Astfel, Diodorus Siculus  (90-30 î. e.n.) a scris Biblioteca istorică (operă compusă din 40 de cărți, cu 3 părți principale). Cărțile 1-6 ne prezintă  geografia și informații culturale despre Egipt, Mesopotamia, India, Europa; cărțile 7-17: istoria lumii de la Războiul Troian la Alexandru cel Mare, iar  cărțile 18-40: istoria lumii de la Alexandru cel Mare la Caesar. Au fost păstrate cărțile 1-5, 10-20, plus câteva fragmente.
Strabon din Pont (64/63 î. e.n.-24 e.n.) a scris  Istoria (l-a avut model pe Polybius ) și  Geografia ( în care prezintă informații istorice, geografice, culturale despre Europa ).
Plutarh (46-127), născut în Cheroneea (Beoția), dar care a studiat   la Atena, a scris  Vieți paralele (46 biografii, grupate în 23 de paralele greco-romane), o  lucrare cu caracter anecdotic, din care s-au mai păstrat doar 4 biografii.
Dio Cassius (155-229) a fost istoric și om politic roman, născut la Niceea,  senator și proconsul. Ca mare admirator al lui Tucidide, a scris în greacă  Istoria romană (în 80 de cărți), care pornește de la venirea lui Aeneas și merge până la a doua fondare a Romei (229); până la Iulius Caesar, evenimentele sunt prezentate pe scurt, mai apoi, devin detaliate. Au fost păstrate: fragmente din cărțile 1-36; aproape complete - cărțile 36-56; complete - cărțile 56-60, iar cărțile 61-80 au fost rezumate de către Ioan Xiphilinus, un călugăr bizantin.
Eutropius s-a remarcat ca  istoric și funcționar roman în a doua jumătate a secolului IV. Apropiat a lui Iulian Apostatul (361-363), ultimul împărat păgân și, mai apoi, colaborator al lui Valens (364-378), a scris  o istorie a Romei, superficială, în 10 cărți, ce merge de la fondarea Romei și până la anul 364. Lucrarea sa era  o compilație generală, imparțială, simplă, clară, bine alcătuită, dar sumară. A avut o mare circulație în Evul Mediu.
Ammianus Marcellinus (325/330-după 391), ca ofițer și istoric roman, a fost ultimul istoric important păgân. Ca  istoric sobru, îl imită pe Tacitus, recurgând la analiză psihologică. Era un sirian romanizat, ofițer în armata romană din Mesopotamia. Din 31 de cărți s-au pierdut primele 13, iar celelalte 18 s-au păstrat complet (cărți ce acoperă perioada 353-378). Lucrările sale sunt bine informate, imparțiale, dar scrie foarte puțin despre creștini, el fiind păgân. De asemenea, acordă atenție și altor popoare germanice, în special goților. A scris Res Gestorum Libri, ce  continua opera lui Tacitus, cu perioada 96-378, când Valens moare în Bătălia de la Adrianopol, cu goții. Scrisă în limba latină, cartea a apărut dupǎ 390.

#### Istoriografia chinezǎ

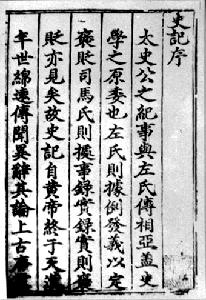
Pagina din Shiji

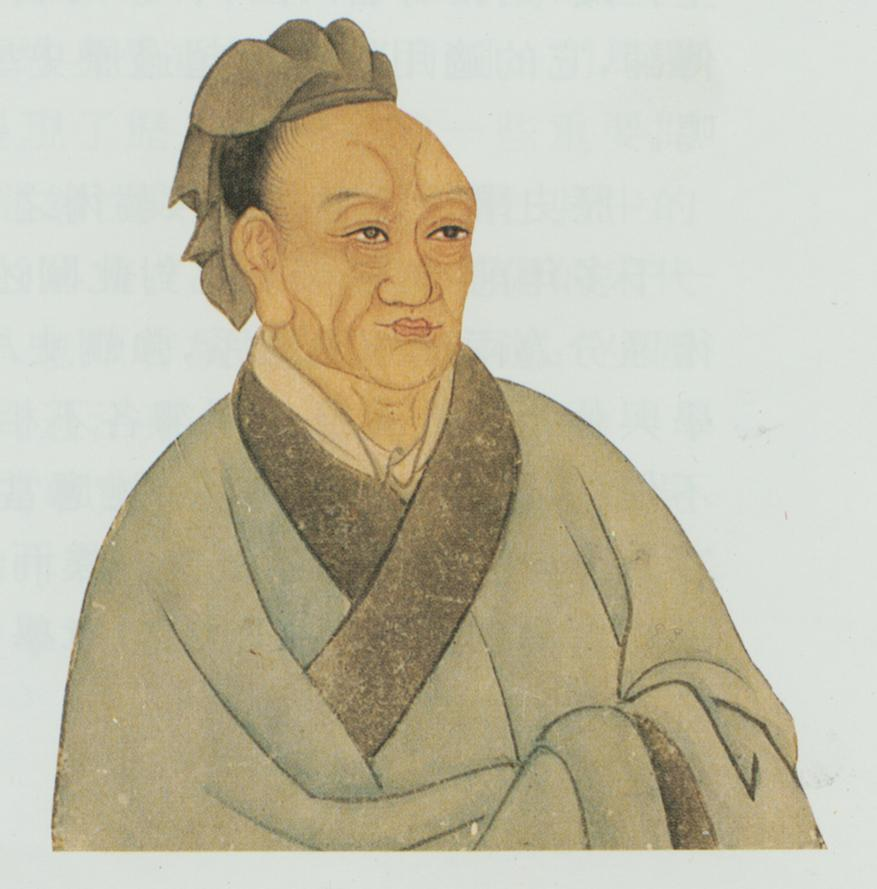
Sima Qian

În China, Istoria Clasicǎ este una din cele cinci texte chineze clasice și una din cele mai timpurii istorisiri din China. Analele Primăverii și Toamnei, cronicile oficiale ale statului Lu, acoperǎ perioada 722-481 î.e.n., fiind una dintre textele timpurii despre istoria Chinei care au supraviețuit și care a fost aranjat după principii analistice. Tradițional, îi este atribuit lui Confucius. Zuo Zhuan, atribuit lui Zuo Qiuming din secolul V î.e.n., este cea mai timpurie lucrare istoricǎ chinezǎ și acoperǎ perioada 722-468 î.e.n. Zhan Guo a fost un istoric chinez renumit, ce a scris materiale despre perioada statelor combatante în secolele III-I î.e.n. Sima Qian a fost primul care a pus bazele scrierii profesionale a istoriei. Lucrarea sa, Shiji este una dintre marile creații monumentale literare, care debuteazǎ cu secolul al XVI-lea î.e.n., și include multe tratate pe teme specifice și biografii individuale ale personalităților  proeminente. Lucrarea explorează, de asemenea, viața și faptele de rând, atât contemporane, cât și cele din epocile anterioare. Lucrarea sa a influențat fiecare autor ulterior, care a scris despre istoria Chinei, inclusiv familia prestigioasă  Ban din epoca dinastiei Hanului de Est, care a compus  Cartea Dinastiei Han. Istoriografia tradiționalǎ chinezǎ împarte istoria în  "dinastii ciclice". În această privințǎ, fiecare dinastie nouă este fondată de un fondator moralist cinstit. În timp, respectiva dinastie devine coruptǎ și destrăbălată și, fiind epuizată, este înlocuită de o nouă dinastie.

### Istoriografia medievalǎ (300-1400)

#### Istoriografia medievalǎ timpurie

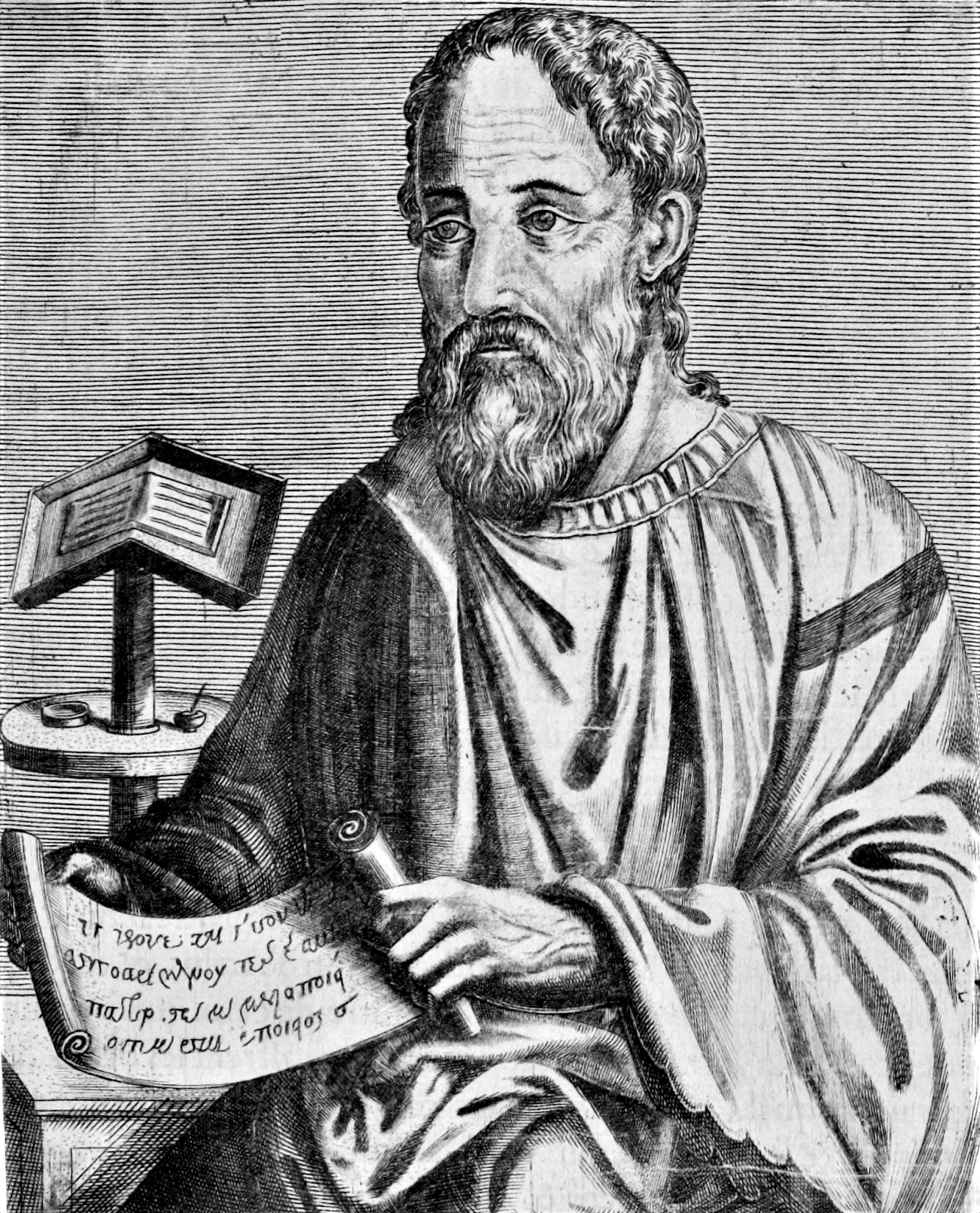
Eusebiu

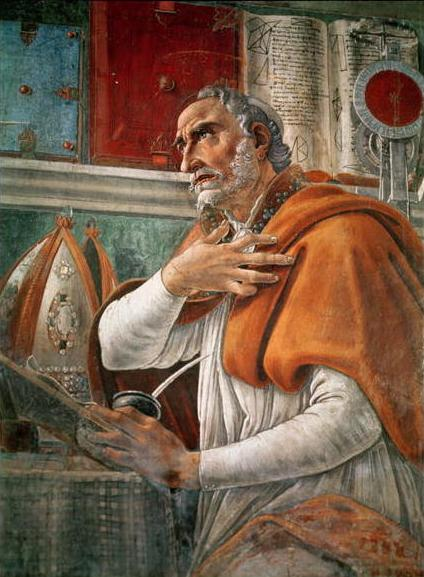
Saint Augustine

Antichitatea greacă și cultura greco-romană cunoscuseră ideea de „progres”. Anticii nu aveau ideea viitorului, acesta fiind un lucru vag și nesigur, sentimentul declinului.Grecii și, mai apoi, romanii au un sentiment al ciclicității istorice. Societatea romană avea să fie demoralizată de acest pesimism istoric. Romanii credeau că ciclul se va încheia, declinul fiind ireversibil. Lumea greacă  instaurase raționalismul, dar sfârșitul Antichității aduce o înclinare spre iraționalism, Roma fiind sedusă de magie, astrologie, practici oculte.Pe oameni îi interesau religia, filosofia, astfel că răspândirea fulgerătoare a creștinismului este explicabilă în acest context. Au  loc schimbări majore:  identitatea locală dispare, iar  cetățenia și devotamentul față de comunitatea locală și cetate lasă loc dependenței față de un imperiu uriaș. Istoria creștină este liniară și scurtă, spre deosebire de ciclicitatea antică. Biblia oferă informații clare, istoria începând cu Facerea Lumii (4163 î. Hr., conform lui Flavius Josephus, istoric evreu) și se termină cu Judecata de Apoi. În evul mediu timpuriu scrierile istorice au constat în anale și cronici ce consemnau evenimente, ale căror cauze erau analizate.
Unul dintre primii istoriografi creștini a fost Eusebiu din Cezareea(275-339). Episcop de Cezareea, în Palestina, este considerat  părinte al istoriografiei creștine și teolog de renume.A fost implicat în discuțiile legate de arianism. A pus  accent pe istoria biblică, combinată cu elemente greco-romane.A scris  lucrări precum:  Cronografia – lucrare ce lansează modelul istoriografiei creștine; Istoria ecleziastică – operă în 10 cărți despre istoria Bisericii de la apostoli până în timpul său, fiind preocupat de episcopi, doctrine, erezii, istoria evreilor - și  Cronica Universală  (model ce avea să fie continuat timp de 1000 de ani), care începe cu Facerea Lumii, calculată de Eusebiu în 5198 î.Hr. Versiunea integrală în limba greacă s-a pierdut, păstrându-se, în schimb, fragmente de la autorii bizantini, fragmente în limba latină și o variantă în limba armeană.
Augustin de Hipona ( 354- 430) a fost episcop de Hippo în Africa de Nord. A scris o  lucrare importantă: De civitate Dei,  în care  arată înfruntarea dintre cetatea lui Dumnezeu și cetatea pământească, încheiată cu victoria lui Dumnezeu. Istoria este văzută ca o înfruntare între divinitate și forțele răului.
Orosius (385-420), care a fost discipol al lui Augustin, susținea că cei care îi acuză pe creștini de problemele Romei se înșeală. El arăta că istoria nu o fac oamenii, ci Dumnezeu. A scris lucrarea: Șapte cărți de istorie împotriva păgânilor.

#### Istoriografia medievalǎ timpurie occidentalǎ

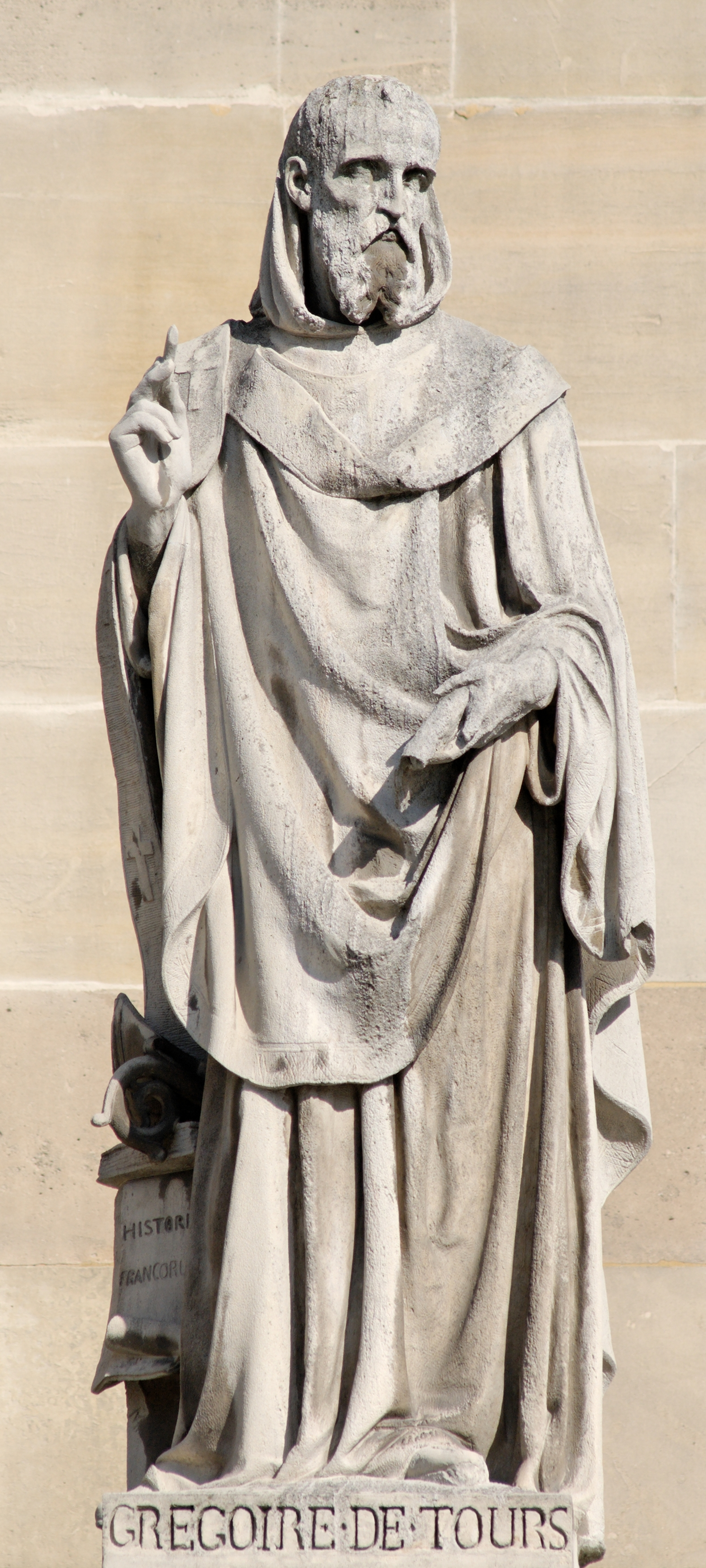
Gregoire de Tours

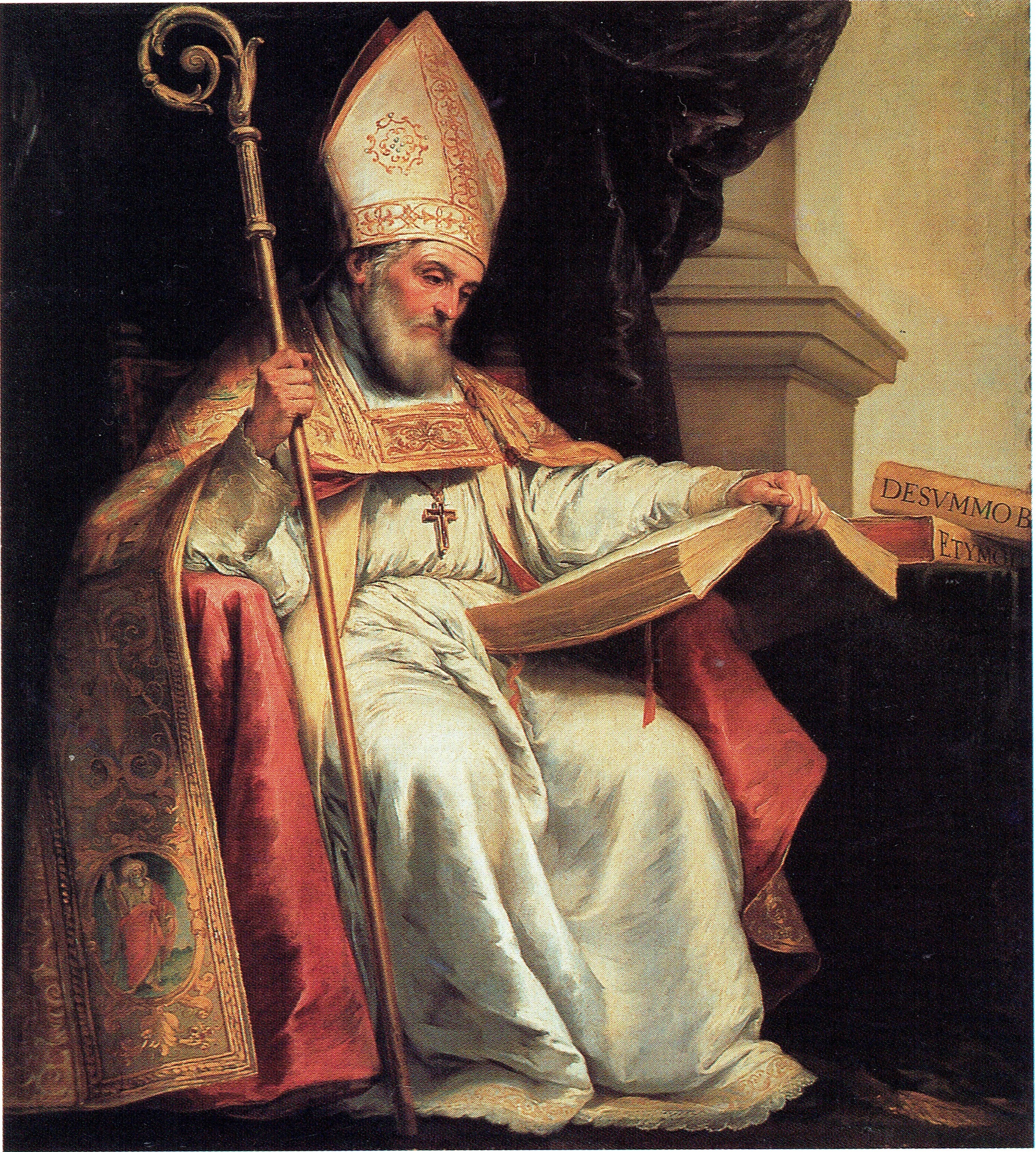
Isidor de Sevilla

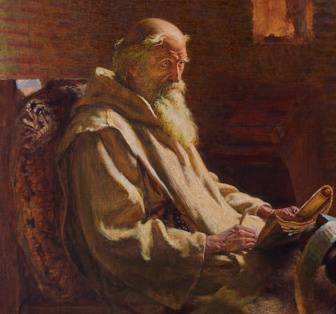
Beda

Limba oficială  utilizatǎ în istoriografia medievalǎ a fost  latina până în secolul XIII. În prima fază a Evului Mediu va fi un recul al vieții intelectuale. Viața urbană decade, bibliotecile dispar, viața culturală este asediată în mânăstiri. Biserica devine depozitara și creatoarea de cultură. Baza documentară este limitată, o mânăstire putând avea doar câteva zeci de cărți, din care puține erau de istorie. Circulația informaților este foarte lentă, doar câteva cărți trecând de 100 de manuscrise. Istoricii medievali nu fac critica textelor, datorită autorității bisericesti. Critica apare în cazul în care nu există legătură cu evenimentele creștine sau biblice. Cronologia era consideratǎ foarte importantă, operele fiind precis (dar nu și corect) datate, Istoria fiind  considerată o anexă a teologiei.
Unul dintre primii istoriografii medievali  a fost Cassiodorus (485-580), om politic și istoric roman născut în sudul Italiei, tatăl său fiind guvernator al Siciliei. Activitatea sa politică are loc sub Theodoric cel Mare (454-526), rege al ostrogoților (489-526), al Italiei (493-526) și regent al vizigoților (511-526). A fost questor, consul (514) și prefect al pretoriului, cea mai înaltă demnitate civilă din timpul goților. A scris lucrări ca: Istorie ecleziastică,  Istoria goților  și  Cronica – operă scrisă în 519, care încearcă să reprezinte o istorie universală ce pune accent pe uniunea dintre goți și romani, favorabilă goților.
Iordanes , care a fost istoric și prelat din secolul VI, fiind un got romanizat, a scris lucrarea  De Origine cetibusque Getorum („Originea și faptele geților”). Opera  a fost scrisă către 551, în timpul lui Justinian. Rezumă o lucrare a lui Cassiodorus. Îi confundă pe goți cu geții, pe care îi consideră strămoșii goților, poporul său.
Grégoire de Tours  (538- 594) a fost istoric galo-roman și episcop de Tours, ce provenea din familie aristocratică galo-romană de rang senatorial. A scris lucrarea Decem Libri Historiarum – Historia Francorum, o istorie a francilor de la Facerea Lumii până la apogeul regatului francilor. Pentru  Grégoire, gloria francilor începe odată cu creștinarea lor. Opera prezintă perioada de tranziție de la Antichitate la epoca medievală, în care sunt descrise societatea francă, organizarea bisericii, mentalitățile vremii etc. Lucrarea este scrisă într-o latină barbarizată, cu greșeli gramaticale asumate de autor. A reprezentat o sursă fundamentală pentru epoca merovingiană.
Isidor din Sevilla (560-636), arhiepiscop de Sevilla, istoric, unul din marii intelectuali ai Evului Mediu Timpuriu, mare teolog, prezidând 2 concilii locale (al-II-lea de la Sevilla și al-IV-lea de la Toledo), a scris lucrări ca Etymologiae („Origynes”) - lucrare enciclopedică principală, reprezentând un inventar al cunoștințelor vremii, grupată în 20 de volume, cu 448 capitole (din care o mare parte au fost pierdute). Această lucrare a readus în atenția Occidentului operele lui Aristotel și ale altor greci, precum  „Historia mundi” - cronică universală ce începe cu Facerea Lumii și se termină la anul 620. Tot el a mai scris  și o istorie a goților, vandalilor și suevilor.
Beda Venerabilul (672/673- 735),  istoric și călugăr într-o mânăstire din Sunderland, provenind din familie nobilă și călugărit la 7 ani, a scris lucrarea  Historia ecclesiastica gentis Anglorum ( Istoria ecleziastică a poporului englez, prezentând creștinarea anglo-saxonilor). Lucrarea, documentată și cultă, este compusă din 5 cărți de istorie a Angliei, de la Caesar la 731, insistând asupra perioadei 597-731. Opera lui Beda este compusă din lucrări cu caracter teologic, științific, literar, muzical etc.

#### Renașterea Carolingianǎ

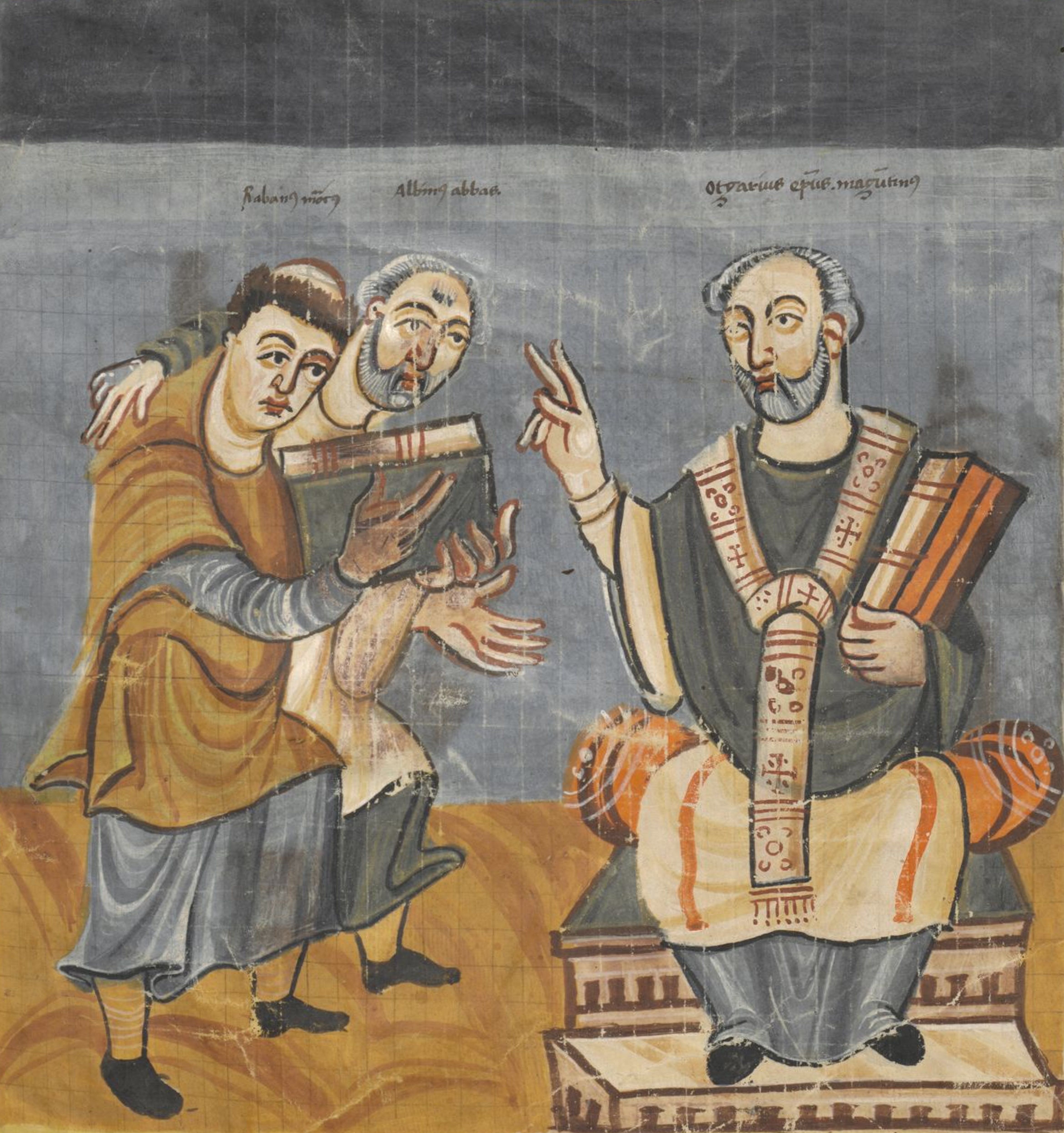
Alcuin

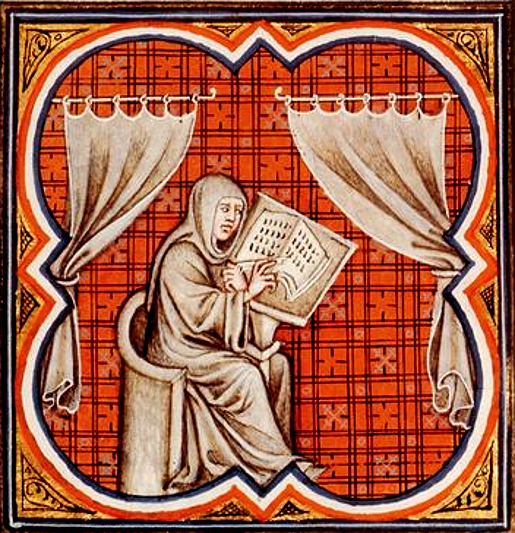
Einhard

Artizanii principali au fost Carol cel Mare și fiul său, Ludovic cel Pios. Are loc o reformă a scrierii, rezultând minuscula carolingiană. Brațul cultural și ideologic al Imperiului Carolingian viza restaurarea simbolică a Imperiul Roman în Occident, în acest fel dezvoltându-se artele (manuscrise, fresce, sculpturi, arhitectura, muzica – cel mai vechi sistem de notație muzicală din Occident).
Unul dintre primii istoriografi a fost  Alcuin din York (735-804), călugăr venit din Anglia, apropiat de Carol cel Mare, a scris  teologie, gramatică și poezii și a  protejat o nouă generație de intelectuali apărută la curtea lui Carol.
Eginhard  (770-840),  important istoric carolingian, ce a trăit la curtea lui Carol cel Mare, devenind și secretarul lui Ludovic cel Pios. În 828, în timpul războiului civil dintre Ludovic și fiii săi, se retrage la o mânăstire, unde își va scrie opera fundamentală:  „Viața lui Carol cel Mare”,  inspirat de la Suetonius, realizând un portret fizic, moral, intelectual al lui Carol cel Mare. Este o lucrare complet favorabilă împăratului, ce nu conține informații legate de educație sau tinerețea sa, ci accentul este pus pe evenimentele militare și politice.
Nithard  (790-844),  istoric franc, laic, fiul Berthei (fiica lui Carol cel Mare) și al poetului de curte Angilbert, a luptat  în rǎzboaiele civile de partea lui Carol cel Pleșuv, vărul său, murind în luptă. A fost martor al destrămării Imperiului Carolingian, ca urmare a tratatului de la Verdun. A scris lucrarea „De dissensionibus filiorum Ludovici pii”, ce conține 4 cărți ce acoperă perioada 840-843, dedicată lui Carol cel Pleșuv. Lucrarea este politizată și bine informată, prin care ne-a transmis jurămintele de la Strasbourg (prima folosire a unei limbi romanice, alta decât latina).

#### Istoriografia occidentalǎ dupǎ 1100

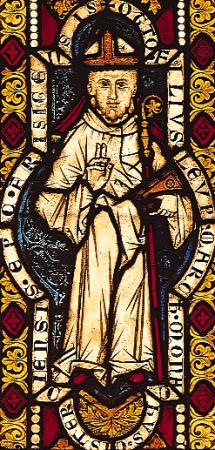
Otto de Freising

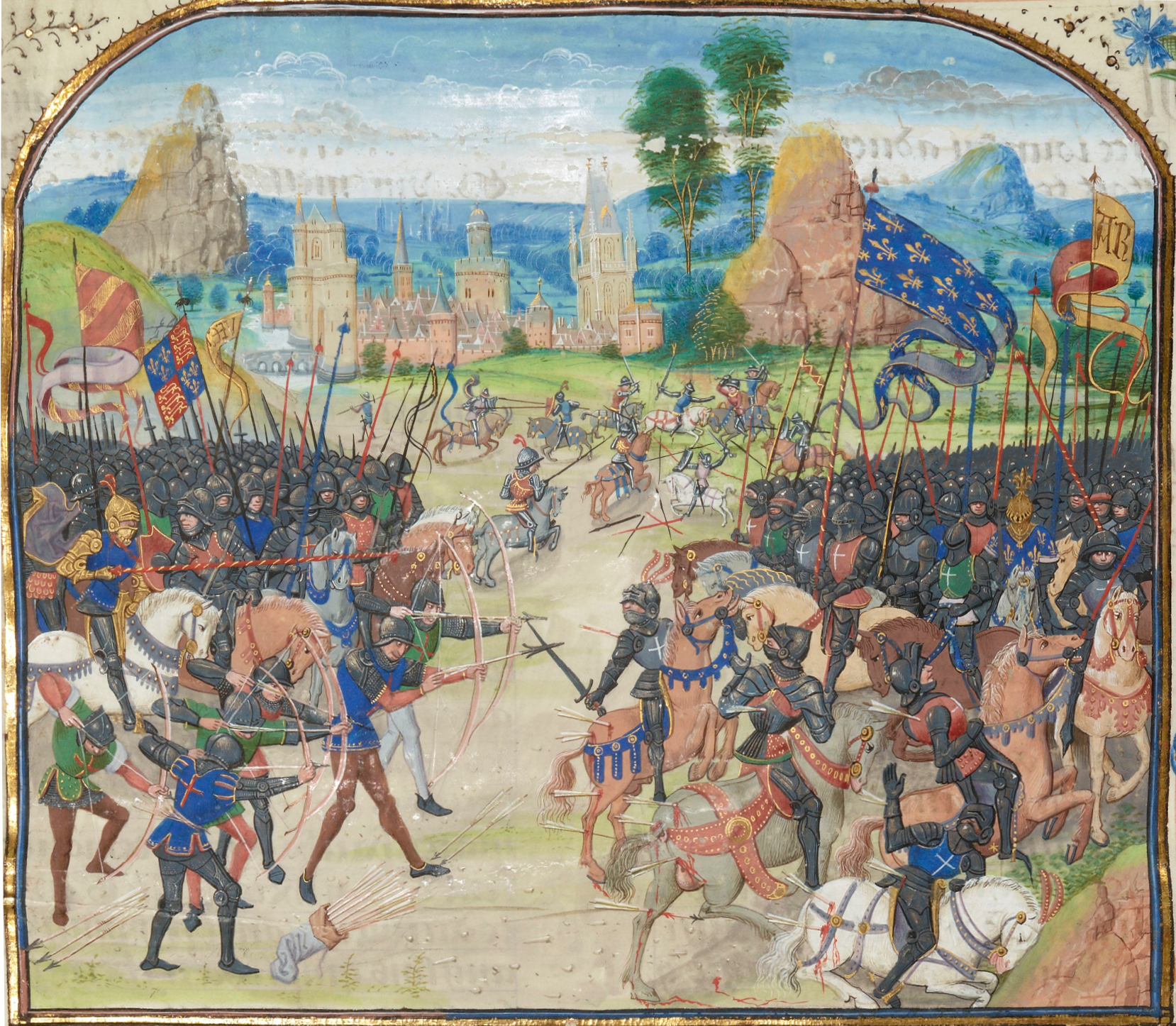
Miniatura din lucrarea lui Froissart reprezentand Batalia de la Poitiers

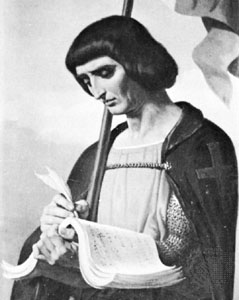
Jean de Joinville

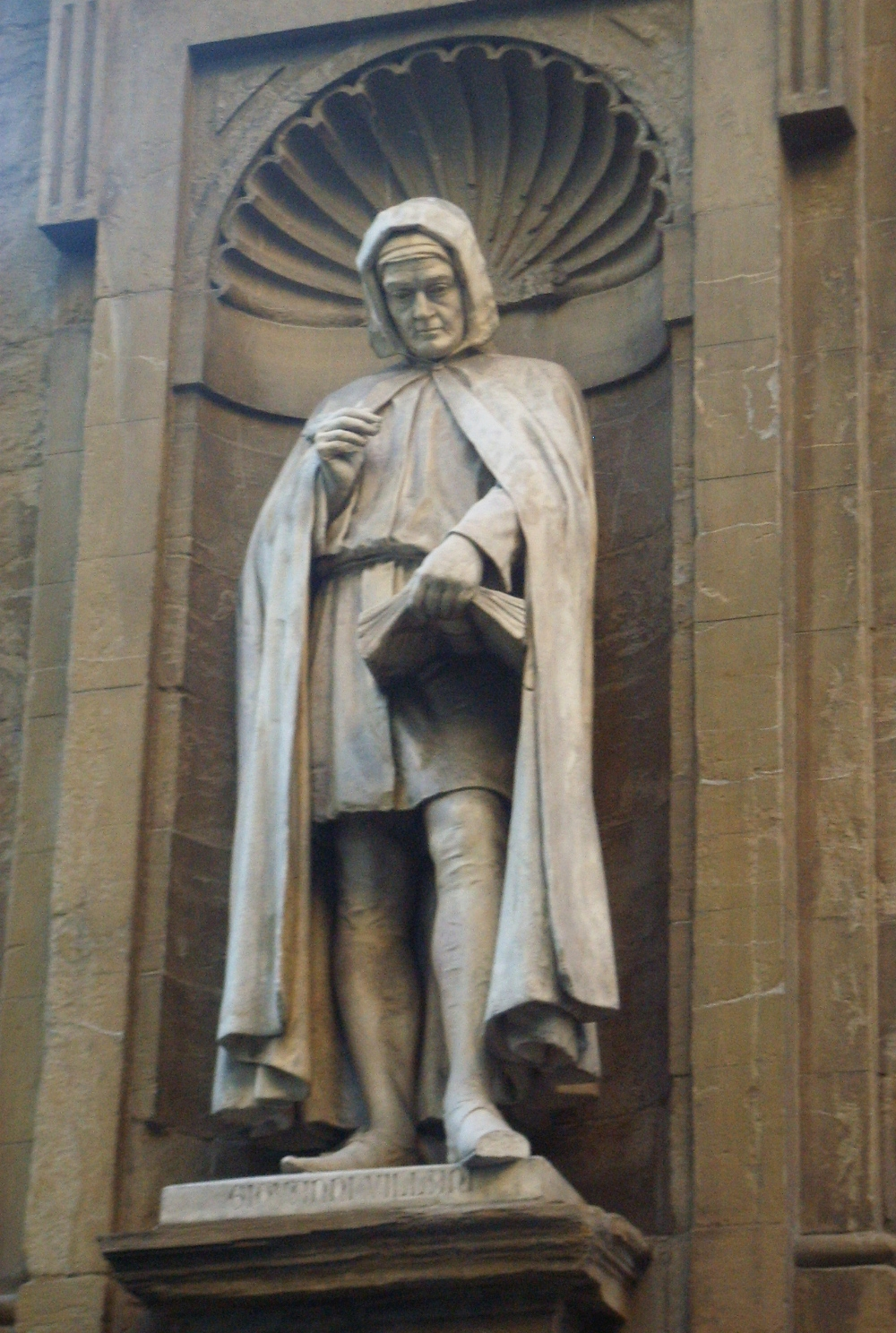
Giovanni Villani

După anii 1100 Occidentul devine mai puternic ca Răsăritul. Imperiul Bizantin, care era o mare putere militară, politică și economică, către anul 1100 devine dependent de ajutorul cruciaților occidentali în fața ofensivei turce. În această perioadă se dezvoltă orașele, universitățile, meșteșugurile, agricultura devine mai eficientă, se construiesc catedrale și au loc colonizări interne, dar și externe, în afara Occidentului (spre exemplu, Transilvania, spațiul baltic). Biserica nu mai deține monopolul cultural, nobilii și burghezia începând să scrie istorie în limbile medievale, și nu în latină. Cruciadele sunt semnificative, Occidentul putând întreține mari armate, la mari distanțe de el. De asemenea, în secolul XIII încep călătoriile transcontinentale (Marco Polo – China).
Raoul Glaber  (985-1046/1047),  călugăr și cronicar burgund, trăiește și scrie în mânăstiri de lângă Dijon, Cluny, Auxerre, opera sa fiind  sursa principală pentru istoria franceză în secolul X-XI. A scris lucrarea „Istoria în 5 cărți de la 900 la 1044”, unde cuprinde istoria Franței, Scoției și Italiei, operă ce arată o epocă tulbure, nesigură, plină de lipsuri, cataclisme, o lume mânată de teama de Dumnezeu și bucuroasă de binefacerile sale, în care sensul vieții e dat de lupta fiecăruia pentru mântuire, dar, totodată, trăind cu teama apropiatei Apocalipse și a Judecății de Apoi.
Otto de Freising  (1114-1158), care a fost episcop și istoric german, nepot al împăratului german Heinrich al-IV-lea, devenit episcop de Freising în 1136 și care, în 1147, a luat parte la cruciadă, a scris  lucrări, precum: Cronica și istoria a două orașe, unde prezintă  două  cetăți (cea lumească și cea a lui Dumnezeu) și „Faptele împăratului Frederic”, dedicată activității lui Frederic Barbarossa (1122-1190).
Suger (1081- 1151) cleric, om politic, istoric și regent al Franței, a scris o lucrare  ce îi este dedicată lui Ludovic al-VI-lea (1108-1137), participând și la o operă despre Ludovic al VII-lea (1137-1180).
Geoffroi de Villehardouin (n. 1160 – d. cca. 1212), nobil francez, mareșal de Champagne, ce a condus  cruciada a IV-a, a scris lucrarea Cucerirea Constantinopolului, unde căuta să justifice atacul dat de creștinii apuseni împotriva creștinilor răsăriteni. Opera are un stil sobru, fără ornamente inutile, fiind o lucrare bine informată, uneori părtinitoare, latinii fiind uimiți de bogăția Constantinopolului. Este prima lucrare istoriografică în limba franceză.
Jean de Joinville (1224/1225- 317), cronicar francez, seneșal de Champagne, ce provine dintr-o familie nobilă; a participat la cruciada a VII-a, devenind un apropiat al regelui Ludovic (1248-1254) și a scris, în limba franceză,  Viața Sfântului Ludovic, o lucrare politică, dar și hagiografică, regele fiind canonizat ulterior.
Jean Froissart  (1337-1405), cronicar francez,  a  scris  Cronica Franței, Angliei, Scoției și Spaniei din timpul Războiului de 100 de ani.
Giovanni Villani (1275-1348), care a fost  cronicar florentin, și-a scris lucrarea  în limba italiană și începe, în mod convențional, cu evenimentele biblice, după care trece rapid la evenimentele contemporane, până la 1348.
Matteo Villani (fratele lui Giovanni) scrie despre evenimentele petrecute până la moartea sa (1363), iar Fillippo Villani (fiul lui Matteo) scrie până pe la 1400.

#### Istoriografia Bizantinǎ

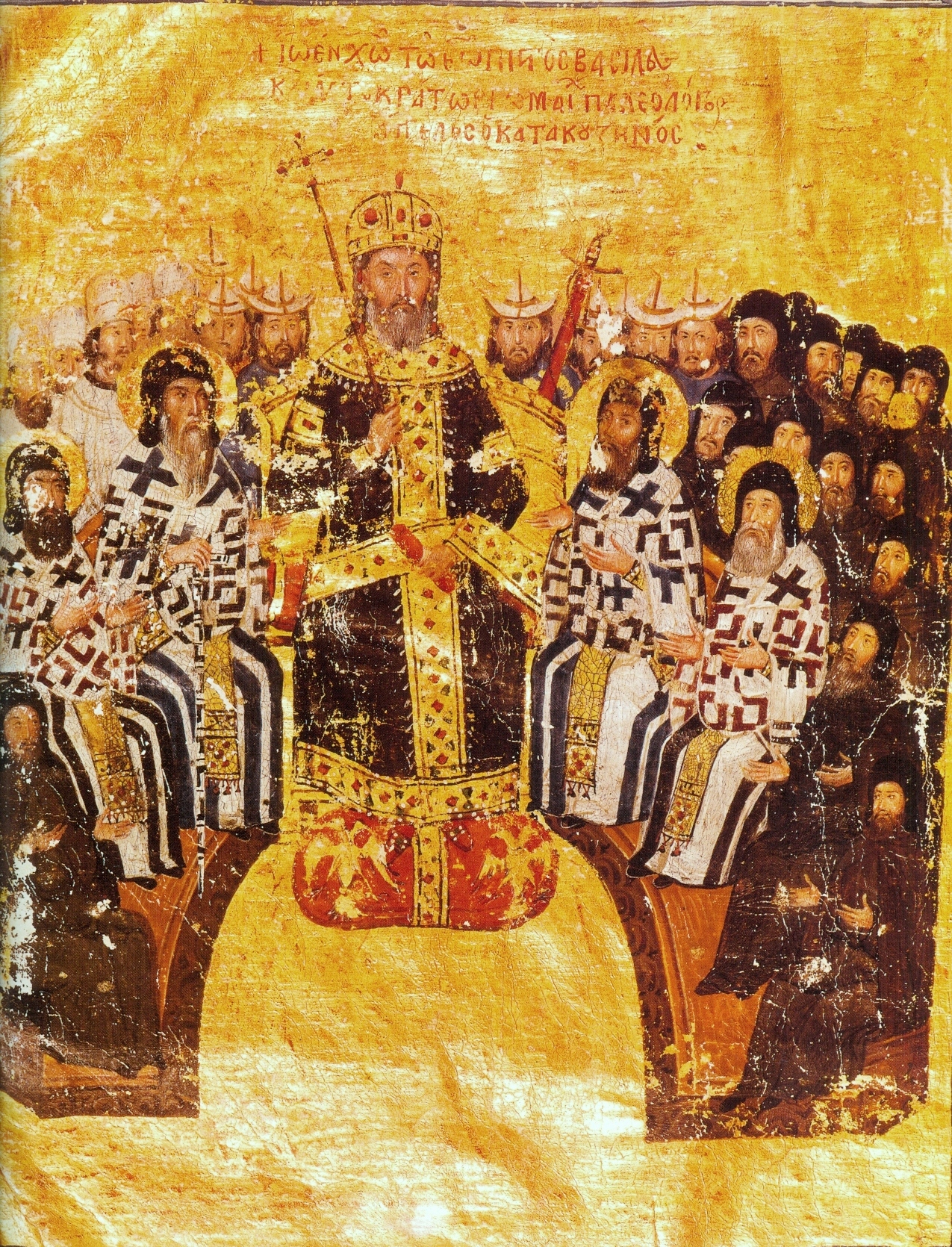
Ioan VI de Cantacuzino

Ca și cea occidentalǎ, istoriografia bizantină era creștinǎ, interpretarea istoriei fiind teologicǎ. Modelul util îl reprezenta Cronica Universalǎ. Trecerea de la epoca romanǎ la cea bizantinǎ a fost linǎ, continuitatea fiind vizibilǎ. Au existat, totuși, deosebiri dintre istoriografia bizantină și cea occidentală, istoria bizantină fiind scrisă în limba greacă, pe când istoria în Occident era scrisǎ în latină. Istoriografia bizantină punea accent pe politica de stat, autorii fiind oameni politici importanți și martori ai evenimentelor. Printre cei mai timpurii istoriografi bizantini a fost Procopius din Cezareea  (500 – 565), care a scris despre Istoria Rǎzboaielor lui Iustinian, Despre Ziduri (De Aedificis), în care a descris monumentele și edfificiile publice, precum și Istoria Secretă, în care insera multe calomnii la adresa lui Iustinian și a soției sale, Teodora.
Ioannes Malais (c. 491 – 578), funcționar și istoric  din Antiochia, a expus personalitatea și victoriile militare ale împǎratului.
Theofilact din Simocatta a scris despre invaziile slavilor și perșilor, precum și despre războaiele împăratului Heraclius împotriva perșilor și arabilor.
Teofan Mărturisitorul (cca. 758/760 – 817/818), călugăr și cronicar bizantin, precum și partizan al icoanelor, a scris Cronica (de la domnia lui Dioclețian pânǎ la domnia lui Mihail I).
După reorganizarea școlii superioare din Constantinopol, fondată de Leon Matematicianul, a izbucnit "Primul umanism bizantin".
Fotie I al Constantinopolului (cca. 820- cca. 897), care a fost patriarh ecumenic, a scris "Biblioteca I" - o colecție de cărți dedicată autorilor antici și părinților bisericii. A mai scris Lexiconul, o culegere de expresii memorabile ale autorilor antici și ale părinților bisericii.
Constantin al VII-lea Porfirogenet (905 - 959), împǎrat bizantin, a scris Despre Administratia Imperiului și Despre ceremonialul curții bizantine.
Mihail Psellos (1018-1096), unul din cei mai mari gânditori bizantini, platonician, a scris Chronografia (de la domnia lui Vasile al II-lea la Mihail al VII-lea).
Ana Comnena  (1083 – 1153) a fost o prințesă bizantină, fiică a împăratului Alexios I Comnen; a scris "Alexiada"(despre domnia tatǎlui ei), afirmând cǎ cruciadele sunt periculoase și că occidentalii sunt barbari.
Ioan Kinnamos, secretarul împăratului Manuel I Comnenul, i-a continuat lucrarea lui Ana Comnena, scriind despre Manuel I și despre superioritatea bizantinilor asupra occidentalilor.
În timpul Renașterii Paleologilor, s-a  remarcat Niketas Choniates (1155 - 1215 sau 1216), un istoric grec bizantin, la fel ca fratele său, Mihail, scriind o istorie a Imperiului bizantin cuprinzând perioada dintre anii 1118 și 1207 (răscoala lui Petru și Asan sau cǎderea Constantinopolului din 1204).
Georgios Akropolites(n. 1217 sau 1220 – 1282 ), un cronicar și om de stat bizantin, a scris "Istoria" cuprinzând perioada 1204-1261.
George Pachymeres (1242-1310) este cel mai mare învățat bizantin din a doua parte a secolului al XIII-lea. Istoric, jurist, filosof, poet, născut la Niceea, a scris Istorii Complete (13 cǎrți care cuprind perioada 1261-1308).
Nikefor Gregoras a scris Istoria Romană, precum și Istoria Disputei cu Palamas.
Ioan al VI-lea Cantacuzino (cca. 1292 – 1383), ca împărat bizantin, a scris Istoria (cuprinzând perioada 1320-1356).
Despre cǎderea Constantinopolului din 1453 au scris: Georgios Sphrantzes (în Memorii), Mihail Ducas, Laonic Chalcocondyles, Critobul din Imbros (a scris despre Mahomed al II-lea și a considerat că stăpânirea otomanǎ a fost decisǎ de Dumnezeu pentru a-i pedepsi pe bizantini).

#### Istoriografia Islamicǎ

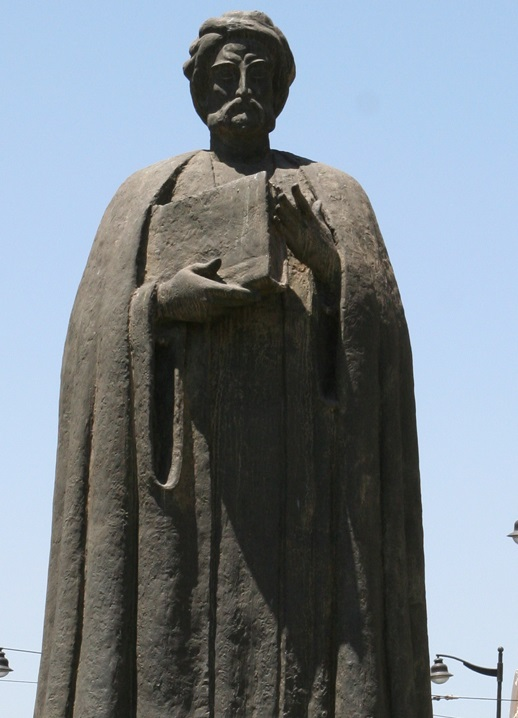
Ibn Khaldun

Musulmanii au început să scrie din secolul al VII-lea  despre viața Profetului Mahomed în secolele ce au urmat după moartea sa. Cu numeroase relatări contradictorii, din diverse surse, cu privire la Muhammad și tovarășii săi, a fost necesar să se verifice care surse au fost mai fiabile. În scopul evaluării acestor surse, au fost elaborate metodologii diferite, precum; "știința biografică , "știința hadith" și "isnad". Aceste metodologii au fost, ulterior, aplicate pentru alte figuri istorice ale  civilizației  islamice. Au existat istorici musulmani  celebri ca  Urwah (d. 712), Wahb Ibn Munabbih (d. 728), Ibn Ishaq (d. 761), al-Waqidi (745-822), Ibn Hisham (d. 834), Muhammad al-Bukhari (810-870) și Ibn Hajar (1372-1449), care au  dezvoltat  un interes pentru  istoria lumii. Istoricul Muhammad Ibn Jarir Al-Tabari (838-923) este cunoscut pentru  că a scris o cronică detaliată și cuprinzătoare a istoriei Mediteranei de Est și Orientului Mijlociu în lucrarea sa   Profeți și regi din anul 915. Până în secolul al X-lea, istoria a însemnat, cel mai adesea, istorie politică și militară, dar nu a fost aplicată și de istoricul persan Biruni (973-1048). În lucrarea sa Kitab fi Tahqiq ma l'il-Hind (Cercetări privind India), el nu a înregistrat istoria politică și militară  detaliat, dar a scris mai mult despre  istoria culturală, științifică, socială și religioasă a Indiei. El a extins ideea de istorie într-o altă lucrare, Cronologie a Națiunilor antice. Pentru studiile sale detaliate cu privire la istoria Indiei, Biruni este considerat părintele Indologiei .
Arheologia din Orientul Mijlociu a început odată  cu studiul Orientului Apropiat antic de către  istoricii musulmani, care au dezvoltat un interes în procesul de învățare despre culturile pre-islamice. S-au  concentrat pe arheologia și istoria  Arabiei pre-islamice, Mesopotamiei  și Egiptului antic. În egiptologie, primele încercări cunoscute  ale  descifrării hieroglifelor egiptene au fost făcute în Egiptul islamic  de către  Dhul-Nun al-Misri și Ibn Wahshiyya în secolul al IX-lea, care au fost capabili să înțeleagă, parțial, ce semnificau  hieroglifele egiptene în limba coptă vorbită atunci. Abu al-Hassan al-Hamadani din Yemen (m. 945), Abdul Latif al-Baghdadi (1162-1231) și al-Idrisi din Egipt (d. 1251) au dezvoltat metode arheologice elaborate pe care le-au folosit în săpături și cercetări pe situri arheologice antice.
Ibn Khaldun (1332-1406) a publicat studiile istoriografice numite Muqaddimah (Introducere la istoria universală) și Kitab al - I'bar (Cartea de consiliere). Muqaddimah  a pus bazele   observării rolului statelor  și a  dezbătut ridicarea și căderea civilizațiilor. Autorul a  dezvoltat o metodă nouă pentru studiul istoriei și, astfel, Khaldun este  considerat  a fi fondatorul istoriografiei arabe, sau "tatăl  filosofiei  istorice ". În prefața lucrării, Ibn Khaldun  scria de cele  șapte greșeli  comise de istorici anteriori. El considera că trecutul este ciudat și trebuie interpretat. A criticat superstițiile și acceptarea necritică a datelor istorice. Ca urmare, a introdus o metodă pentru studiul istoriei, care a fost considerată ca fiind " o  nouă știință ", acum, asociată cu istoriografia. Muqaddimah este, de asemenea, cea mai veche lucrare cunoscută care face o examinare  critică a  istoriei militare, arătând că anumite redări ale unor bătălii istorice par a fi exagerate,  și la fel,  a pus sub semnul întrebării logistica  militară în privința dimensiunilor exagerate (raportate la surse anterioare) ale armatelor participante la marile conflicte.

### Istoriografia Renascentistǎ (1400-1600)

Tipar in 1568

Renașterea are o continuitate cu Evul Mediu, dar si multe discontinuități. Renascentiștii au considerat că e o revenire completă la măreția civilizației și culturii antice, după o perioadă medievală văzută ca tenebroasă și decadentă, afirmând  că este o răsturnare de magnitudinea celei de la sfârșitul Antichității. Renașterea este considerată a fi un  proces foarte complex, ce împletește arhaicul cu modernul și reprezintă o revenire la ce a fost, nu o înnoire absolută, ci o epocă de mare înflorire, de eliberare spirituală și, mai ales, este caracterizată ca fiind în opoziție cu ideile și practicile Inchiziției, dar mai apropiată de ideile lui Nostradamus. Omul are conștiința individualității sale. Este o autonomie a sferei pământeștii în raport cu sfera cerească, societatea și istoria își capătă o relativă independență față de Biserică, oamenii au ideea că viața lor terestră nu ține chiar atât de mult de divinitate, acest lucru neînsemnând o ridicare fățișă împotriva religiei, ateismul apărând în perioada modernă. Istoria nu mai este văzută ca un rezultat al voinței exclusive a Divinității. Dispare Cronica Universală, apărând istorii particulare (cultură citadină) sau statale. La fel, apare cultura aristocratică, burgheză, cu o sinteză proprie și care afirmă principii individuale. Evul Mediu a încercat să adapteze filosofia și gândirea păgână la creștinism, însă  Renașterea admiră și imită Antichitatea, latina revenind în scrierea operelor în detrimentul limbilor naționale. Renașterea apare în pictură (secolele XIII-XIV) și istoriografie (secolul XV) și va depăși granițele Italiei. În secolul XVI, în Europa Occidentală (Franța, Spania, Anglia, Germania), pe plan religios, Renașterea va marca nașterea Reformei și Contrareformei. În istoriografia renascentistă au existat 2 tendințe: inspirație antică (Leonardo Bruni) și  inspirație medievală (Flavio Biondo). Inovațiile Renașterii au permis inventarea tiparului și descoperirea Americii. Inventarea Tiparului de către Gutenberg  reprezintă rezultatul cererii tot mai mari de cărți. Astfel, între 1450-1500, în Europa (120 milioane locuitori) se tipăresc aproximativ 15-20 de milioane de cărți, reprezentând 30.000-35.000 de ediții la un tiraj mediu de 500 de exemplare. Spre comparație, Sorbona avea 1000 de manuscrise la 1300, iar Biblioteca Vaticanului în jur de 1200, în timpul papei Nicolae al V-lea.  Primele tiparnițe au apărut în 1450, după aceea, Italia preia controlul, astfel încât, la 1480, Veneția era capitala tiparului. Din totalul cărților, 45% erau cele religioase; 30% - literatură și istorie; 25% - juridice și științifice; din toate acestea, 77% erau în latină. În secolul XVI se tipăresc între 150 și 200 de milioane de cărți. Până la 1700 existau 2.5 milioane de cărți ale autorilor latini și greci: Sallustius, Caesar, Curtius Rufus, Suetonius, Titus Livius, Tacitus, Plutarh, Herodot, Tucidide, Polybius.
Descoperirea Americii naște ideea unității speciei umane, după ce, inițial, s-a considerat că indienii americani nu sunt oameni. Civilizația europeană devine conștientă de pluralitatea lumilor, apărând, astfel, istoriile comparate spaniole.

#### Renașterea în Italia

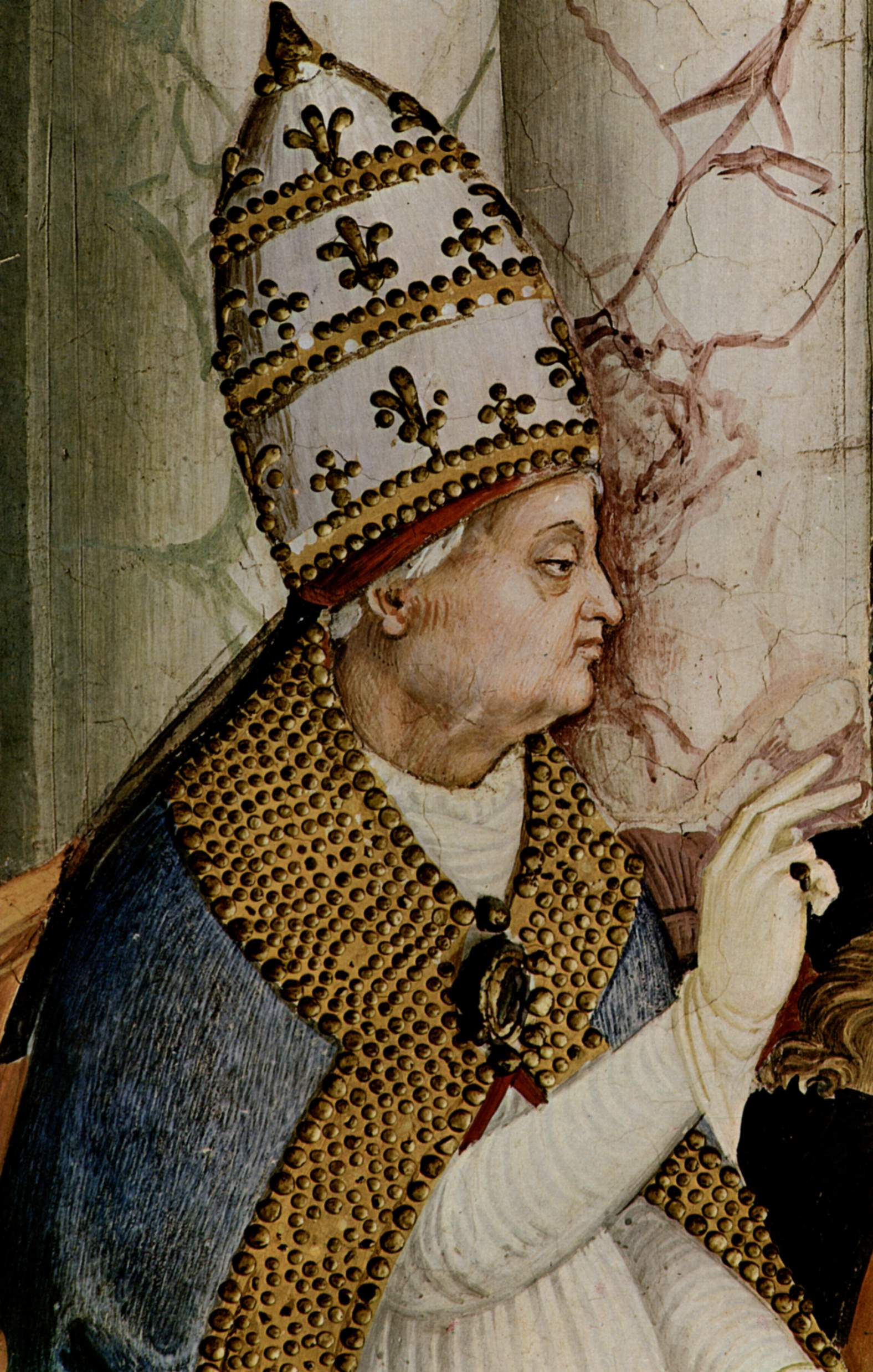
Papa Pius II

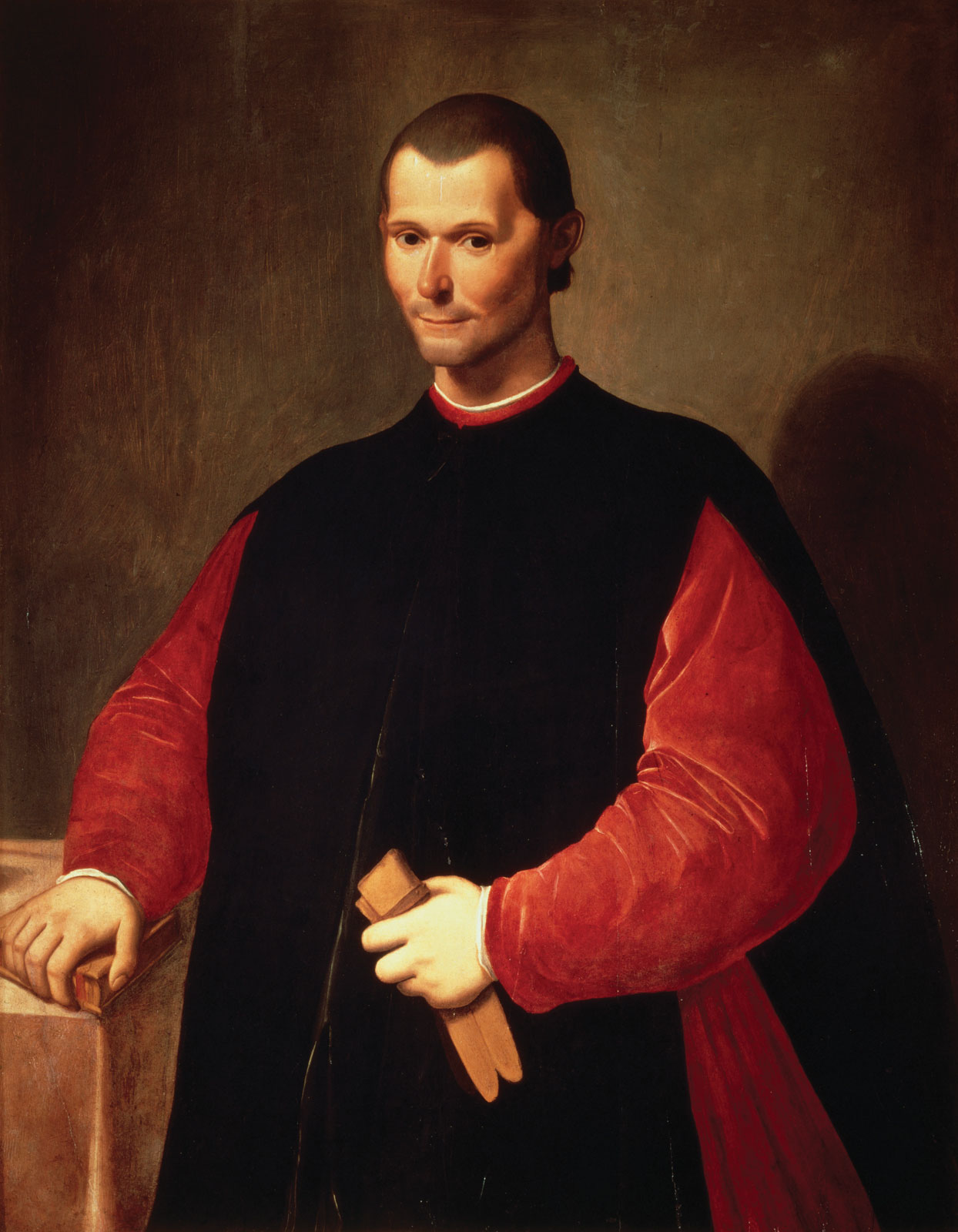
Niccolò Machiavelli

Lorenzo Valla   (1406-1457), istoric din Piacenza, educat la Roma, se stabilește la Neapole, al cărui rege, Alfons al-V-lea de Aragon, se afla în conflict cu Statul Papal. Acolo, el publică o lucrare prin care demonstrează că „Donația lui Constantin” - document ce stătea la temelia drepturilor Statului Papal, este un fals, fiind scris în secolul VIII, nu în secolul IV, principala argumentație ținând de limba latină utilizată. În 1444 vizitează Roma, dar este nevoit să fugă, dar papa Nicolae al-V-lea (1397-1447), în 1455, îl primește în Curie și îl numește secretar apostolic.
Leonardo Bruni  (1370-1444) umanist, istoric, cancelar al Florenței, a scris lucrarea Istoria poporului Florenței (de la întemeierea orasului până în 1404), precum și Comentariu asupra lucrurilor săvârșite in Italia, în care rolul bisericii este, vizibil, redus. Acesta  este inventatorul termenului de  "Umanism" și împarte istoria în 3 perioade: Antichitatea, Evul Mediu și Epoca Modernă. Lucrarea lui este o istorie seculară, lipsită de aportul Bisericii, fiind de factură tipic romană, dramatizată, retorică, literară și rațională, lipsind miracolele. Reprezintă prima mare lucrare a istoriei moderne.
Flavio Biondo (1392-1463),  umanist, renascentist, unul dintre primii „arheologi”, este secretar în cadrul cancelariei mai multor papi (Pius al-II-lea), și cel care a inventat conceptul de „Ev Mediu”. A scris lucrări precum: Roma Illustrata, unde reproduce o topografie a Romei Imperiale;  Italia Illustrata – lucrare dedicată istoriei provinciilor italiene;  Istoria de la căderea Imperiului Roman (410-1442) - lucrare erudită, fiind prima operă în care Evul Mediu este definit ca fiind o perioadă dintre Antichitate și Renaștere.
Aeneas Sylvius Picolomini  (1405-1458/1464), papă, sub numele de Pius al-II-lea, care  a participat ca secretar al episcopului de Siena la conciliul de la Basel. Fiind un adept al luptei anti-otomane, opera sa istorică are un caracter memorialistic. A scris mai multe lucrări, printre care: Comentarii – o autobiografie în 13 cărți, precum și o mică istorie a Boemiei și împăratului Frederic al-III-lea;  o istorie a conciliului de la Basel și o istorie a Europei.
Niccolò Machiavelli (1469 -1527 ), un diplomat, funcționar public, filozof, om politic și scriitor italian, a scris Principele. A pus bazele concepției moderne despre stat, interesul comun suprapus peste interesul individual. El considerǎ cǎ moralitatea poate lipsi în cazul în care interesul de stat o cere. Între individ și stat el alege statul. În capitolul dedicat sorții (destinului) oferǎ o perspectivǎ asupra lumii, oamenii trebuie sǎ lupte cu greutǎțile lumii terestre, fǎrǎ a aștepta intervenția lui Dumnezeu asupra fiecǎrui aspect al vieții terestre. În Discursurile asupra primei decade a lui Titus Livius (3 cǎrți), în care meditația și politica erau o continuare a ideilor din Principele, valorizează virtuțiile romane, punându-le în contradicție cu declinul Italiei. Raportul dintre biserică și stat trebuie să fie înclinat în favoarea statului. În Arta Rǎzboiului, Machiavelli susține supremația armatei naționale de cetǎțeni asupra armatei de mercenari, dupǎ modelul militar roman antic. În Istoriile Florentine se folosește de materialele adunate de la alți istorici și reia meditația asupra sistemelor politice din Principele și Discursurile, în care istoria apare ca un pretext pentru o nouǎ și aprofundată analizǎ ce punea în prim plan știința politică.
Francesco Guicciardini (1483 – 1540) a scris o "Istorie a Florenței" și "Istoria Italiei", precum și despre rǎzboaiele de pe teritoriul italian, prezentând evenimentele nefavorabile care au lovit Italia.

#### Renașterea francezǎ

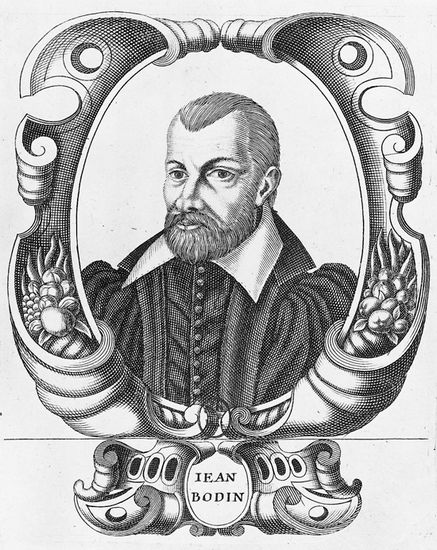
Jean Bodin

Philippe de Commynes (1447– 511) a scris Memorii (de la domnia lui Ludovic al IX-lea la Carol al VIII-lea, în 13 cǎrți) despre politicile vremii, refuzul moralei și importanța rezultatelor în politică.
Jean Bodin (1530-1596)  a scris iȘase cǎrți asupra Republicii, despre determinismul climatic și cheia diferitelor forme de guvernare (geografia și clima), considerându-i pe cei de la sud ca fiind cei mai supuși, pe nordici ca fiind cei mai greu de stǎpânit și pe cei din mediul temperat ca fiind cei mai echilibrați, încadrându-i aici pe francezi.
Étienne Pasquier (1529-1615) a scris Cercetare istorică asupra Franței, gãsind originea Franței în civilizația galilor (galicanism). În lucrare el face referiri la numismaticǎ, arheologie, politică și religie.
Lancelot Voisin de La Popelinière (1541–1608) a scris despre  Istoria Franței dupǎ 1550, cuprinzând informații moderate și imparțiale, fiind marginalizat de protestanți.
Jacques Auguste (1553 –1617) a scris Memorii și Istorii. Lucrǎrile sale au fost dezaprobate de papalitate și trecute în Index Librorum Prohibitorum (adică a cărților interzise).

#### Renașterea spaniolǎ

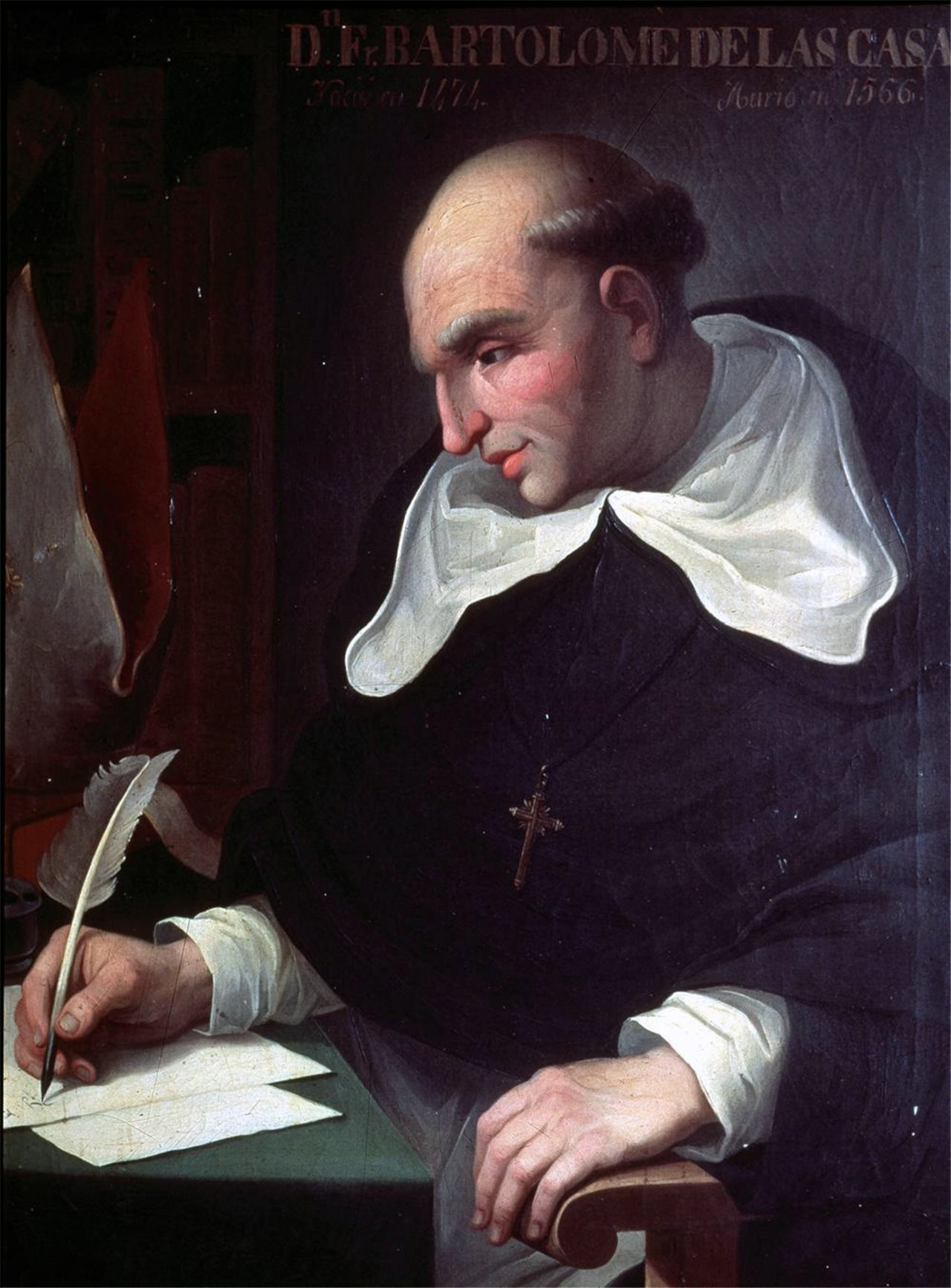
Bartolomé de las Casas

Istoricul Bartolomé de las Casas (1484–1566) a scris, în 1552, Relatare pe scurt a distrugerii indienilor, dezaprobând genocidul asupra amerindienilor.
Juan de Mariana (1536–1624), iezuit, a publicat Istoria Treburilor Spaniei, în care  scris despre rege și instituțiile regale, afirmând cǎ monarhia trebuie sǎ fie legitimǎ și că atunci când un rege își asuprește poporul, ar putea fi ucis, justificând asasinarea lui Henric al IV-lea al Franței.

#### Sfârșitul Renașterii

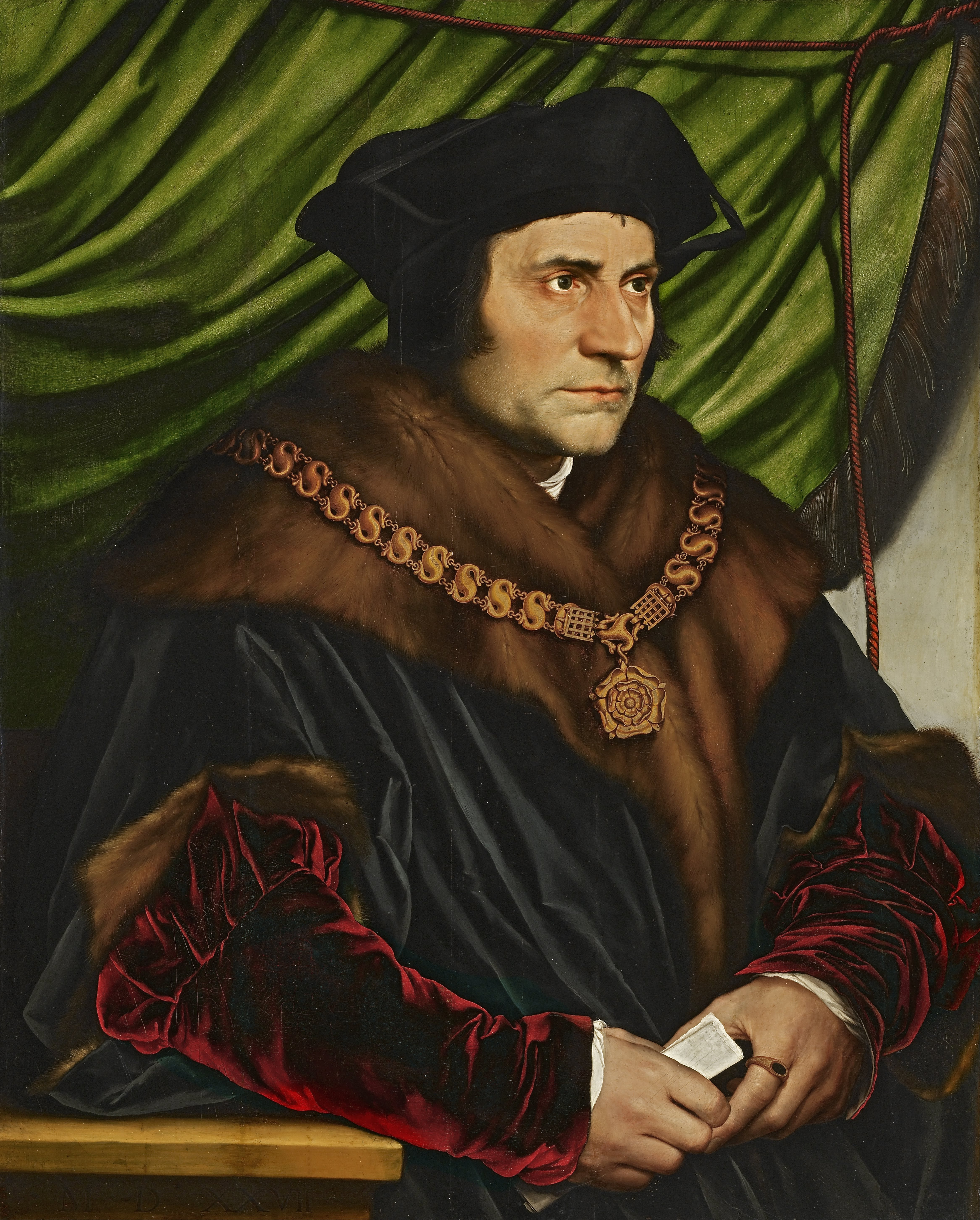
Sir Thomas More

Thomas Morus (1478-1535), un avocat, scriitor și om de stat englez, a scris Istoria regelui Richard al III-lea, influențându-l pe Shakespeare. În lucrare, el critica tirania Casei de York în Rǎzboiul celor două Roze, dar nu era favorabil nici Casei de Tudor (din cauză cǎ Henric al VII-lea i-a persecutat tatăl). În lucrǎrile sale apar idei precum complotul, crima, tirania și pedeapsa tiranului. A scris Utopia, în care un cǎlǎtor fictiv își imagineazǎ o societate perfectǎ, tolerantă religios, în care lipsește proprietatea privatǎ.
Luteranul Matthias Flacius (1520–1575) a scris Centuriile de la Magdeburg și Istoria Bisericii pânǎ la 1298, în care discretitează Sfântul Scaun, considerându-l Antichristul.
Cardinalul italian Caesar Baronius (1538 – 1607) a scris Analele Eclesiastice, în care tratarea este științificǎ și nu teologicǎ.

### Istoriografia barocǎ (1600-1700)

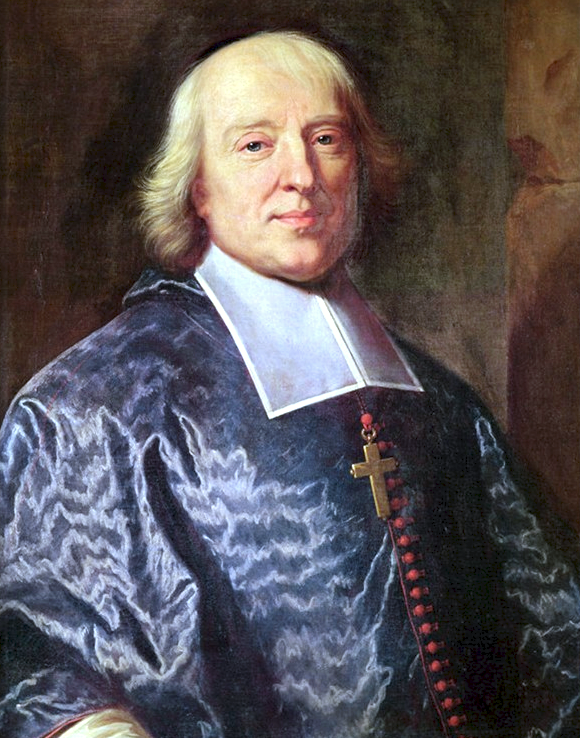
Jacques-Bénigne Bossuet

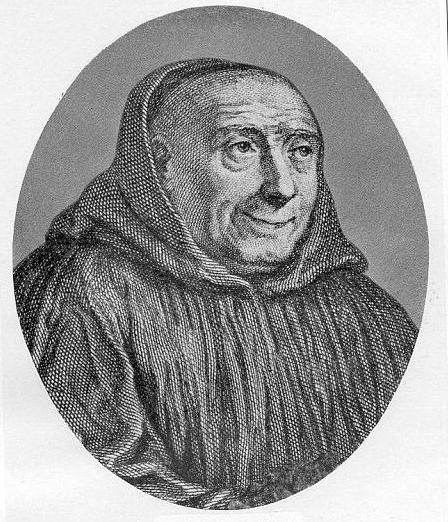
Bernard de Montfaucon

Secolul al XVII-lea a fost un secol critic și dificil. A constat în crize economice, stagnare demograficǎ, războaie (precum Războiul de 30 de ani sau Războaiele lui Ludovic al XIV-lea). Istoriografia barocă a practicat o istorie relativistă, în sensul că istoricul nu crede că poate relua trecutul, soluția fiind un discurs istoriografic ce ține de sfera moralului și a eticului. Istoria barocului a semnificat exuberanțǎ, moralǎ și erudiție, meritul revenind unor cǎlugǎri benedictini.
Jacques-Benigne Bossuet (n. 27 septembrie 1627- d.12 aprilie 1704) a fost un episcop francez, teolog, orator renumit și predicator la curtea regelui Ludovic al XVI-lea, care era mare apărător a teoriei politicii absolutiste și susținea că guvernarea unei țări era divină iar regii primeau puterea de la Dumnezeu. El a scris, in 1681, Discurs asupra istoriei universale, care cuprindea principiile de bază ale viziunii religioase asupra istoriei. A încercat sǎ revinǎ la înțelegerea religioasǎ a istoriei. În 1688 a scris Istoria Bisericilor Protestante.
Jean Bolland (18 august 1596 – 12 septembrie 1665), preot iezuit și hagiograf flamand, a scris în Acta Santctorum, o colecție a vieților sfinților, publicatǎ la Antwerpen și Bruxelles, un text enciclopedic ce reunește documente, vǎzute critic, despre viețile sfinților creștini. A scris doar începutul, opera sa fiind continuatǎ de succesorii sǎi bollandiști, formându-se, astfel, Societatea Bollandiștilor.
Jean Mabillon (23 noiembrie 1632 – 27 decembrie 1707), cǎlugar și savant francez benedictin, considerat fondatorul paleografiei și diplomaticii, a scris despre Viețile Sfintilor Benedictini, în 1668, și a editat Opera Sfântului Bernand. În 1681 a scris De re diplomatica, în care a abordat problemele privind diferite tipuri de scrieri medievale și manuscrise, fiind, astfel, fondatorul paleografiei latine. Ludovic al XIV-lea l-a trimis sǎ cǎlǎtorească în Europa pentru a achiziționa manuscrise rare pentru biblioteca regalǎ.
Bernard de Montfaucon (13 ianuarie 1655–21 decembrie  1741) a fost cǎlugǎr și savant benedictin, unul dintre fondatorii paleografiei, a scris Antichitatea explicatǎ și reprezentatǎ prin figuri. În 1702 a scris Diarium Italicum, iar în 1708 a publicat Paleographia graeca.

### Istoriografia Iluministǎ (1700-1800)

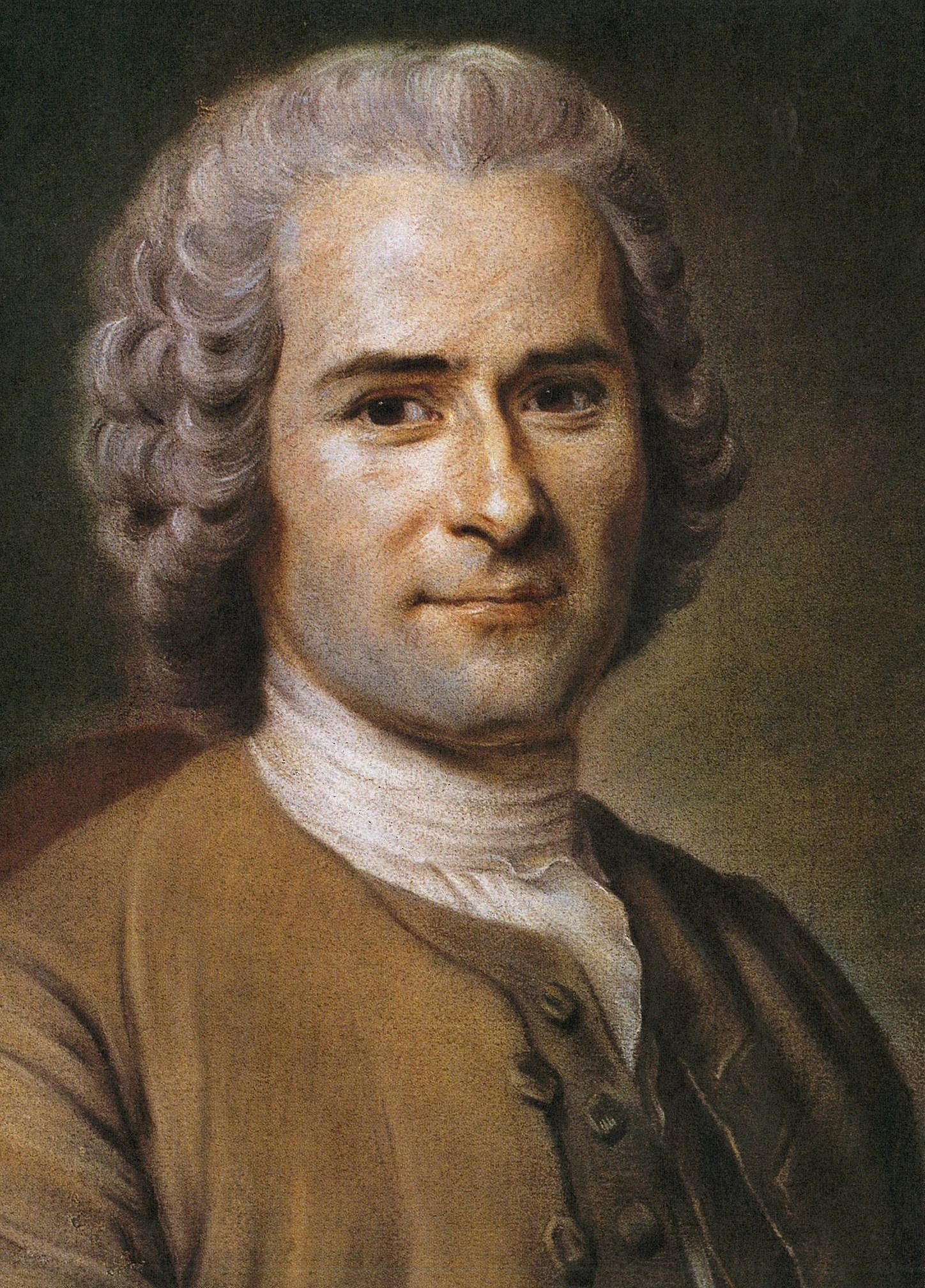
Jean-Jacques Rousseau

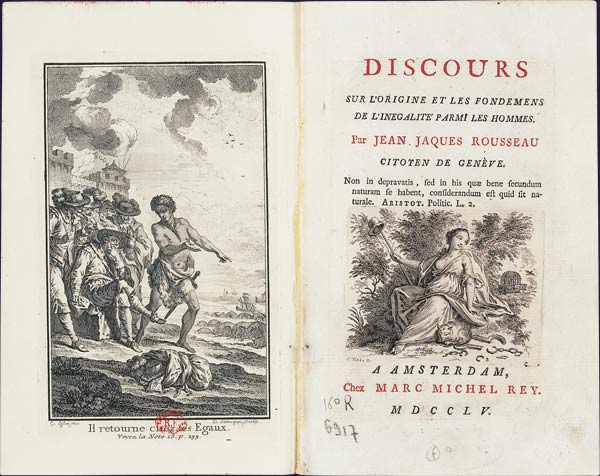
"Discurs asupra originii si fundamentelor inegalității între oameni"

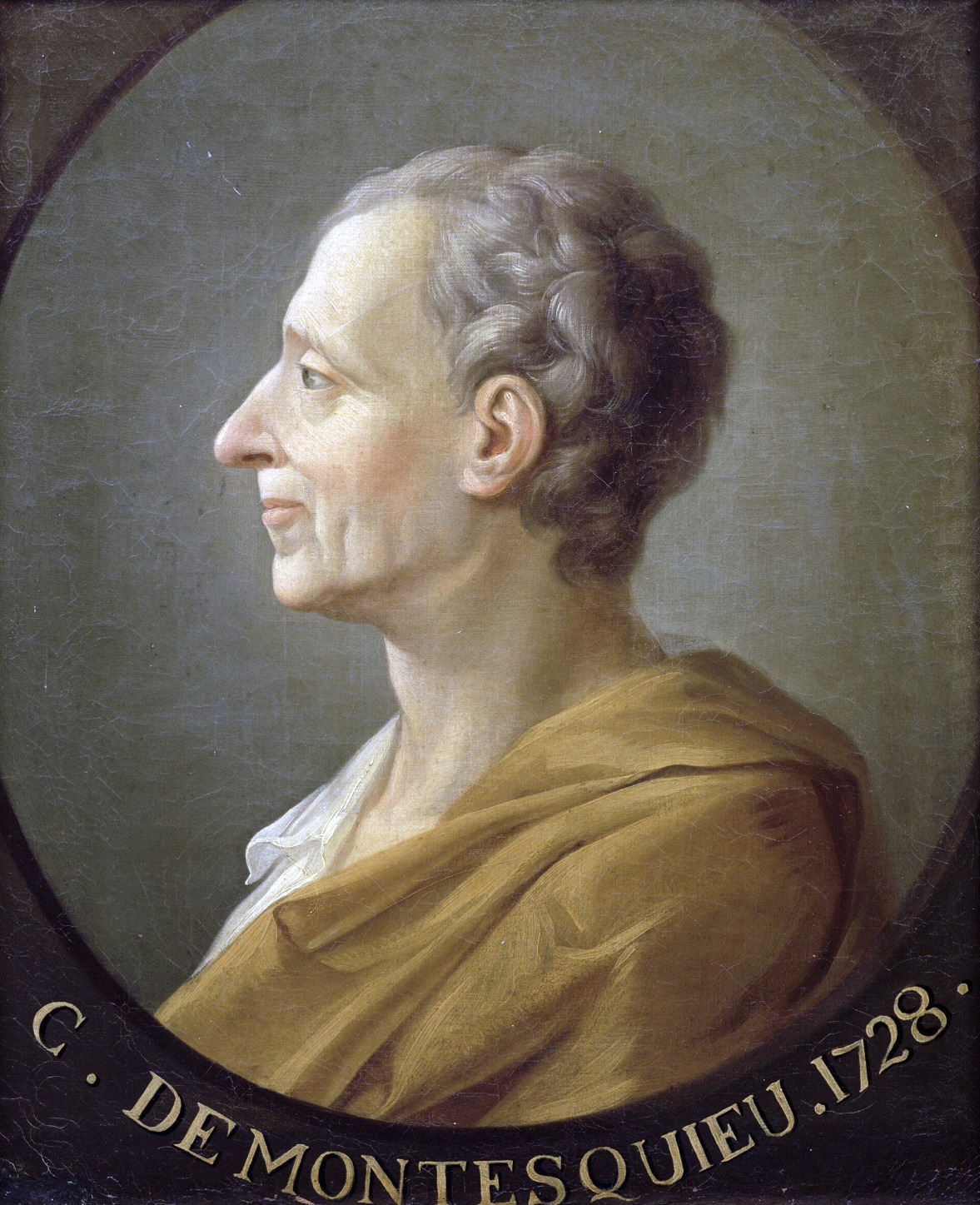
Montesquieu

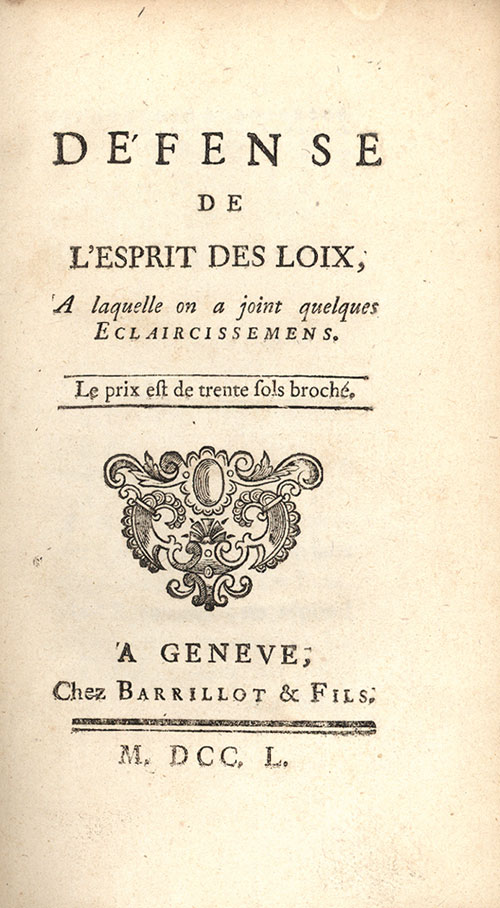
Spiritul legilor

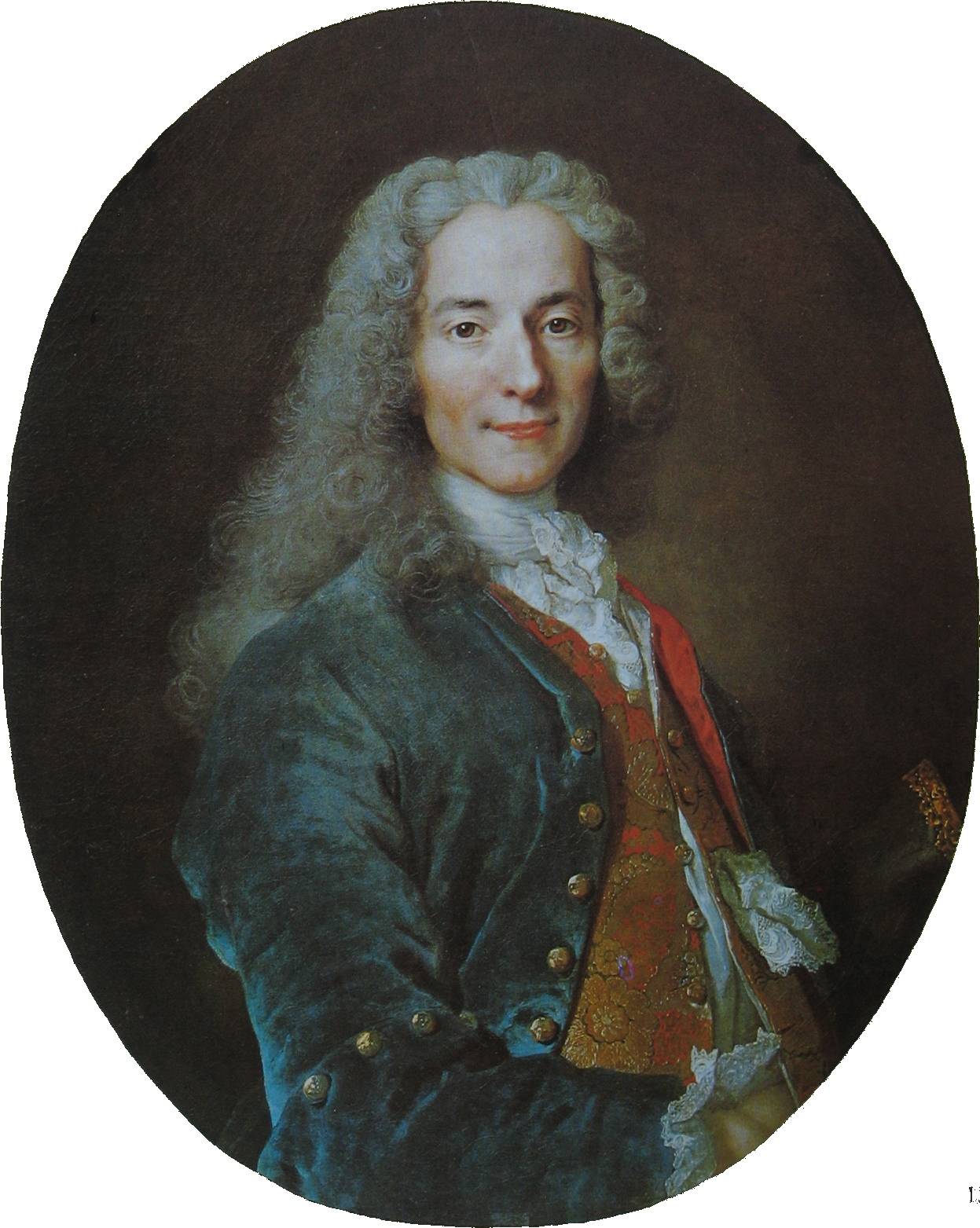
Nicolas de Largillière, François-Marie Arouet dit Voltaire

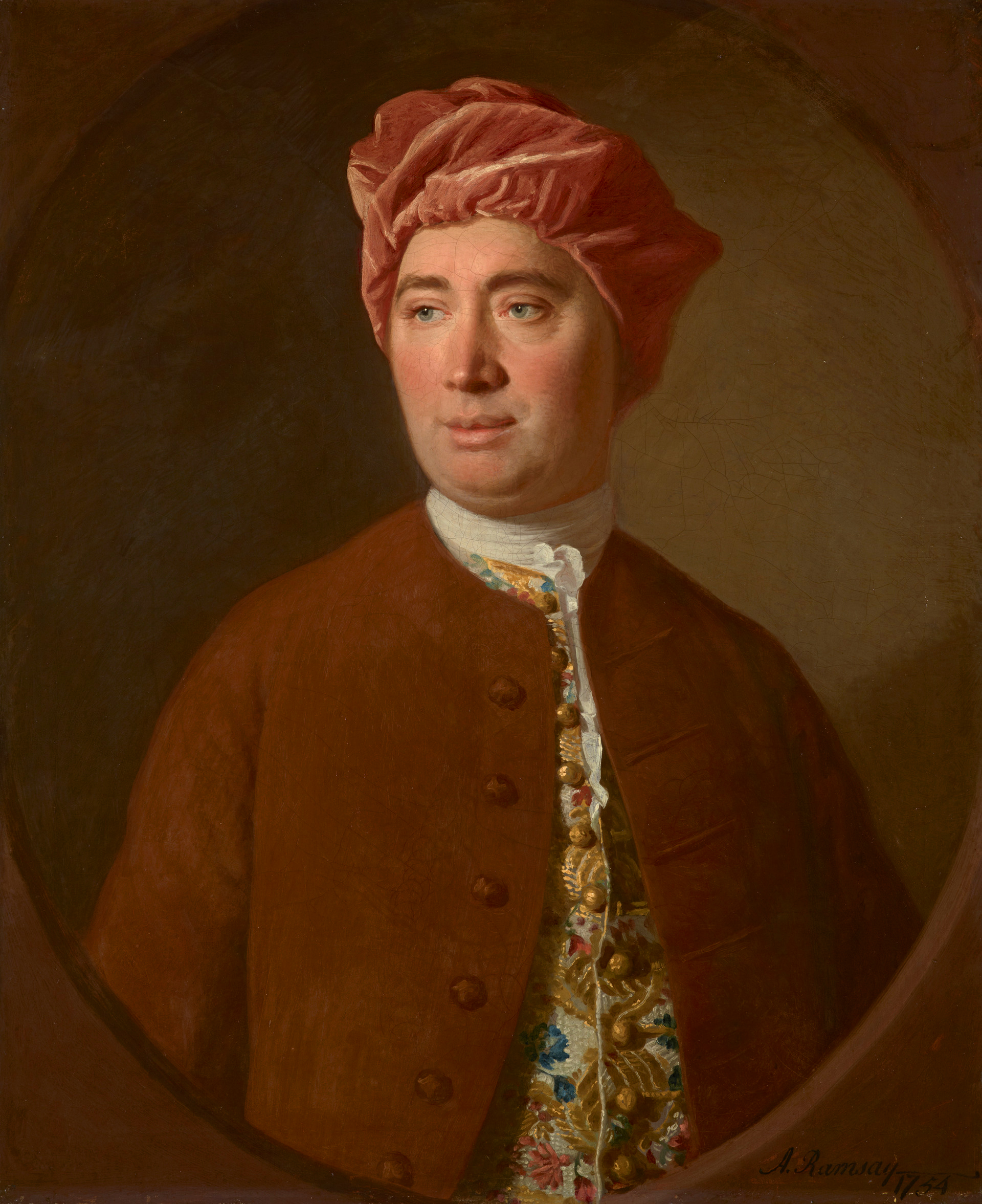
David Hume

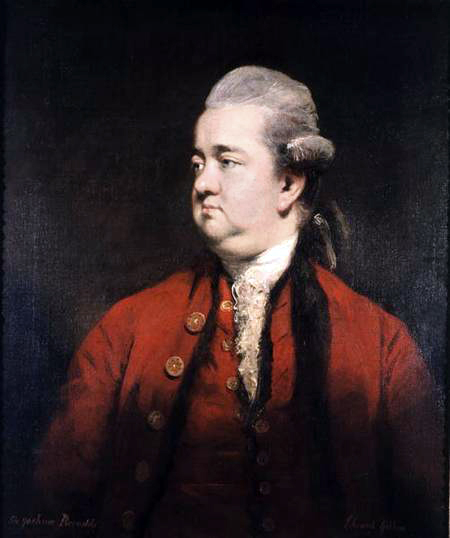
Edward Emily Gibbon

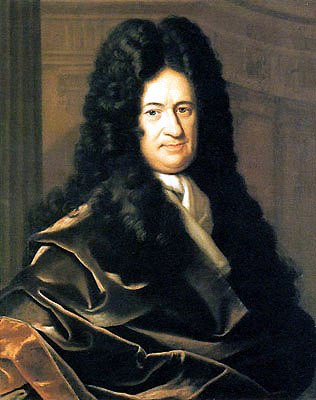
Gottfried Wilhelm von Leibniz

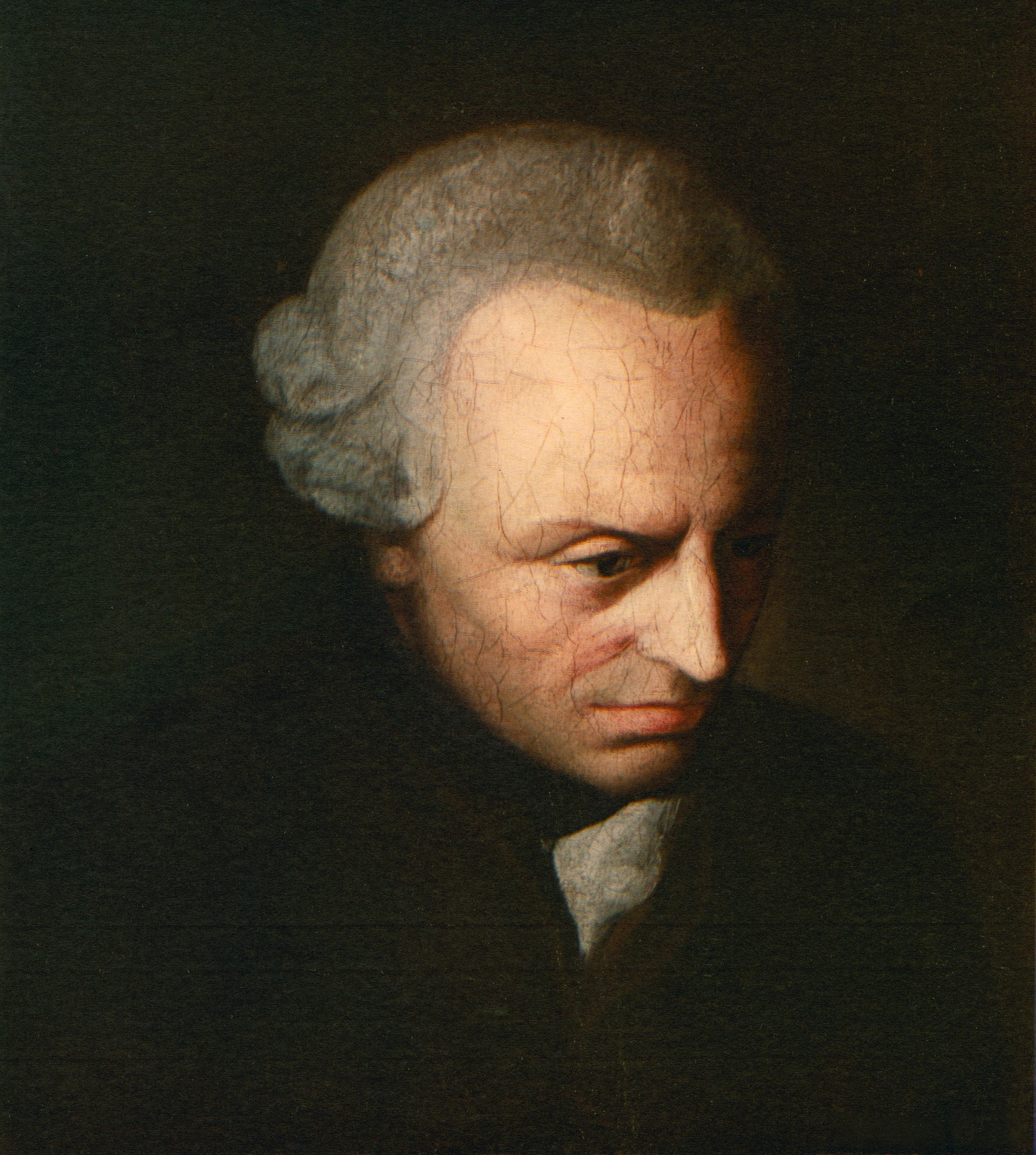
Immanuel Kant

Iluminismul numit și Epoca Luminilor sau Epoca Rațiunii a fost  o mișcare ideologică și culturală, antifeudală, desfășurată în perioada pregătirii și înfăptuirii revoluțiilor din secolele XVII-XIX în țările Europei, ale Americii de Nord și ale Americii de Sud și având drept scop crearea unei societăți „raționale”, prin răspândirea culturii, a „luminilor” în mase. Iluminismul este o replică la adresa barocului, în încercarea de a înlătura dogmele religioase și de a propaga luminarea maselor pe baza experienței proprii. Curent ideologic și cultural,  promova  raționalismului, avand  caracter laic, antireligios, anticlerical. Combătea  fanatismul  dogmelor și era pentru răspândirea culturii în popor și o literatură preocupată de problemele sociale și morale.

#### Iluminismul francez
S-a remarcat Jean Jacques Rousseau (n. 28 iunie 1712 - d. 2 iulie 1778),  un filozof francez de origine geneveză, scriitor și compozitor, unul dintre cei mai iluștri gânditori ai Iluminismului. A influențat hotărîtor, alături de Voltaire și Diderot, spiritul revoluționar, principiile de drept și conștiința socială a epocii; ideile lui se regăsesc masiv în schimbările promovate de Revoluția franceză din 1789. A scris Discurs asupra originii și fundamentelor inegalitǎții între oameni.
Charles de Secondat, baron de Montesquieu (n.18 ianuarie 1689 - d.10 februarie 1755) a activat în calitate de consilier (1714) în parlamentul de la Bordeaux, devenind, după moartea unuia din unchii săi, căruia i-a moștenit titlul și funcția, președintele acestui parlament (1716 - 1728) . În 1728, a devenit membru al Academiei Franceze. În calitate de teoretician, a scris, în 1734, o disertație istorică științifică asupra înfloririi și decăderii Romei, intitulată Considérations sur les causes de la grandeur des Romains et de leur décadence (Considerații asupra cauzelor măreției și decadenței romanilor), în care afirmă că „Roma a oferit spectacolul unei fascinante pervertiri a firii umane, al unei patologii la care republicile sunt extrem de vulnerabile. Spiritul legilor (1748), debutează cu o scurtă discuție despre legi, în general. În cartea I, Capitolul III, susține că „legea, în general, este rațiunea omenească în măsura în care ea guvernează toate popoarele de pe pământ iar legile politice și civile ale fiecărui popor nu trebuie să fie decât cazuri particulare la care se aplică această rațiune omenească“. Scopul deliberat al lui Montesquieu în această carte este să explice legile umane și legile sociale. Conform lui, tot ceea ce există are legile sale, „Divinitatea“ are legile sale, „lumea materială“ și „substanțele superioare omului“ au, la rândul lor, legi proprii. Cartea este un studiu comparativ, concentrat asupra a trei tipuri de guvernare (republică, monarhie și despotism), fiind realizat sub influența ideilor lui John Locke.
Voltaire (n. 21 noiembrie 1694, la Paris - d. 30 mai 1778, la Paris), a fost un scriitor și filozof al Iluminismului francez. Din pricina viziunilor sale critice, pe care le redă în batjocură, a fost întemnițat în 1717 pentru unsprezece luni la Bastilia. Fiind amenințat de o nouă arestare în Franța, a petrecut un timp (din 1726 până în 1729) în Anglia. Acolo, el a fost influențat de empirismul lui John Locke, Empirismus, și de nou-apărutul deism. În ale sale Lettres philosophiques, a detaliat liberalismul englez (1731). Ca deist, Voltaire a practicat criticismul în fiecare formă a religiei instituționale, dar și în neînțelegerile politice. El s-a autonumit Theist, un om cu credința în Dumnezeu, dar care a renunțat la creștinism. Când a fost emis un nou mandat de arestare împotriva lui, în 1734, el a fugit în Lorena.  A scris lucrǎri ca Istoria Rusiei în timpul lui Petru cel Mare, "Secolul lui Ludovic al XIV-lea,  Eseu asupra moravurilor și spiritul națiunilor și Scrieri Filosofice. "Scopul meu suprem", scria el, în 1739, "nu este o istoria politică sau militară, aceasta este istoria artelor,  comerțului, civilizației - într-un cuvânt, - a minții umane." 
Nicolas de Condorcet, marchiz  de Condorcet, (n. 17 septembrie 1743  - d. 29 martie 1794   ), un filosof, pedagog, matematician, politolog, economist și om politic francez, a scris "Schița asupra tabloului istoric al progresului spiritului uman".

#### Iluminismul britanic
David Hume (n. 26 aprilie 1711 - d. 25 august 1776), un filozof, istoric și economist scoțian, un adept al empirismului, unul dintre reprezentanții cei mai de seamă ai Iluminismului scoțian, a scris, în Istoria Angliei, cǎ geografia și clima influențeazǎ caracterul națiunilor.
William Robertson  (19 septembrie 1721–11  iunie 1793), istoric scoțian, a scris Istoria Scoției și Istoria Regatului împǎratului Carol al V-lea.
Edward Gibbon (n. 27 aprilie 1737- d.16 ianuarie 1794) a fost un istoric englez și membru al parlamentului britanic. Cea mai faimoasă lucrare a sa este Istoria declinului și prăbușirii Imperiului Roman, care a fost publicată în șase volume, între anii 1776 și 1788. Operele sale sunt renumite pentru calitate, ironia prozei, folosirea surselor primare și denigrarea deschisă a religiei organizate.

#### Iluminismul german
Gottfried Wilhelm von Leibniz (n.1 iulie 1646- d. 14 noiembrie 1716 ) este un filozof și matematician german, unul dintre cei mai importanți filozofi de la sfârșitul secolului al XVII-lea și începutul celui de al XVIII-lea, unul din întemeietorii iluminismului german, a sustinut existența științifică a lui Dumnezeu si consideră, în spiritul unui optimism conformist, că lumea noastră, creată de Dumnezeu, este "cea mai bună dintre toate lumile posibile".
Immanuel Kant (n. 22 aprilie 1724 - d. 12 februarie 1804 ), filozof german, unul din cei mai mari gânditori din perioada iluminismului în Germania, socotit unul din cei mai mari filozofi din istoria culturii apusene, prin fundamentarea idealismului critic. A exercitat o enormă influență asupra dezvoltării filozofiei în timpurile moderne. A scris .Critica Rațiunii Pure - o celebră lucrare filosofică.
În iluminismul german s-au mai remarcat Johann Joachim Winckelmann, Justus Möser (Istoria Principatului Osnabruck), Johann Gottfried von Herder cu lucrarea Idei asupra filosofiei istorice a omenirii.

### Istoriografia modernǎ (1800-2000)

#### Romantism
Romantismul s-a ridicat împotriva rațiunii și credinței în perfectibilitatea omului, împotriva soluțiilor reformatoare aristocratice reformatoare, împotriva iluminismului și proiectelor sociale. S-a axat pe primatul imaginației, pe intuiție, pe sentimente, afectivitate, identitate și unicitatea valorii fiecărui om. Iluminismul reprezenta elementul rațiunii, pe când romantismul reprezenta imaginația și sentimentele. Despotismul luminat și iluminismul au fost reformatoare în concepția lui Montesquieu. Romantismul a fost însă revoluționar în Franța, secolul al XIX-lea fiind denumit "secolul revoluțiilor" și "secolul romantismului". Curentul cultural s-a născut în Germania, Franța și Anglia, inițial, fiind prezent în domeniul artelor, muzicii, poeziei, picturii, literaturii, pătrunzând și în domeniul istoriei. Discursul istoric a reflectat viziunea romantică asupra societății și lumii. Sentimentul romantic a fost prezent în muzică germană, prin Ludwig von Beethoven, prin lucrările sale, precum Simfonia a III-a Eroica, fiind considerată sfârșitul clasicismului și începutul romantismului, fiind compusă în 1803-1804, dedicată, inițial, lui Napoleon, deși compozitorul era admirator al idealurilor revoluționare franceze democratice și republicane. S-au remarcat și pictori ca Theodore Gericault, sau Eugene Delacroix - care a pictat "Libertatea conducând poporul".
Naționalismul a luat amploare pe fondul începutului romantismului. Apare conceptul de națiune ce va fi centrul artei romantice, centrul filosofiei sale, politice prin sublinierea aspirației către statul național, concept necunoscut până atunci. Ideea națională a separat epoca de după Revoluția Franceză de Iluminism, schimbând harta Europei și promovând ideea națională și naționalismul care constă în lupta cu alte națiuni, confruntarea cu valorile vecinilor, ceea ce a dus la apariția unei identități separate și a unei mitologii naționale separate. Naționalismul și-a făcut apariția în Germania, în contextul războaielor napoleoniene, care au urmat revoluției franceze. Franța a descoperit conceptul de stat național, identitatea germană fiind creată în lupta anti-napoleoniană. Apare cuvântul "Volkstum"-naționalitate.

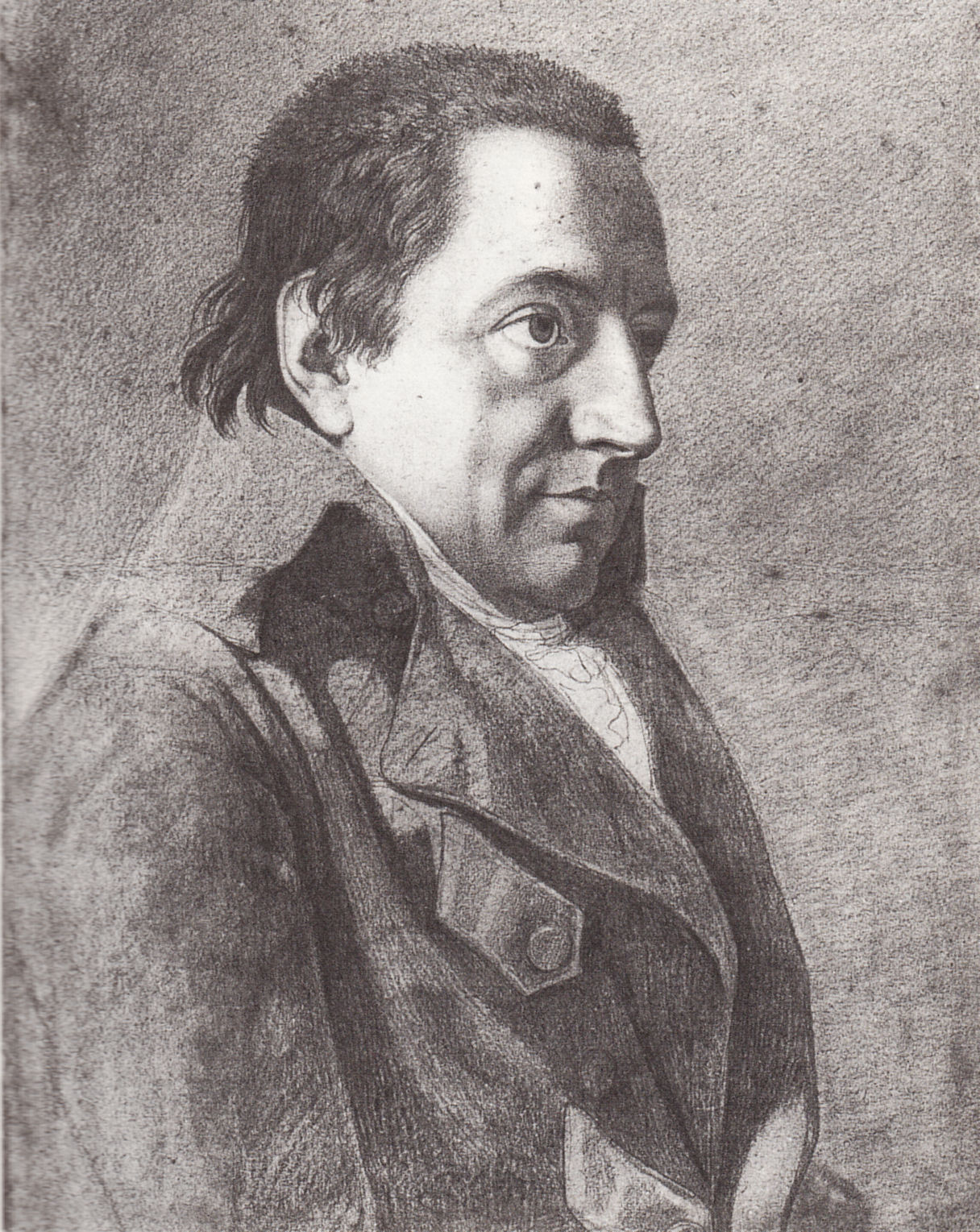
Johann Gottlieb Fichte

Johann Gottlieb Fichte s-a remarcat ca filosof german ce a redactat, in Berlinul ocupat de francezi, Adresele către națiunea germană, în care îndeamnă la luptă pentru eliberarea și sustinerea superiorității poporului german asupra celorlalte. La francezi apare ideea caracterului excepțional al propriei națiuni, ideea misiunii istorice.
Jules Michelet a considerat că francezii sunt cei care duc omenirea către progres și libertate, Franța fiind denumită apostolul libertății. Secolul al XIX-lea a fost, astfel, denumit și "secolul naționalismului". Romantismul se va întoarce către studierea trecutului, istoria devenind una dintre științele cele mai importante. Unitatea de limbă și conștiința destinului istoric comun devin ingredientele principale ale identităților naționale.  Atracția principala va fi pentru epoca medievală, cea mai potrivită pentru a răspunde sensibilității romantice, termenul de "romance" fiind o narațiune eroică, în proză sau în versuri.

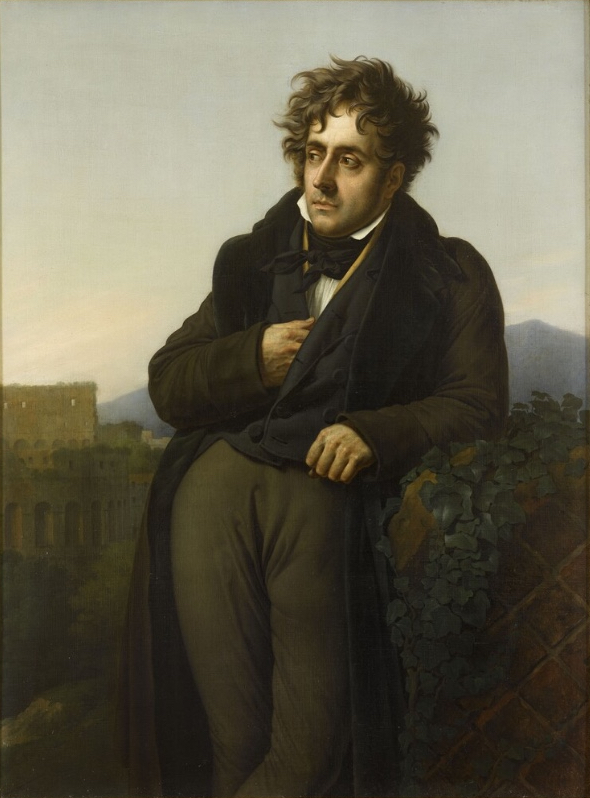
François-René de Chateaubriand

În Franța se remarcă revenirea interesului pentru Evul Mediu. În 1802, François-René de Chateaubriand a publicat Geniul Creștinismului, apologie a credinței creștine, care va contribui la renașterea creștinismului în Franța după căderea imperiului. Una dintre ipostazele revalorizării Evului mediu a fost preferința pentru arhitectură gotică și nostalgia după ruinele medievale. Goticul a fost considerat cea mai sublimă expresie artistică a creștinității, în timp ce germanii și francezii sunt în competiție pentru a proclamă stilul gotic ca stil național. Goticul era mai apreciat și decât clasicismul grecesc moștenit din secolul XVIII. Arhitectura gotică era rațională, ordonată, simetrică și finită. În arhitectura europeană apare stilul neo-gotic, care reia temele principale ale stilului gotic medieval, fiind construite edificii ca Palatul Windsor, Palatul Westminster, Palatul Parlamentului de la Pesta, Palatul Neuschwanstein.

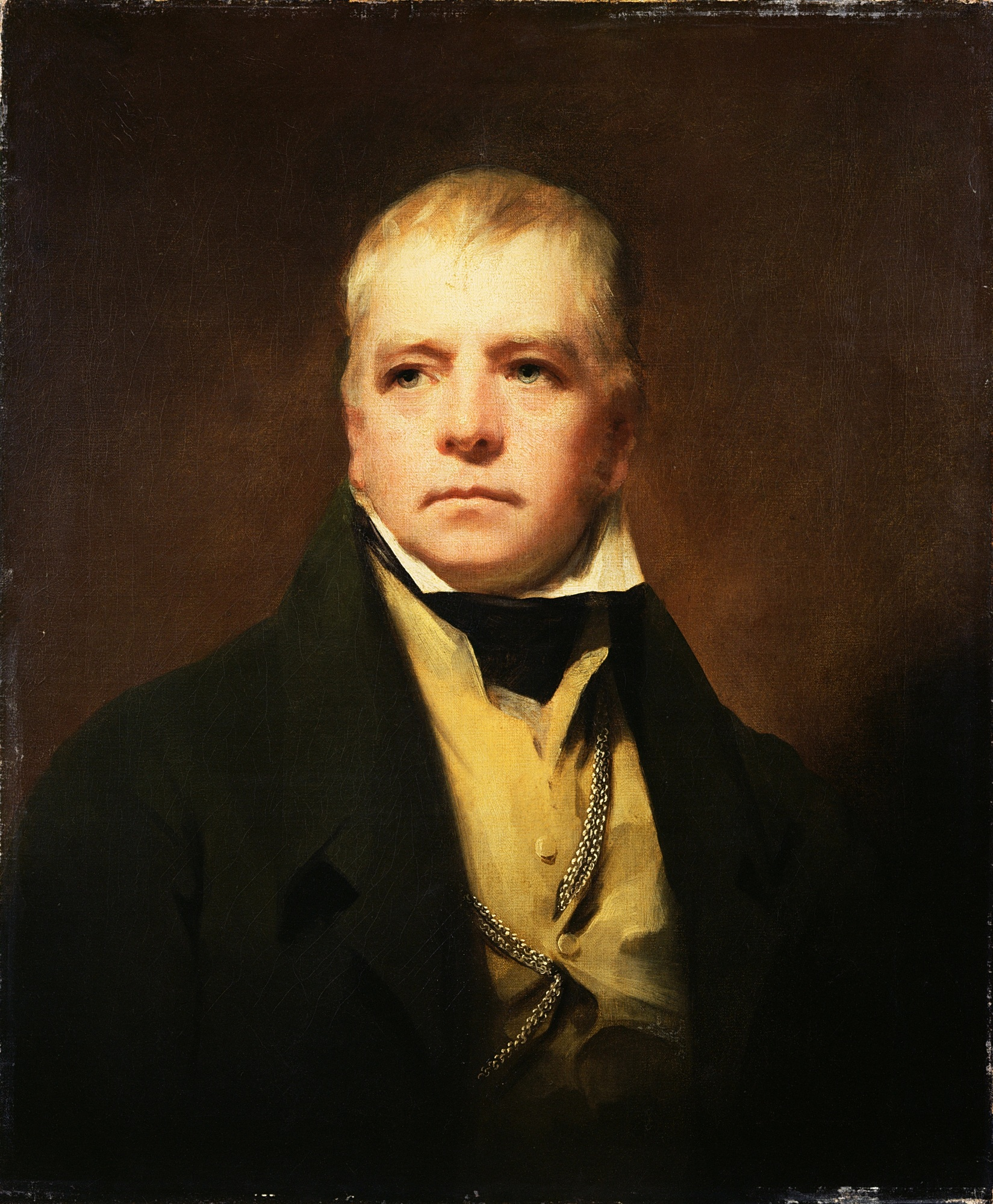
Sir Walter Scott

În această perioadă se remarcă poeți precum Sir Walter Scott (1771-1832), creatorul romanului istoric. A tradus din literatură germană "Sturm und Drang", iar în 1817 a publicat romanul istoric Rob Roy. În 1819 a publicat Ivanhoe, ce avea ca tema evul mediu în secolul XII.  Romanul istoric transformă istoria în cel mai popular subiect. Consacră istoria scrisă ca o istorie narativă, trecutul fiind reînviat, fiind descrise costumele și clădirile, dar lipseau elementele de analiză și de meditație specifice literaturii istorice din secolul anterior. Astfel, literatura a înlocuit filosofia.

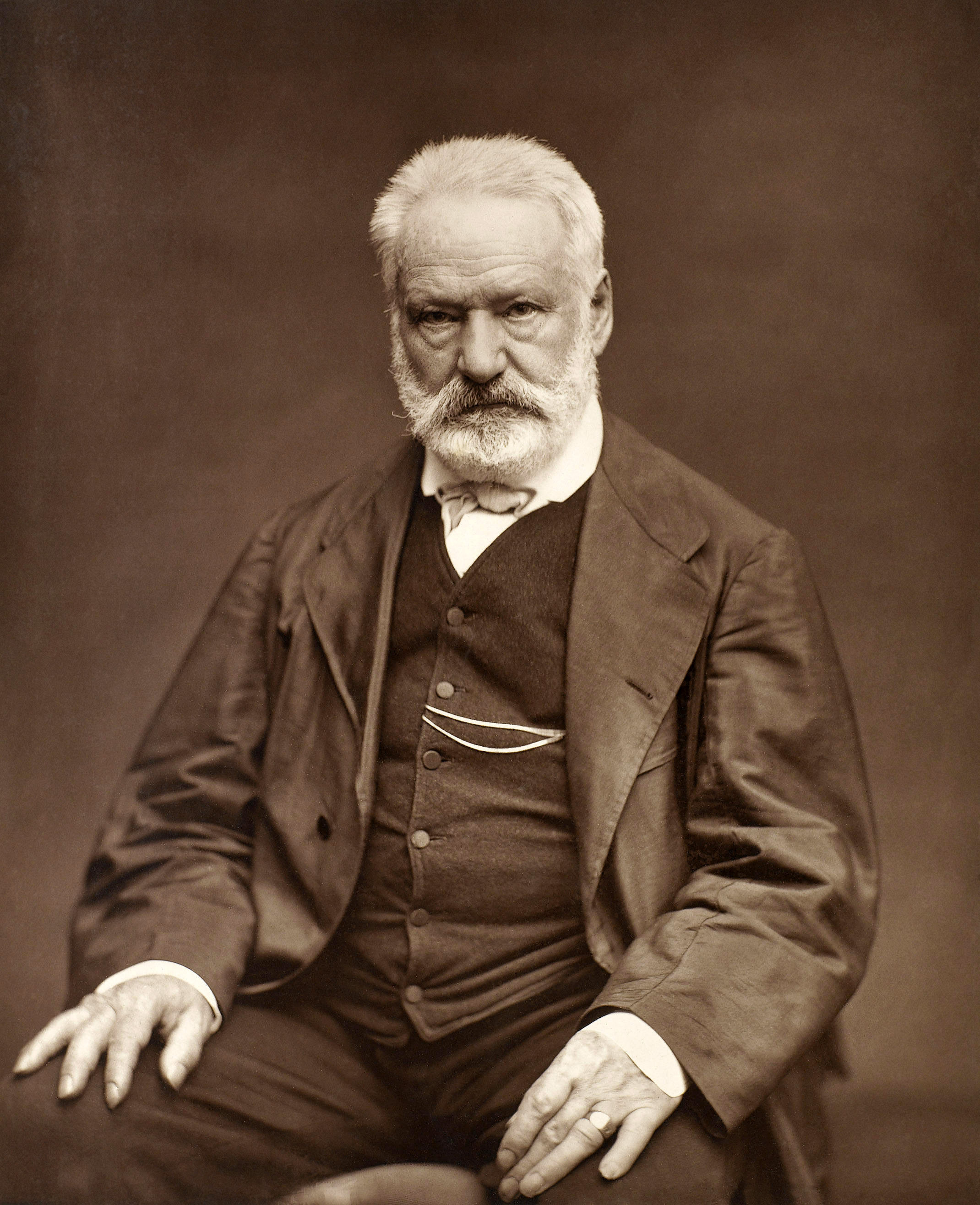
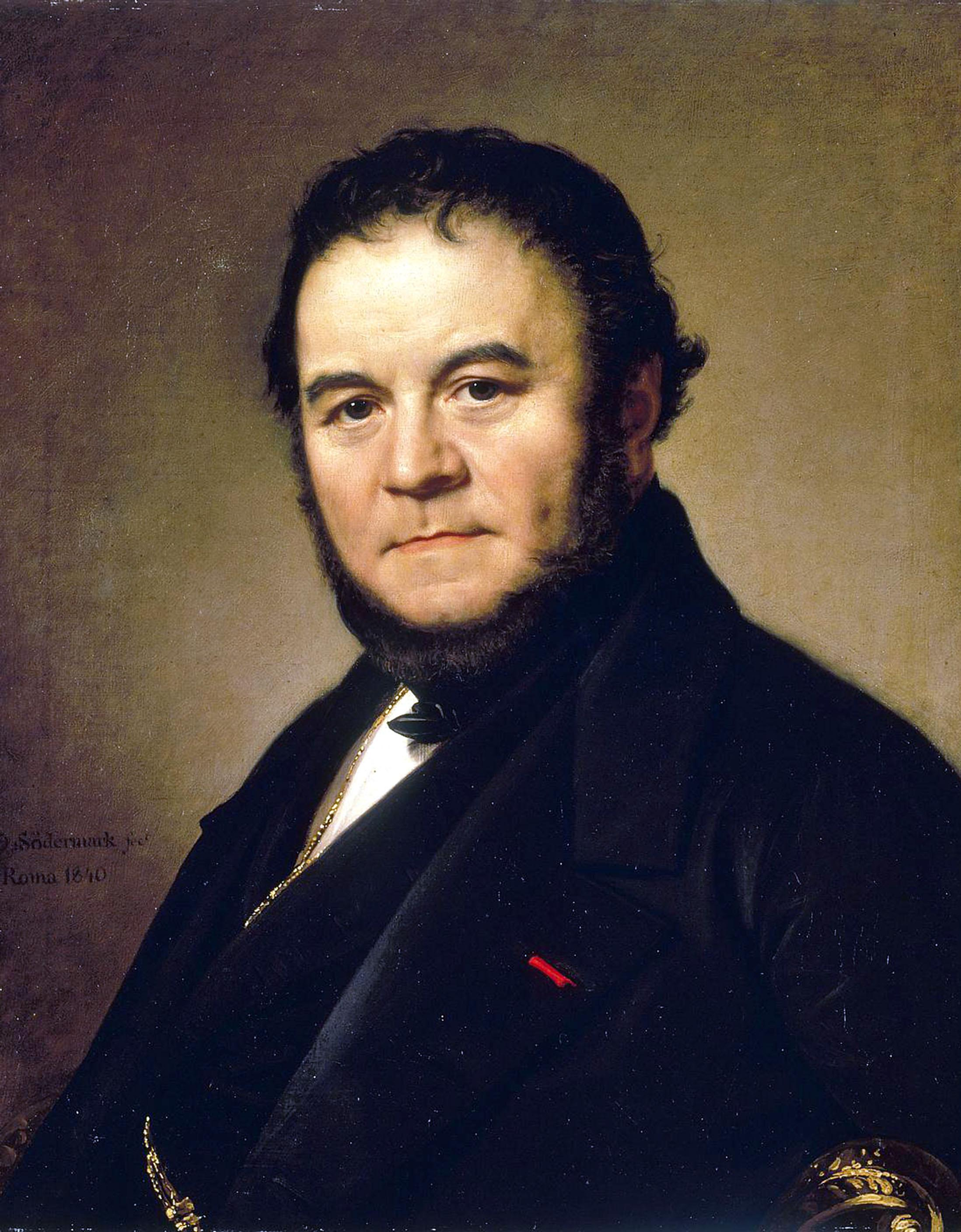
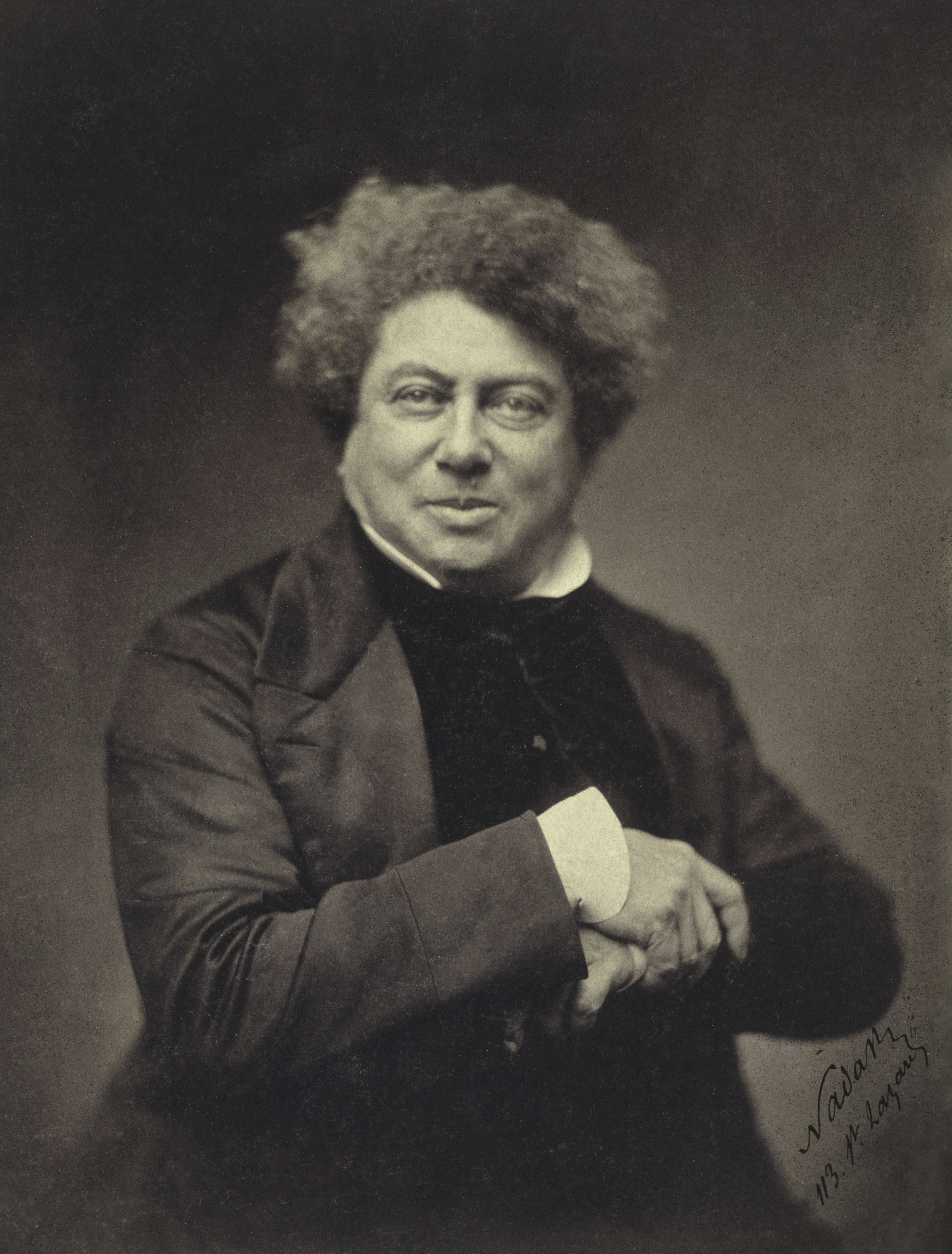

În Franța s-au remarcat: Victor Hugo (care a scris Mizerabilii și Notre Dame de Paris); Marie Henry Beyle Stendhal (care a scris Roșu și Negru și Mănăstirea din Parma); Alfred de Vigny (care a scris Cinq Mars) și Alexandre Dumas. Interesul pentru istorie a decurs și din faptul că istoria vine peste oameni. Revoluția franceză a fost o obsesie a istoriografiei europene până la jumătatea secolului, atunci când a izbucnit o revoluție la nivel european.
Istoriografia romantică germană s-a dezvoltat pe baza unor tradiții universitare și culturale ale lumii germane. Istoria era studiată în universități pentru stabilirea mentalității unității naționale germane. Universitatea din Berlin a devenit un centru al studiilor de istorie în timp ce Prusia a încercat să șteargă umilința înfrângerii de la 1800. În domeniul istoriei, universitatea din Gottingen a rămas extrem de importantă, astfel, și-au făcut apariția metoda istorică modernă. Folosindu-se de surse istorice și dovedind spirit critic, analizând și demontând miturile și legendele istoriei romane, Berthold Georg Niebuhr a scris Istoria Romană. Pe aceeași linie,  Friedrich Carl von Savigny a studiat istoria dreptului roman.

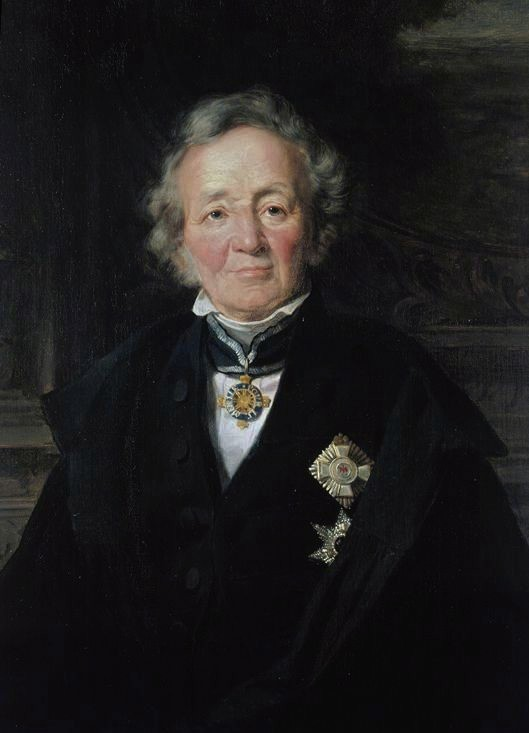
Leopold von Ranke

Leopold von Ranke (21 decembrie 1795-23 mai 1886) a fost un istoric german extrem de productiv, care a scris o operă vastă, printre care: Istoria popoarelor germane și romane (1824), Istoria papilor, bisericii și statului, Istoria reformei în Germania (1839-1847); Prinții și popoarele din sudul Europei, în secolele XVI și XVII (1827);  Revoluția sârbă. Din documente sârbești și comunicări (1829);   Papii din ultimele patru secole (1834-1836); Istoria Franței în secolele XVI și XVII (1852-1861); Istoria germanilor în secolele XVI și XVII (1859-1869); Originea Războiului de șapte ani (1871); Originea și începutul războaielor revoluționare în 1791 și 1792 (1875); Serbia și Turcia în secolul al XIX - lea (1879); Hardenberg și istoria statului prusac 1793-1813 (1877);  Frederic cel Mare și Friedrich Wilhelm al IV-lea. Două biografii (1878); Istoria lumii, 6 vols (1881-1885).
A susținut că istoricul are datoria de a scrie istoria așa cum a fost ea cu adevărat și că nu trebuie să abordeze ipoteze nedovedite și imaginare, motivate de lipsa obiectivității documentelor din arhivă. A utilizat în scrierile sale o mare cantitate de documente, inclusiv rapoartele ambasadorilor venețieni și a pus accent pe ideea de stat, considerat forma superioară de organizare a istoriei.
Friedrich Dohlmann a studiat revoluțiile, fiind preocupat de realizarea unității naționale a Germaniei, dar și de modul de păstrare a tradițiilor în față forțelor revoluționare. A scris Istoria Revoluției engleze și Istoria Revoluției franceze.
Heinrich von Sybel a fost preocupat de protejarea Germaniei de o catastrofă similară prin care a traversat Franța în timpul dictaturii iacobine. A scris Istoria perioadei revoluției, studiind arhivele din Paris și a prezentat revoluția ca un dezastru pentru masele populare.

Johann Gustav Droysen a scris  Istoria elenismului și Istoria politicii Prusiei, relevând eforturile familiei Hohenzollern pentru a realiza unitatea Germaniei.

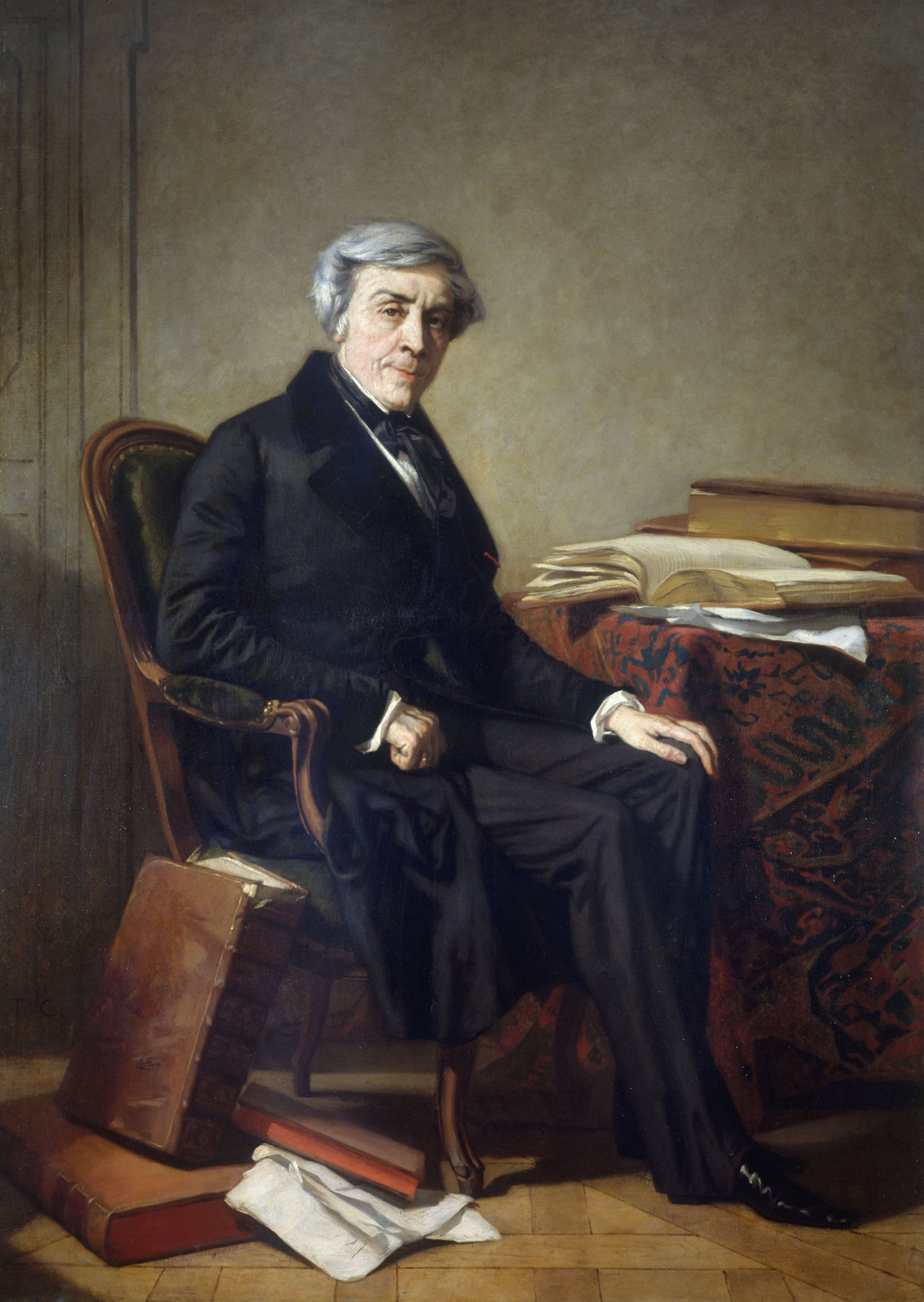
Jules Michelet

În Franța, problema cea mai dezbătută a fost cea socială, toți istoricii scriind despre istoria revoluției franceze.
Jules Michelet (1798-1874), profesor la College de France și la Sorbona, a scris că națiunea are rol mistic, definind națiunea pe baza limbii comune și a miturilor istorice. Națiunea, patria, Franța, poporul sunt una. Națiunea avea un singur spirit, dedicat libertății. A scris Istoria Franței în 18 volume, Istoria Revoluției Franceze în 7 volume.. În "Poporul" a reluat problema spiritului național francez: un popor, o țară, o Franță!  În Tabloul Franței, a vorbit despre: realizarea unității Franței prin unirea provinciilor; asprimea și dorința de libertate socială a locuitorilor Bretaniei; geniul de sinteză din Poitou, bogăția și rodnicia ogoarelor de la Midi, frumusețile naturale ale Pirineilor; granițele naturale; dușmanul străin -Anglia; Parisul văzut ca centrul Franței. În Căderea Bastiliei a vorbit despre: personajul colectiv - poporul; instinctul libertății; rolul Franței de apostol al libertății; solidaritatea poporului.
Augustin Jacques Nicolas Thierry (1795-1856) vedea istoria ca o dramă. A studiat rivalitațile de clasă și rivalitățile naționale. A scris Istoria cuceririi Angliei de către normanzi și Scrieri asupra Istoriei Franței. În Anglia vedea o rezistență "națională" a saxonilor împotriva nobililor normanzi. În Franța vedea o dominație a nobilimii germanice france asupra poporului galo-roman. Starea a III-a era văzută ca "rasa cuceriților", care lupta împotriva nobilimii ce reprezenta "rasa cuceritorilor". În cele din urmă, consideră că galo-romanii se vor elibera prin revoluție.
Amedes Simon Dominique Thierry (1797-1873) a scris Istoria galilor - în trei volume, Istoria Galiei sub administrație romană și a lansat, în 1850, teza originii celtice a francezilor, romanii fiind descriși ca niște cuceritori străini.
Adolphe Thiers (1797-1873), care a fost premier și președinte al Franței, a scris Istoria Revoluție Franceze, simpatizându-l pe Napoleon. A mai scris Istoria Consulatului și a Imperiului, creând mitul lui Napoleon.
Edgar Quinet (1803-1875), reputat istoric, scriitor și om politic, profesor la College de France, a scris: Geniul Religiilor; Revoluțiile din Italia; Revoluția Franceză; Istoria campaniei din 1805 și Asediul Parisului și apărarea națională. A fost dezamăgit de poporul francez, care și-a abandonat libertatea sub Napoleon al III-lea, astfel, transferă rolul de "apostol al libertății" către SUA.
În Anglia, s-a remarcat Thomas Carlyle (1795-1881), care a fost istoric scoțian. Influențat de literatura germană, a tradus opera lui Goethe, a scris Istoria Revoluției Franceze, punând accent pe eroi și pe idealuri. A scris Istoria lui Frederic al II-lea al Prusiei. A pus accent pe pasiune și, fiind subiectiv, a respins rațiunea .
Thomas Macaulay (1800-1859) ca istoric și om politic scoțian, membru al parlamentului britanic, ministru de război, s-a pronunțat împotriva absolutismului și favorabil guvernării parlamentare, a scris Istoria Angliei, începând cu perioada lui Iacob al II-lea, și Revoluția Glorioasă, fiind admirator al lui William al III-lea.
În SUA, s-a remarcat istoricul William Hickling Prescott (1796-1859), care a absolvit univeristatea Harvard, a călătorit în Europa, studiind arhivele din Spania și a scris Istoria lui Ferdinand și Isabela, iIstoria cuceririi Mexicului, Cucerirea Perului.
În Rusia s-a remarcat Nicolai Mihailovici (1859-1919), care a fost scriitor și istoric. A scris Istoria Statului Rus în 12 volume, care reflectă istoria națională rusă. Admirandu-i pe Ivan III și pe Ivan cel Groaznic, lucrarea este tipic romantică, cu caracter literar și descriptiv.
În Cehia s-a remarcat František Palacký (1798-1876), care a studiat la Bratislava. Fiind interesat de istoria poporului său, a colecționat documentele despre istoria Boemiei și a publicat Istoria Poporului boemian, în cinci volume. A fost unul dintre liderii revoluției din 1848.
În Polonia s-a remarcat Joachim Lelewel (1786-1861), care a fost profesor de istorie în Polonia cucerită de Rusia, la Vilnius, și care a participat la revoluția poloneză din 1830. După represiunea rusească s-a refugiat în Franța și Belgia, scriind, în limba  franceză, Geografia Evului Mediu, Istoria Poloniei și Polonia în Evul Mediu.

#### Istorie filosoficǎ

Guizot

Franța a traversat o perioadă de evoluții politice, de la revoluția franceză din 1789 și instaurarea dictaturii iacobine din 1793, la proclamarea imperiului napoleonian în 1804 și, ulterior, la revoluția din iulie 1830, când au fost înlăturați Bourbonii și a fost adusă dinastia de Orleans. În 1848 este proclamată a doua Republică, iar în 1852, Napoleon Louis Bonaparte se proclamă împărat, dar este detronat în 1870, fiind impusă a treia Republică.
Aceste evoluții le-a trăit și Francois Guizot (1787-1874), care a fost istoric și politic francez. Tatăl sau a fost ghilotinat în 1794 de iacobini. Din 1805 a studiat dreptul la Paris. A tradus în franceză opera lui Gibbon, având cunoștințe despre limba și civilizația britanică. Din 1812 a fost profesor de istorie la Sorbona. A intrat în politică din 1814, odată cu căderea lui Napoleon I. Dorea să se revină la principiile din 1789 și 1791, pentru a evita totalitarismul de tip iacobin și o nouă dictatură militară ca cea a lui Napoleon. În 1816-1822 a publicat multe lucrări care reflectă gândirea să de liberal-democrată și parlamentară, fiind ales deputat în mai multe legislaturi.
În 1828, a susținut la Sorbona faimosul său curs Istoria civilizației în Europa, în auditoriu fiind multe persoane care nu erau studenți, printre care se afla și Tocqueville. Cursul a devenit una dintre cele mai faimoase cărți de istorie din epoca modernă. A devenit ministrul educației în 1832-1837și a inițiat reforma în învățământul modern din Franța, în 1833, prin legea Guizot. A activat că ambasador la Londra, contribuind la apropierea anglo-franceză și la depășirea rivalității din timpul războaielor napoleoniene. A continuat în politică, în calitate de ministru al afacerilor externe al Franței. În 1847 a devenit prim-ministrul Franței. A fost demis în 1848 în contextul revoluției.
În 1828 a scris Istoria civilizației în Europa. Lucrarea să marchează o ruptură totală față de istoriografia romantică și revenirea la filosofia istorică și politică a lui Montesquieu din secolul XVIII. A refuzat împărțirea arbitrară a istoriei europene în istorii naționale. Este o istorie analitică, problematizată, nu o istorie narativă, evenimențială, și nici o descriere cronologică a evenimentelor. Este o istorie a civilizației văzută sub toate aspectele, nu ca o istorie politică și militară. Nu este o istorie a personalităților și a eroilor. Este o istorie speculativă și filosofică, nu literară. Lucrarea plasează începutul civilizației europene în secolul V. Teza centrală a operei sale este că esența civilizației europene este pluralismul și diversitatea. Civilizația europeană a fost teatrul unor înfruntări dintre principii, doctrine, idei, sisteme de organizare politică și socială. Niciunul nu a învins definitiv, ele coexistând și generând progresul prin competiția dintre ele. Libertatea și progresul derivau din competiția și rivalitatea reciprocă. Apare, în acest context, ideea centrală a liberalismului modern, prin fecunditatea competiției și antagonismului. Lecția a II-a, de exemplu, tratează sfârșitul antichității și tranziția la civilizația europeană. Ea indică faptul că toate civilizațiile anterioare - fie că erau greacă, romană sau orientală - erau unitare. Societatea era dominată de un principiu unic, de o singură idee care guverna instituțiile, moravurile și credințele.  Unitatea a generat stagnarea. Monotonia a eliminat șansă de progres. CIvilizațiile alcătuite astfel au stagnat și au decăzut. Europa era o antiteză. În epoca modernă, era o mare varietate de principii: puterea spirituală și cea temporală, elementul teocratic, monarhic, aristocratic, democratic, clasele sociale. Europa îmbină sistemele, organizațiile sociale, ideile și sentimentele, care au fost variate și în Evul Mediu, ceea ce garanta cele 15 secole de progres. Guizot a numit acest fapt "o imensă superioritate" a civilizației europene.
Pluraritatea civilizației europene datează din momentul nașterii sale, la căderea imperiului roman, generând nașterea civilizației europene din îmbinarea a trei civilizații distincte. Civilizația romană a transmis Europei regimul municipal, obiceiurile, regulile, principiul libertății, legislația civică comună, ideea puterii absolute, a majestății sacre a împăratului, principiile ordinii și suveranității.
Organizarea bisericii creștine a salvat creștinismul în momentul colapsului imperiului și I-a unit pe barbari cu romanii. Transmite ideea separării guvernanților de guvernați, impunerea unei legi pentru guvernare, exercitarea stăpânirii fără acceptul liber al voinței lor. Susține principiul teocratic și monarhiile absolute în derimetrul libertății supușilor.
Barbarii au transmis libertatea individuală, sentimentul personalității. Libertatea antică este libertatea cetățeanului, îi aparține și se sacrifică pentru oraș și biserică. Independența personală fără scop este barbară și esențială pentru civilizația europeană.

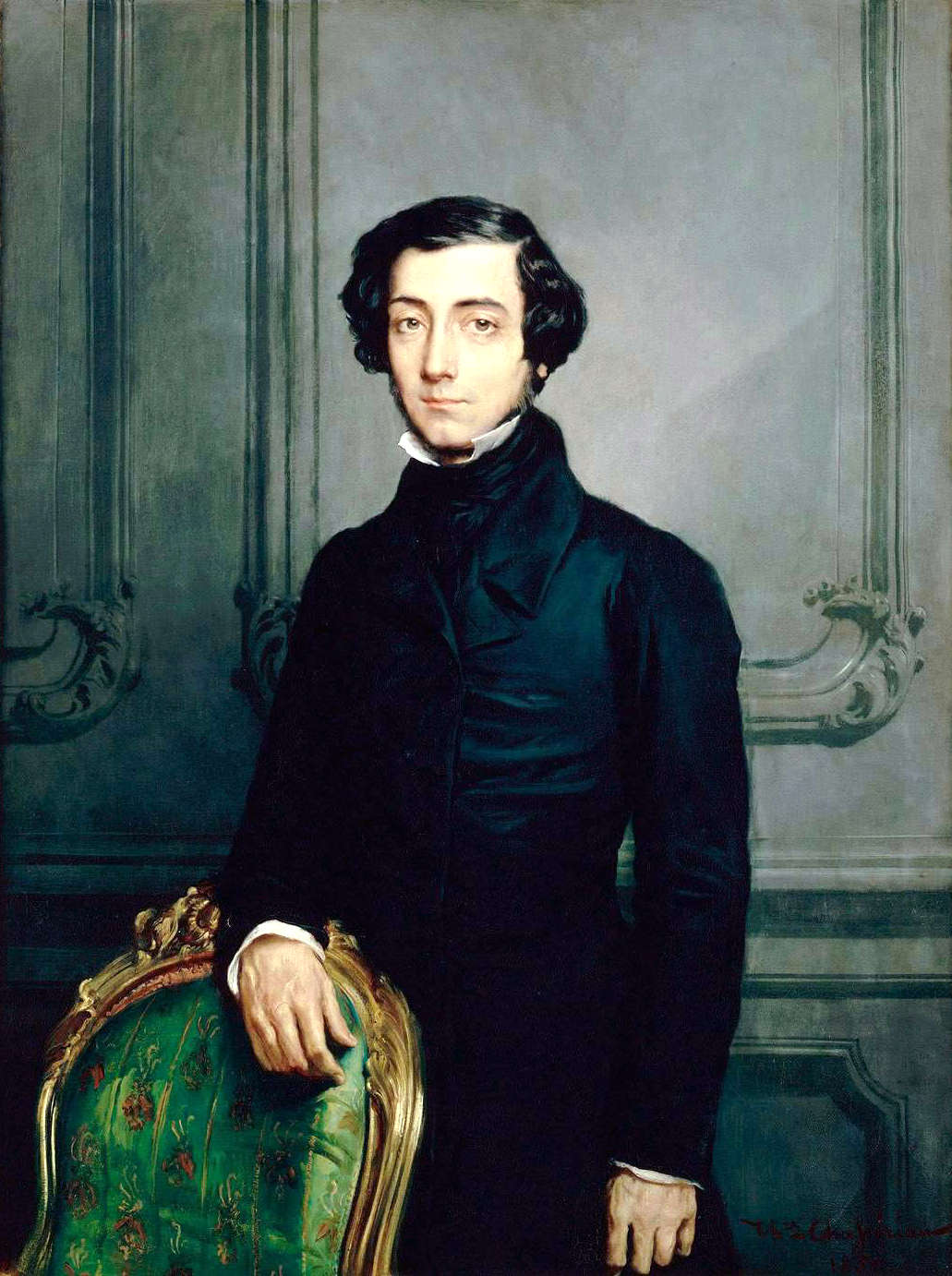
Alexis de Tocqueville

Charles Alexis de Tocqueville (1805-1859) provenea dintr-o familie de nobili normanzi și a studiat dreptul la Paris, devenind judecător. A frecventat cursurile ținute de Francois Guizot la Sorbona. În august 1830 a depus jurământul de credință față de noul regim orleanist. În aprilie 1831-martie 1832 a călătorit în America, pretextul fiind studierea sistemului penitenciar american. A demisionat din justiție, iar în 1833-1855 a efectuat călătorii în Anglia. În 1835 a publicat primul volum din Democrația în America. În 1840 a publicat al doilea volum din Democrația în America. În 1841 este ales membru al Academiei Franceze. În aprilie 1848 este ales deputat în Adunarea Constituantă revoluționară. A lucrat la constituția celei de-a două republici. În 1849 a fost ministru de externe al Franței. În decembrie 1851 s-a retras din politică după lovitură de stat a lui Napoleon al III-lea. În 1852-1856 a redactat Vechiul Regim și Revoluția.
A dezbătut problema libertății și egalității și a apreciat că gestionarea raportului dintre aceste valori fundamentale este esențială pentru funcționarea statului modern democratic. Călătoria din America l-a marcat, pătrunzând într-o lume a unei democrații profunde. Comentariile sale sunt mitologizate, perfecțiunea democrației americane fiind imaginară. Cartea nu descrie doar democrația americană, ci și democrația ideală sau utopică. Susținea că egalitatea era inevitabilă, că va înlocui inegalitatea Vechiului Regim. Consideră că oamenii iubeau mai mult egalitatea decât libertatea. Nu este preocupat de cauzele egalității, ci de consecințele acesteia. Concluzionează că egalitatea impusă de revoluție eșuează într-o negare a libertății. Libertatea este valoarea cea mai de preț a nobilimii. Însă egalitatea devenea inevitabilă, astfel, consideră necesitatea înglobării ideii de libertate alături de egalitate pentru că democrația să fie regimul politic al viitorului prin dezvoltarea instituțiilor și moravurilor democratice. A pledat pentru instituții democratice pentru că asigurau libertatea. În volumul I a prezentat instituțiile democratice, iar în volumul II, a prezentat moravurile democratice, care indică diferența dintre egalitatea socială și cea politică. Păstrarea libertății în condițiile egalității stă în asocierea indivizilor într-o țesătură sau întrepătrundere generală de interese personale, asociate în mii de feluri care asigura stabilitatea societății și libertatea indivizilor.
Analizând societatea, a definit clasa de mijloc, arătând că societatea democratică era constituită dintr-o majoritate care are mai mult de pierdut decât de câștigat dintr-o revoluție. Oamenii care aveau mici averi erau cei mai numeroși. Democrația politică provine din democrația socială. Oamenii săraci pot spera să se îmbogățească. Mulți reușesc. Nu era idealul de egalitate socială, dar sistemul oferea multe șanse în mod liber. Tocqueville nu era îngrijorat de revoluție, ci de lipsa de inițiativă în statul democratic. Religia era esențială ca rețea socială ce aducea libertatea. Nivelul ridicat de cultură și accesul la informație erau esențiale. El consideră că în Franța, relația este inegală, egalitatea fiind mai puternic reprezentată în imaginar decât libertatea. Poporul preferă egalitatea în locul libertății. Tocqueville caută libertatea în locul egalității. A înțeles societatea viitorului, în care clasa de mijloc avea să înlocuiască proletariatul.
În Vechiul Regim și Revoluția a scris că spiritul revoluționar nu este opus vechiului regim, ci este o creație a acestuia, instinctul principal fiind centralizarea. Nu era o ruptură, ci o continuitate. În 1850 a redactat Amintirile, care acoperă perioada 1848-1849, pe care nu le-a publicat. El și-a arătat convingerile sale politice și cele legate de filosofia istoriei, declarându-se un adversar al legilor istorice și al socialismului. Totodată, el declara că luptele politice ale viitorului se vor purta în cadrul proprietății, între egalitatea socialistă și libertatea capitalistă.

#### Pozitivism

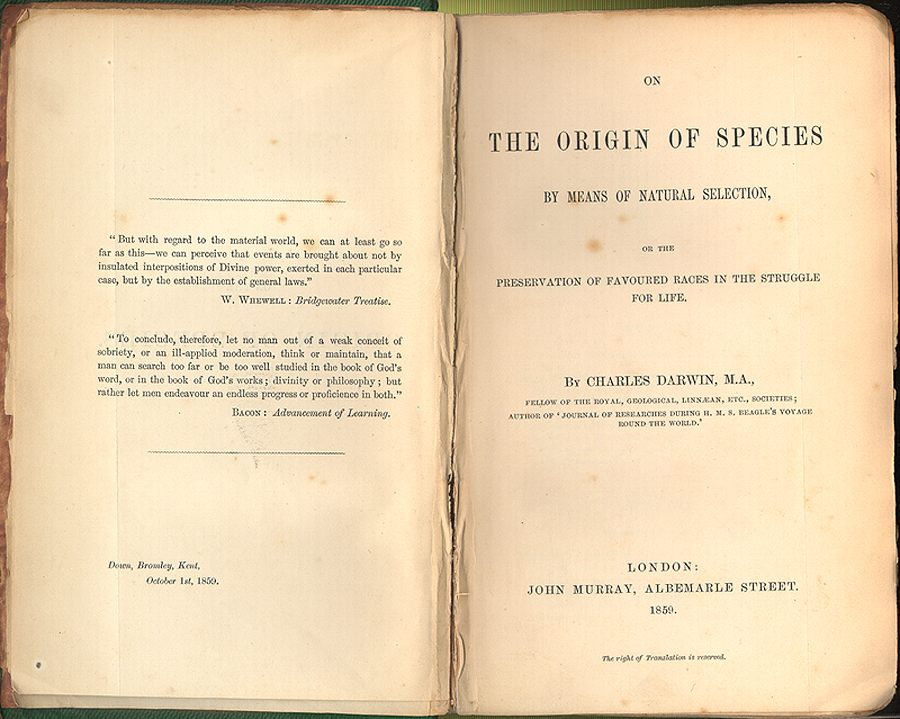
Originea speciilor

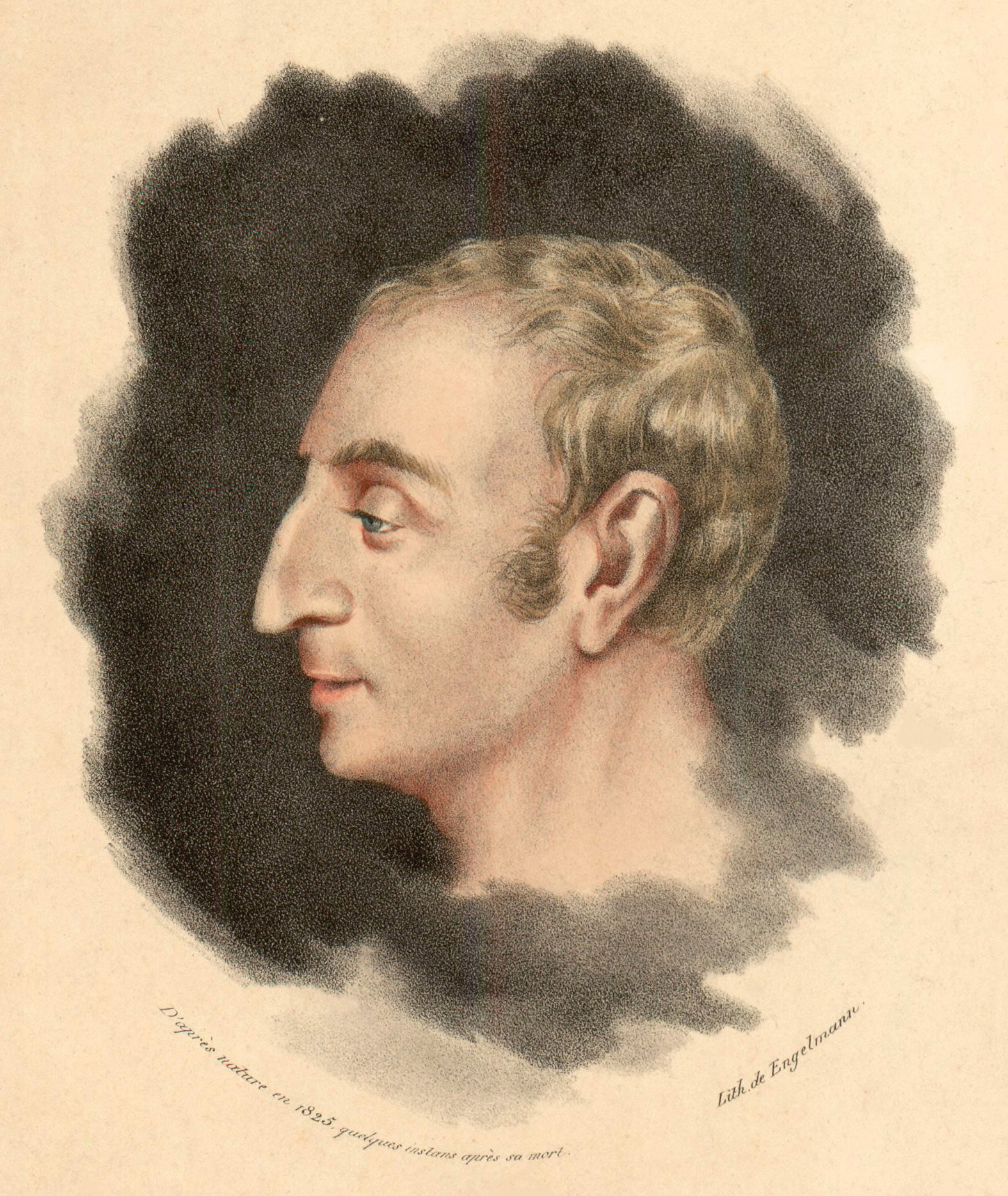
Claude Henri de Saint-Simon

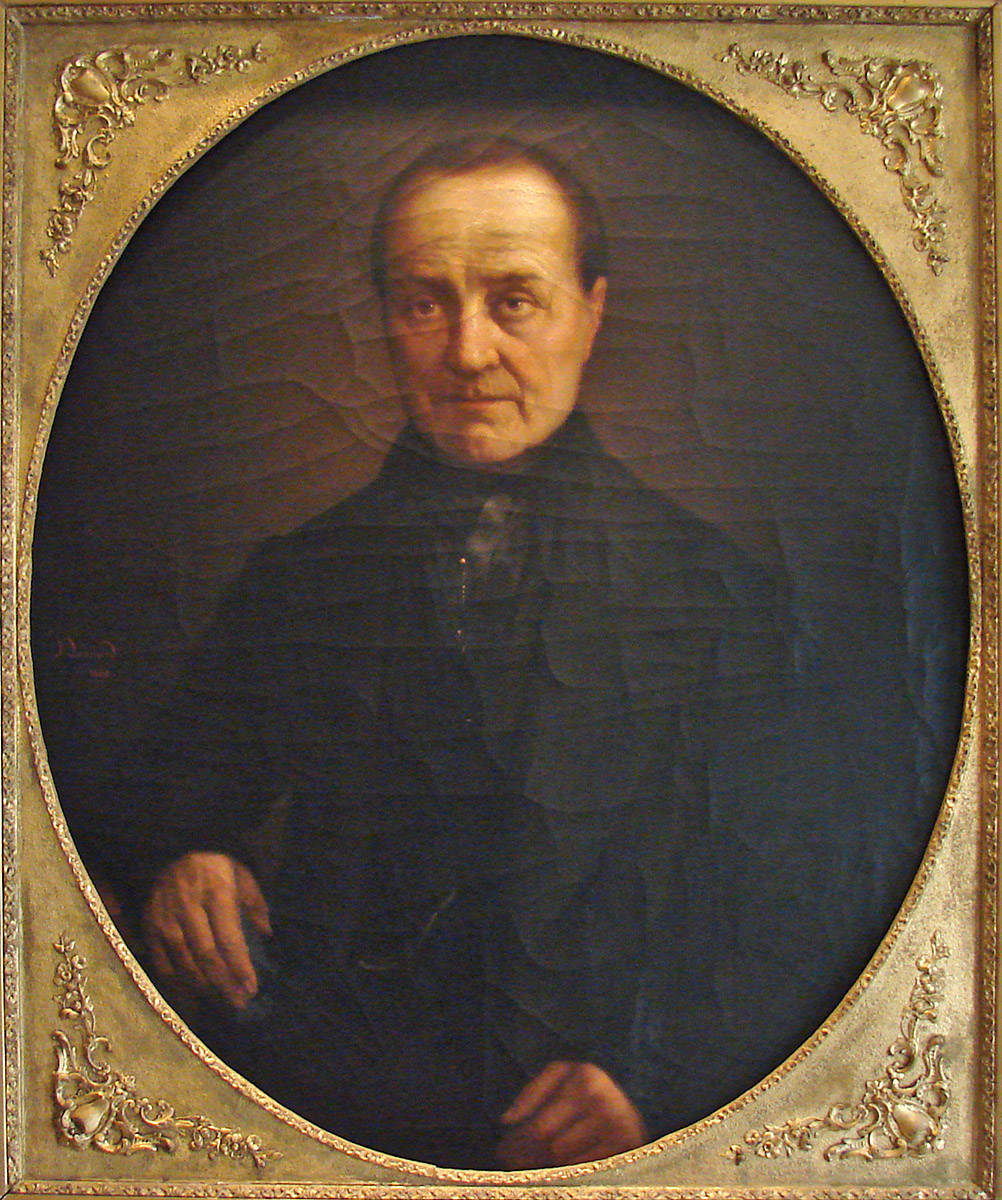
Auguste Comte

Legile istoriei conferă importanța socială a științelor exacte. Istoria devine știință atotputernică, în natură și în societate existând raporturi precise de cauză-efect, la fel  ca în științele exacte,sau în teoria evoluționistă dezvoltată de Charles Darwin în "Originea speciilor" din 1859. Istoria ar putea avea legi exacte, fiind o știință riguroasă, cu mecanisme precise, care să prezică viitorul, nu să explice doar trecutul. Pozitivismul și marxismul au fost demersuri științifice, militând pentru evoluția societății umane, pentru realizarea unei societăți mai bune, după studiul trecutului.
Pozitivismul este un curent filozofic a cărui teză principală este că singura cunoaștere autentică este cea științifică, iar aceasta nu poate veni decât de la afirmarea pozitivă a teoriilor prin aplicarea strictă a metodei științifice. Conceptul a fost introdus de Auguste Comte.
În cadrul acestui curent, se afirmă  Claude Henri de Rouvroy, conte de Saint-Simon (1760-1825),  economist și filosof francez. În 1803, acesta a publicat Scrisoarea unui locuitor al Genevei către contemporanii săi. A considerat că știința este noua religie, progresul omenirii prin industrie și, de aceea, a susținut zeificarea științei, mesianismul social și politic (conceptul de "Omul Nou", "Societatea nouă" și "Lumea Nouă"). Este fondatorul simonismului, ce militează venerarea științei și susține cultul lui Issac Newton. Saint-Simon considera că societatea trebuie să fie condusă de un consiliu al lui Newton, prezidat de matematicieni, iar lui Newton să-i fie dedicate temple și un mausoleu. Susținea conceptul de egalitate, mecanizarea fabricilor moderne, legea atracției universale, iar dușmanii religiei să fie izolați și pedepsiți. Industria avea să fie viitoarea politică pozitivă bazată pe societatea mașinilor. Catehismul industriașilor sau Noul Creștinism preconizau un comunism utopic tehnocratic și industrial. În Noul Creștinism, guvernat de știință, raționalismul și scientismul vor fi moștenite de pozitivism și marxism. A explicat lumea alternativ, destinul omului alternativ, codul etic. 
Auguste Comte (1798-1857), matematician, filosof, secretarul lui Sait-Simon, a scris lucrări precum: Cursul de filosofie pozitivă, Sistem de politică pozitivă sau tratat de sociologie instituind religia umanității sau Catehismul pozitivist. Cursul de filosofie pozitivistă emite legea fundamentală care cuprinde etapele istoriei umanității: 1. Starea teologică (fetișism, politeism, monoteism); 2. Starea metafizică sau abstractă (supranaturalul este înlocuit de abstracțiuni); 3. Starea pozitivă sau științifică (starea definitivă a inteligenței, înțelegerea trecutului și predicția viitorului, militând pentru o lume mai bună). Ultima etapă (starea pozitivă sau științifică) definește o societate bazată pe ordine, progres și altruism  (dragostea - ca principiu, ordinea - ca bază, progresul - ca scop). În acest mod, afirmă Auguste Comte, omenirea putea realiza armonia dintre individ, societate și univers, iar în semn de respect pentru Saint-Simon, cel care a întrebuințat pentru prima oară termenul de filozofie pozitivistă, acesta a fost proclamat marele preot al pozitivismului.
Auguste Comte a urmărit crearea unei filosofii pozitiviste, corespunzătoare ultimului stadiu la care omenirea trebuia să aspire în viziunea sa, după ce a trecut prin faza teologică și acea metafizică, care erau considerate drept faze necesare în dezvoltarea omenirii de la copilărie spre maturitatea din cea de a treia fază, a spiritului pozitiv. Pozitivismul, știința și filozofia pozitivă nu mai caută explicarea cauzelor obscure ale fenomenelor, ci se mulțumește cu studiul datelor experienței. Acest studiu nu este însă o simplă compilație de date, ci tinde să descopere legile care guvernează grupele de date și fapte care corespund diferitelor științe fundamentale. În ceea ce privește clasificarea științelor, potrivit lui Comte, primul loc îl ocupă matematica, apoi astronomia, fizica și celelalte științe ale naturii.
Considerat unul dintre primii mari filozofi occidentali moderni, lui  Comte îi revine meritul de a fi elaborat un sistem coerent, cu o logică și o bază științifică superioare față de Saint-Simon. Auguste Comte a acordat o importanță deosebită interconexiunii elementelor sociale, reprezentând premisa creării funcționalismului modern. Cu toate acestea, anumite elemente ale lucrărilor sale au fost adesea considerate excentrice sau în afara științei, iar concepția sa, conform căreia sociologia reprezintă baza tuturor științelor, nu s-a bucurat de efectul scontat. Totuși, accentul acordat componentei cantitative, matematice, în luarea deciziilor este și astăzi acceptat, reprezentând fundamentul noțiunii moderne de pozitivism.

#### Marxism

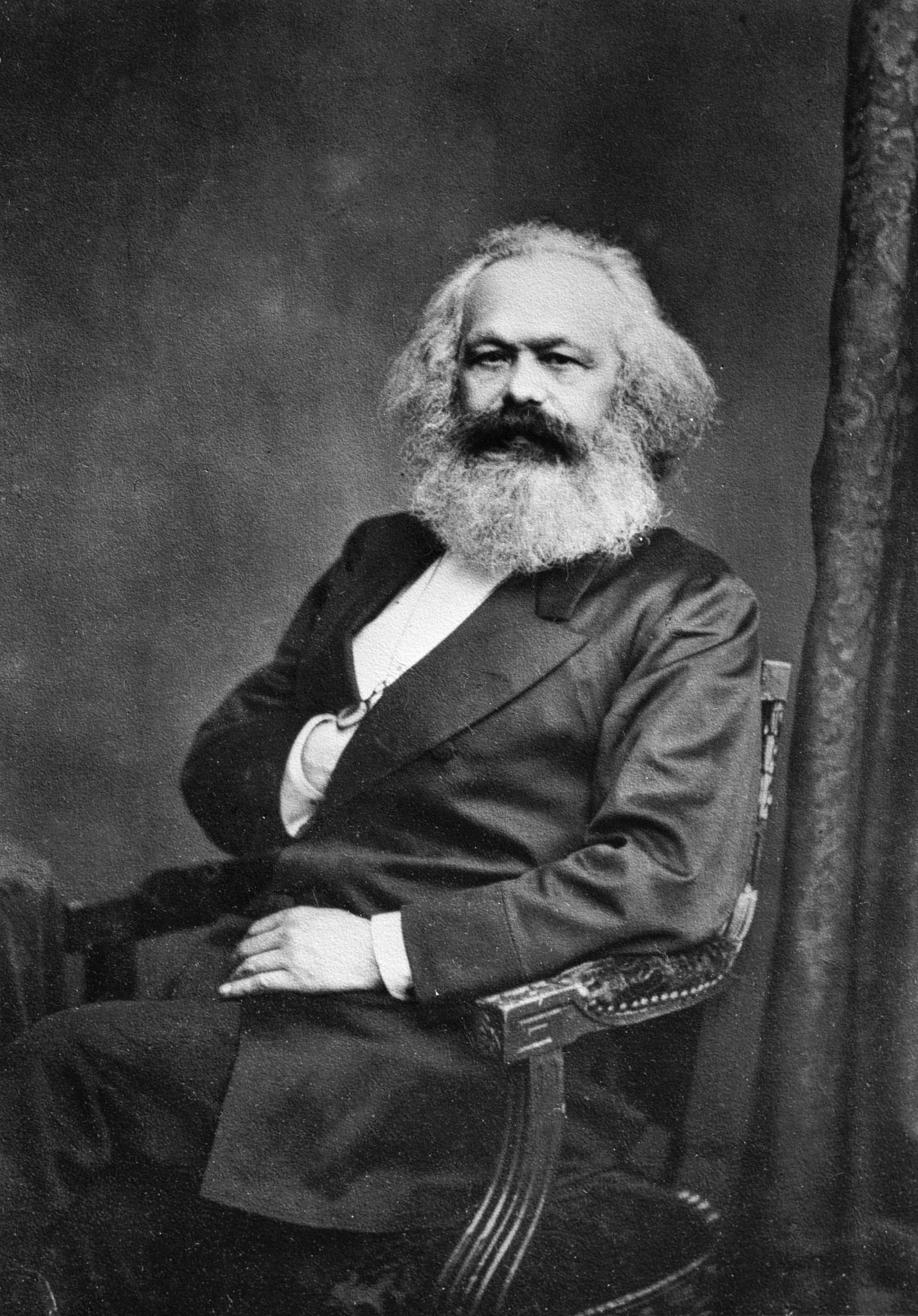
Karl Marx

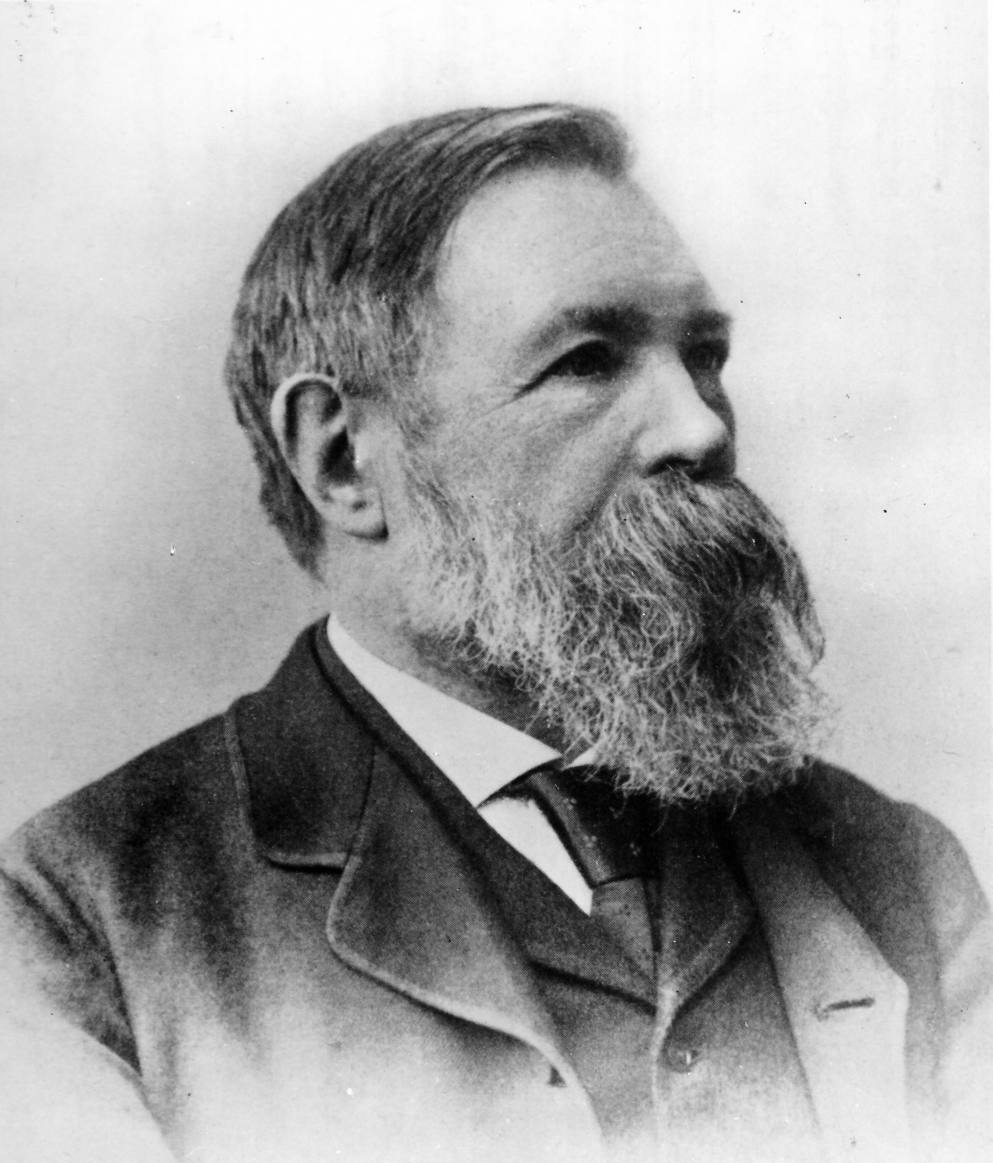
Engels

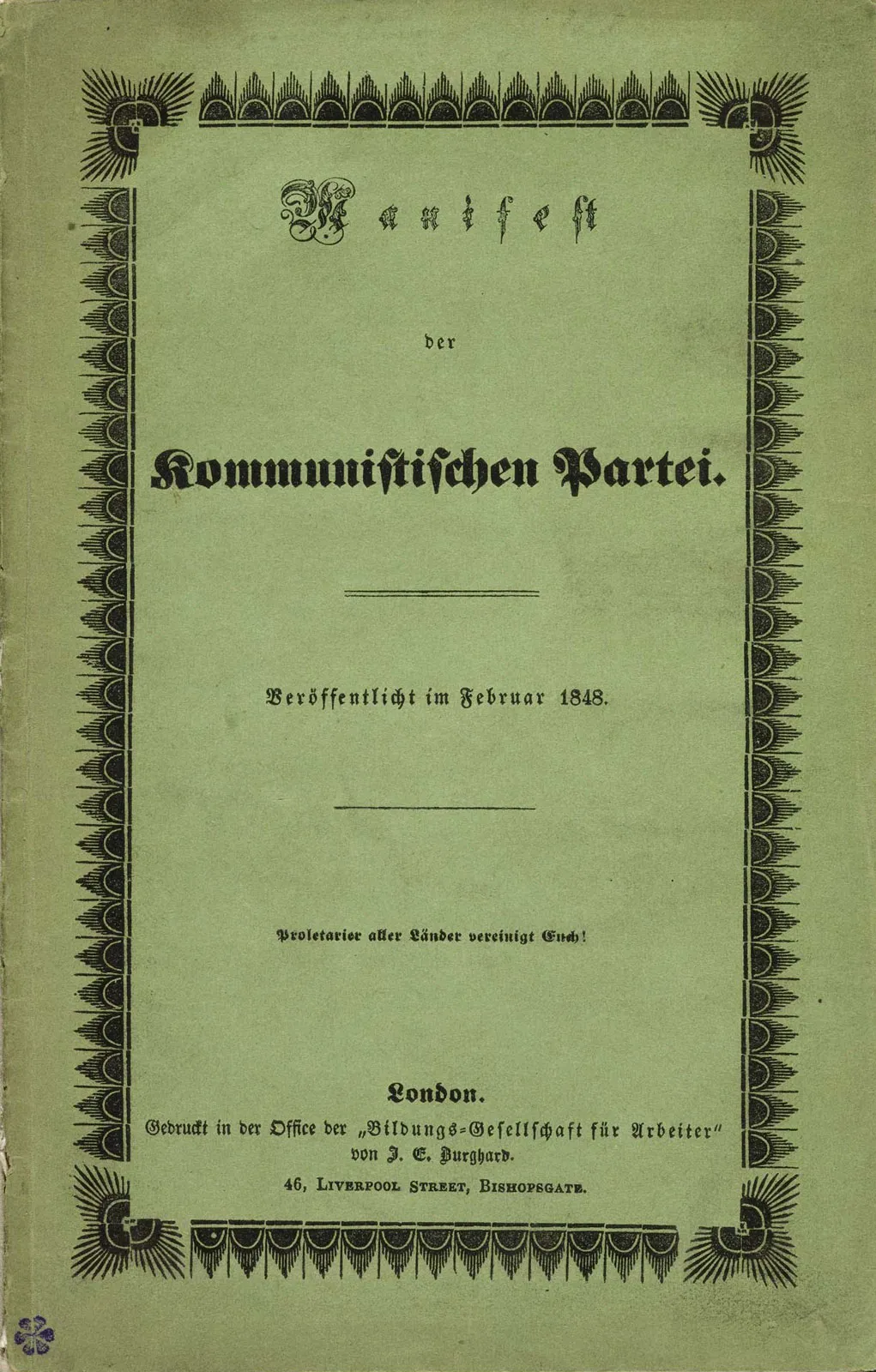
Manifestul Comunist

Karl Marx (1818-1883) s-a remarcat ca sociolog, economist, filosof, politic german. În 1842 a activat la Gazeta Renaniei, a scris Analele Franco-germane și  Sfânta Familie. În 1845 pleacă la Bruxelles și activează, doi ani mai târziu, în Liga Comuniștilor. În 1848 a scris Manifestul comunist  în care  sunt descrise scopurile și programul Ligii Comuniste, prima organizație marxistă din lume.  În 1867 scrie Capitalul și activează în Internaționala I.
Friedrich Engels (1820-1895) a continuat sǎ editeze volumele II și III la Capitalul. A scris Rolul Muncii în transformarea maimuței în om și Originea Familiei, a proprietății private și a statului, considerând comuna primitivă ca punctul de pornire al istoriei și că omenirea se va reîntoarce prin intermediul comunismului. Marxismul caută să guverneze mersul omenirii, fiind un curent anti-capitalist. Această ideologie, îmbinată cu știința,  punea accent pe elementul economic, marxismul fiind un determinism economic, care explica unitar istoria atotcuprinzătoare în mentalitatea secolului XIX, ca știința realitǎții sociale. Marx a văzut lupta de clasă ca fiind motorul istoriei. În acest mod el pune bazele istoriei moderne, problematizate. Teoria marxistă este unitară, însă nu practică. Are ca bază organizarea economică a societății, aspectele societății generate de baza și formarea suprastructurii: religia, organizarea statului, relațiile sociale, sistemul politic și politica externă.
Este emisă teoria valorii, prin care expresia cantității de muncă socială a proletariatului este cuprinsă într-un produs. Salariile reprezentau o mică parte a valorii, o mare parte fiind însușită de patron, mecanismul prin care patronul fură munca proletariatului. Teoria valorii a generat o supraevaluare a muncii manuale a muncitorului, dezvoltându-se o adevărată mitologie a muncii în țările comuniste de mai târziu. Societatea comunistă însemna egalitate socială și egalitate între națiuni, absența proprietății private, munca privită ca necesitate vitală ("de la fiecare după posibilități, fiecăruia după nevoi"), alimentația să fie coordonată după norme științifice, să nu mai existe bani, stat și delicte.
Marxismul milita pentru societatea nouă care se prefigura în mitologia proletariatului. "Omul Nou" avea să muncească din plăcere, să nu mai existe individualism, egoism, să fie garantate serviciile de sănătate. Stăpânirea naturii era un alt obiectiv. Scopul final era ca proletariatul mondial să se unească și să lupte împotriva burgheziei/capitalismului.
Marx consideră că trecerea la socialism se putea produce atât prin mijloace violente (confruntare violență între proletariat și burghezie), cât și prin mijloace pașnice (compromis cu partidele burgheze și câștigarea puterii prin mijloace electorale). Pe teren politic, pe baza marxismului, s-au dezvoltat mișcările muncitorești, unele cu caracter reformator de tipul social-democrației, altele cu caracter revoluționar sub forma partidelor comuniste, având la baza ideologia marxist-leninistă, elaborată de Lenin.
Deși cu veleități științifice, din momentul în care a fost transpus în realitate sub forma societăților socialiste din Uniunea Sovietică și țările din răsăritul Europei (așa zisul "Socialism real"), marxismul s-a dovedit a fi el însuși o utopie falimentară, care a avut urmări catastrofale pentru economia statelor respective și în conștiința oamenilor. Cât timp însă, în scrierile lor, Marx și Engels au rămas atât de vagi în ce privește modul de funcționare al acelei societății viitoare fără clase, fără proprietate privată, fără schimb comercial și fără stat, rămâne problematică imputarea eșecului economiilor tipice socialismului real, de coloratură leninistă, lui Marx sau lui Engels.

### Cercetarea trecutului îndepărtat

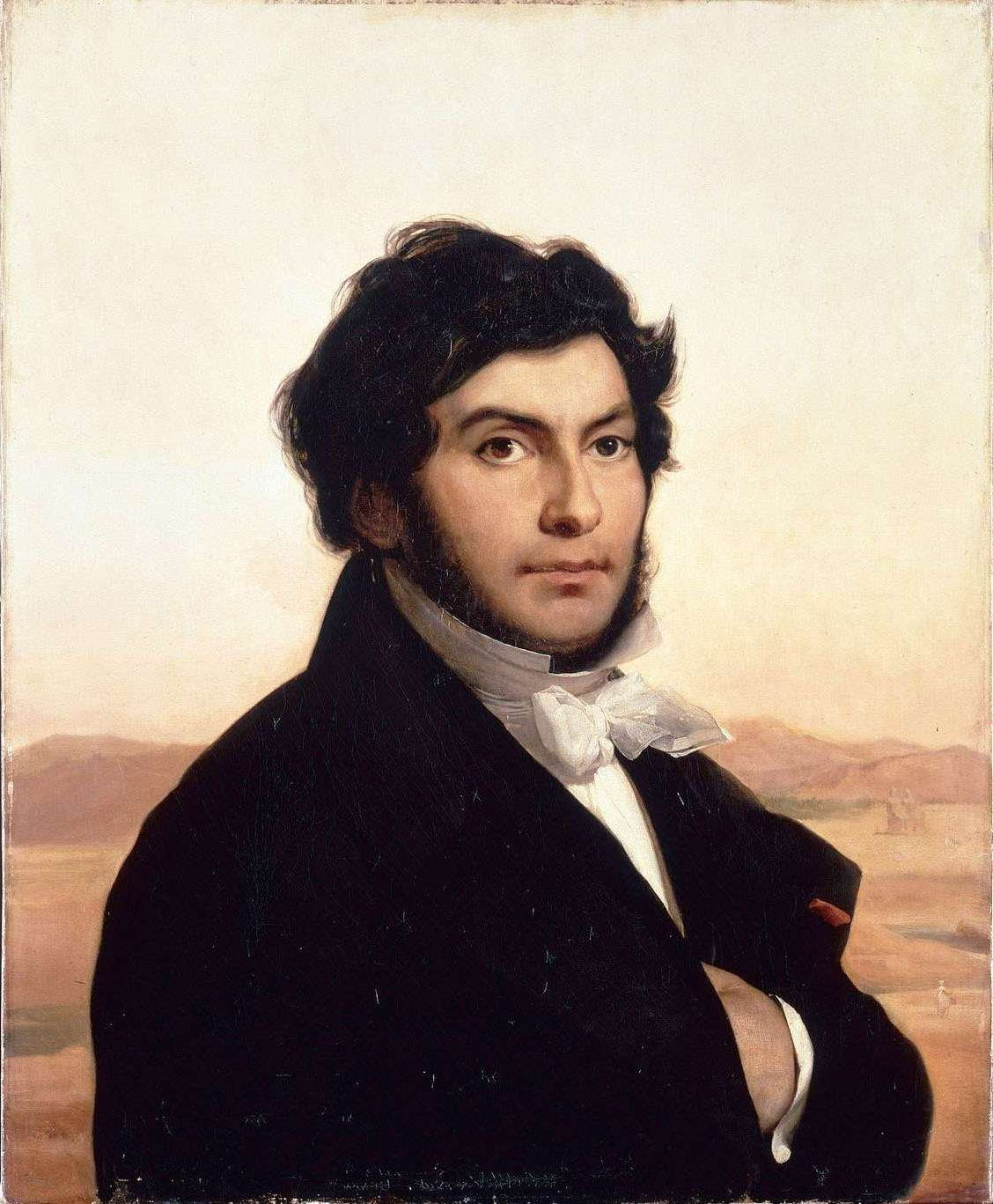
Jean-Francois Champollion

Jean-François Champollion (1790-1832)  - orientalist francez, întemeietorul egiptologiei. A descifrat hieroglifele egiptene, în 1822, ajutându-se de piatra de la Rosetta, care prezenta același text în trei sisteme de scriere diferite: hieroglific, demotic și grecesc. Piatra a fost descoperită de corpul expediționar francez al lui Napoleon și o copie a fost adusă în Franța. Originalul a fost capturat de armata engleză după înfrângerea francezilor din 1802, fiind și acum prezent la Londra, în British Museum. Textul conține un edict din epoca ptolemaică, dat de Ptolemeu al V-lea și scris în limba "zeilor", limba poporului și "limba cuceritorilor greci".
A mai folosit transcrierile grecești ale numelor proprii din istoria Egiptului. A fost un geniu în ceea ce privește cunoașterea limbilor, franceză, latină, greacă, idiș, aramaică, pahlavi, siriană, caldeeană, persană, chineză și coptă. În 1824 a publicat lucrarea Sistemul scrierii hieroglifice. Interesul pentru egiptologie a debutat în Franța după expediția lui Napoleon în Egipt. Champollion a călătorit în Egipt în anii 1828-1829.

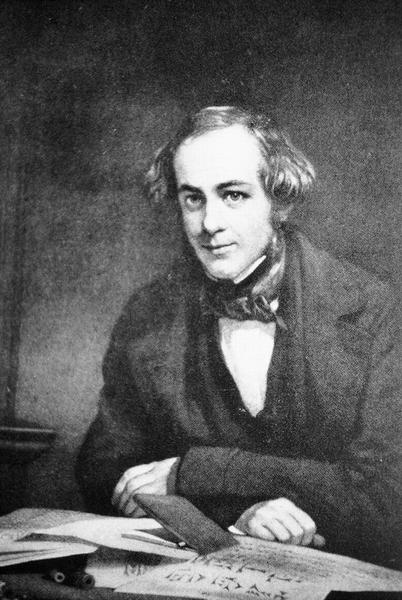
Henry Creswicke Rawlinson

Sir Henri Creswicke Rawlinson (1810-1895) - militar, diplomat, orientalist britanic, întemeietorul asirologiei. Și-a petrecut tinerețea ca militar în India, în calitate de instructor militar pentru armata Șahului Iranului . A tradus scrierea cuneiformă pornind de la inscripția de la Behistun din Iran. După retragerea misiunii britanice, a fost agent diplomatic în Kandahar-Afghanistan și a călătorit în lumea arabă otomană ca agent diplomatic la Bagdad, ceea i-a permis să reia studiile privind scrierea cuneiformă. În timpul  călătoriilor sale în Iran, întreprinse cu scopul de a transcrie în întregime cele trei versiuni în trei limbi diferite (persană-veche, elamită și akkadiană) ale textului inscripției de la Behistun, a întâmpinat mari pericole ca să transcrie  inscripția. Textul, scris cu litere cuneiforme, conține o declarație privind victoriile regelui Darius împotriva rebelilor. Inscripția era plasată pe un perete al unei faleze, la 100 de metri înălțime, pe drumul antic care lega cele două capitale ale imperiului, Babilon și Ecbatana. Lucrarea Inscripțiile cuneiforme persane de la Behistun a fost publicată în 1846-1851. Primul text a fost tradus în 1838, celelalte în 1843. După încheierea carierei diplomatice, a revenit în zonă ca reprezentant al unei companii comerciale britanice. A contribuit, alături de ceilalți colecționari britanici, la crearea unei imense colecții de artă asiriană și babiloniană de la British Museum. În 1855 a revenit în Marea Britaniei, devenind membru al parlamentului și președinte al Societății Regale de Geografie.

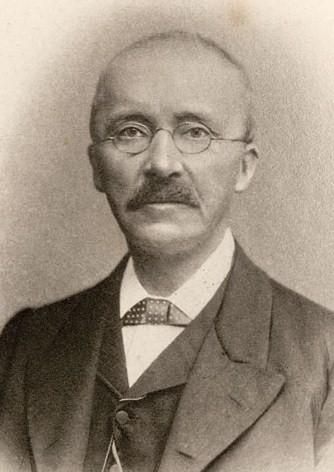
Heinrich Schliemann

Heinrich Schliemann  (1822-1890) a fost descoperitorul cetăților Troia și Micene, fiind considerat întemeietorul arheologiei moderne. A fost fascinat, din copilărie, de Iliada și Odiseea, într-un moment în care nimeni nu credea în conținutul lor istoric. A avut o tinerețe aventuroasă, acumulând o avere ca patron al unei case de comerț cu aur în Rusia și în SUA, în contextul goanei după aur. A făcut comerț cu Rusia în timpul Războiului Crimeii, generând venituri imense. A cheltuit banii personali pentru a iniția săpăturile arheologice. El considera că Troia era în zona satului turcesc Hissarlik, loc în care, În 1872-1873, a descoperit-o, inclusiv "tezaurul lui Priam și bijuteriile Elenei", deși nu datau din epoca respectivă. În 1874 a izbucnit scandal cu autoritățile turce, care l-au acuzat de sustragerea unor bunuri naționale. A scăpat plătind o mare amendă, însă tezaurele sunt scoase definitiv din Turcia. Tot în 1874 a cercetat așezarea de la Micene, în Peleponez, unde a descoperit cetatea și artefactele de aur.

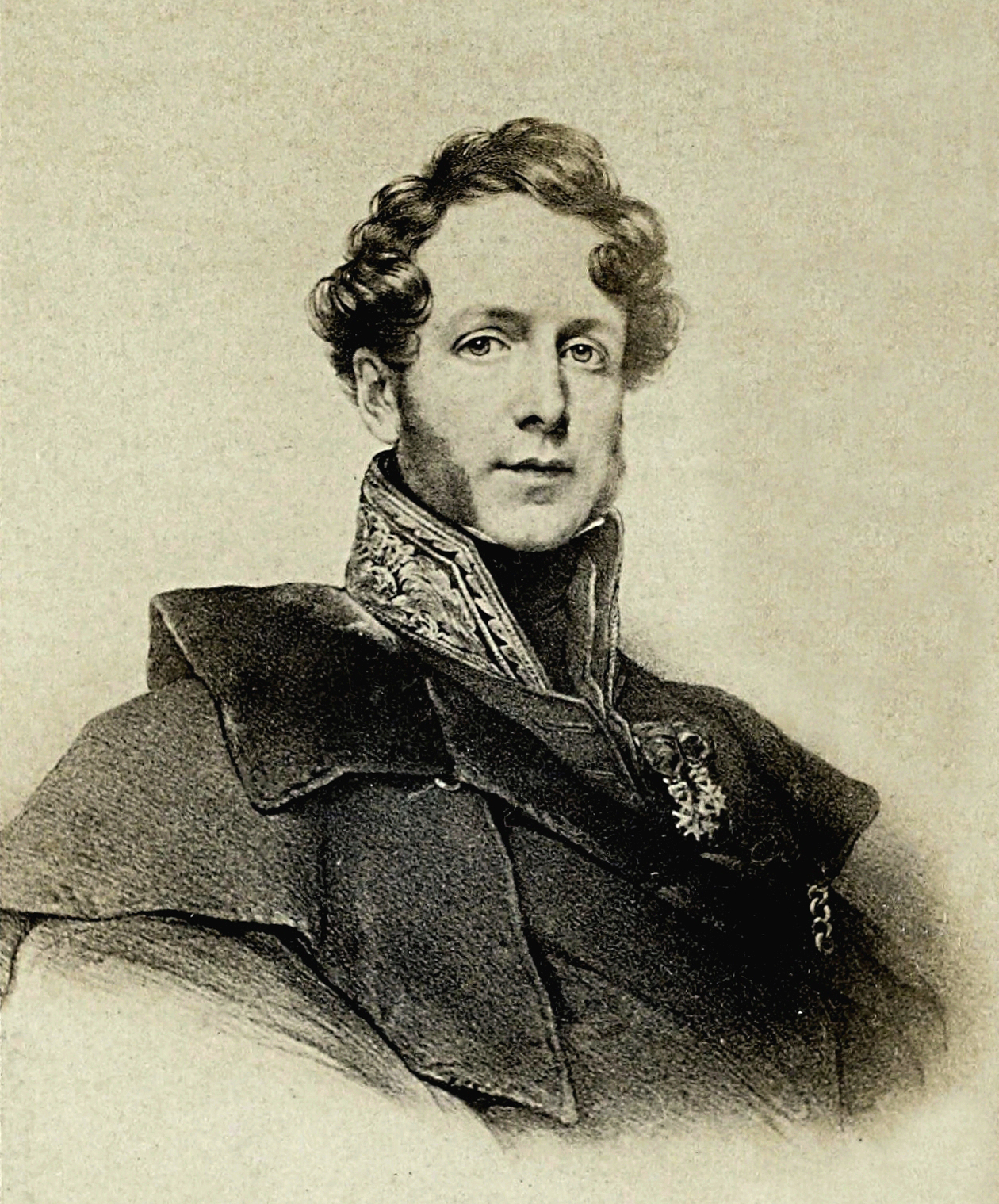
Boucher de Perthes

Jacques Boucher de Perthes (1788-1868) a fost lucrător vamal francez, istoric amator și fondator al studiului preistoriei. În 1844 a descoperit pe malul râului Somme unelte din silex și din oase de animale. Între 1846-1864 a publicat lucrări în care vorbea despre omul preistoric. A susținut că omul a trăit dinaintea potopului și că a fost contemporan cu animale dispărute și cu diferitele perioade climatice. Cultura descoperită de el a fost numită abbevilian. Deși Biblia fusese negată în privința genezei, nimeni nu a pus nimic în locul informațiilor. Istoria va trece de la o adâncime de mii de ani la o adâncime de sute de mii de ani, apoi la milioane de ani.

### Școală critică
A fost numită și școala metodică sau școala pozitivă. Are meritul de a fi pus istoria în paradigmă modernă, indicând faptul că este știința dedicată cunoașterii științifice a trecutului. Istoria părăsește tentația filosofiei, politicii sau literaturii. A pus accent pe profesionalismul istoricului. Rolul cel mai important trebuia să revină documentelor scrise, eliminând tradițiile, legendele și alte surse de informații considerate nesigure.
Interesul pentru documentele scrise era strâns legat de societatea secolului al XIX-lea, unde scrisul reprezenta formă de comunicare predilectă. Ei transpun la scara istoriei importanța culturii scrise a epocii respective. Numele școlii vine de la ideea de critică a izvoarelor istorice, de la obișnuința de a lucra cu documentele scrise. O altă sursă pentru numele școlii este dat de conceptul de metodă critică a istoriei, termen ce arată nevoia de rigurozitate în privința utilizării documentelor scrise.
Leopold von Ranke (1795-1886) a fost figura emblematică a școlii critice, fiind considerat cel mai mare istoric european al epocii sale. Profesor la universitatea din Berlin, a fost denumit "părintele științei istorice". El a impus postulate ce indicau că obligația istoricului este accea de a nu judeca trecutul, de a nu-și instrui contemporanii, ci de a arăta ce s-a întâmplat cu adevărat. Nu există legătură dintre subiectul cunoașterii-istoricul, și obiectivul cunoașterii-faptul istoric. Istoricul nu trebuia să fie condiționat social, ceea ce îi permite să fie imparțial în interpretarea evenimentelor. Istoria există în mod obiectiv, având o formă dată, o structura definită, fiind accesibilă direct cunoașterii. Istoricul înregistrează faptul istoric într-o manieră pasivă. Misiunea istoricului este aceea de a se folosi de un număr suficient de fapte, bazate pe documente clare. La capătul lor, materialul istoric se organizează și se lasă interpretat singur. Orice reflecție istorică este inutilă și introduce un element de speculație.
Istoricul nu acordă credibilitate decât documentelor scrise, acestea fiind măsuri voluntare, neexistând garanția obiectivității. Istoricul acordă atenție evenimentelor punctuale, fiind interpretate doar perioade scurte de timp. Istoria privilegiază faptele politice, diplomatice și militare, neglijând economicul, socialul și cultura. Istoria este mult prea prudență, nicio dezbatere, nicio sinteză. În afara Occidentului, numărul documentelor scrise este mic și, deci, metoda nu se poate aplica decât pentru istoriografia europeană. 

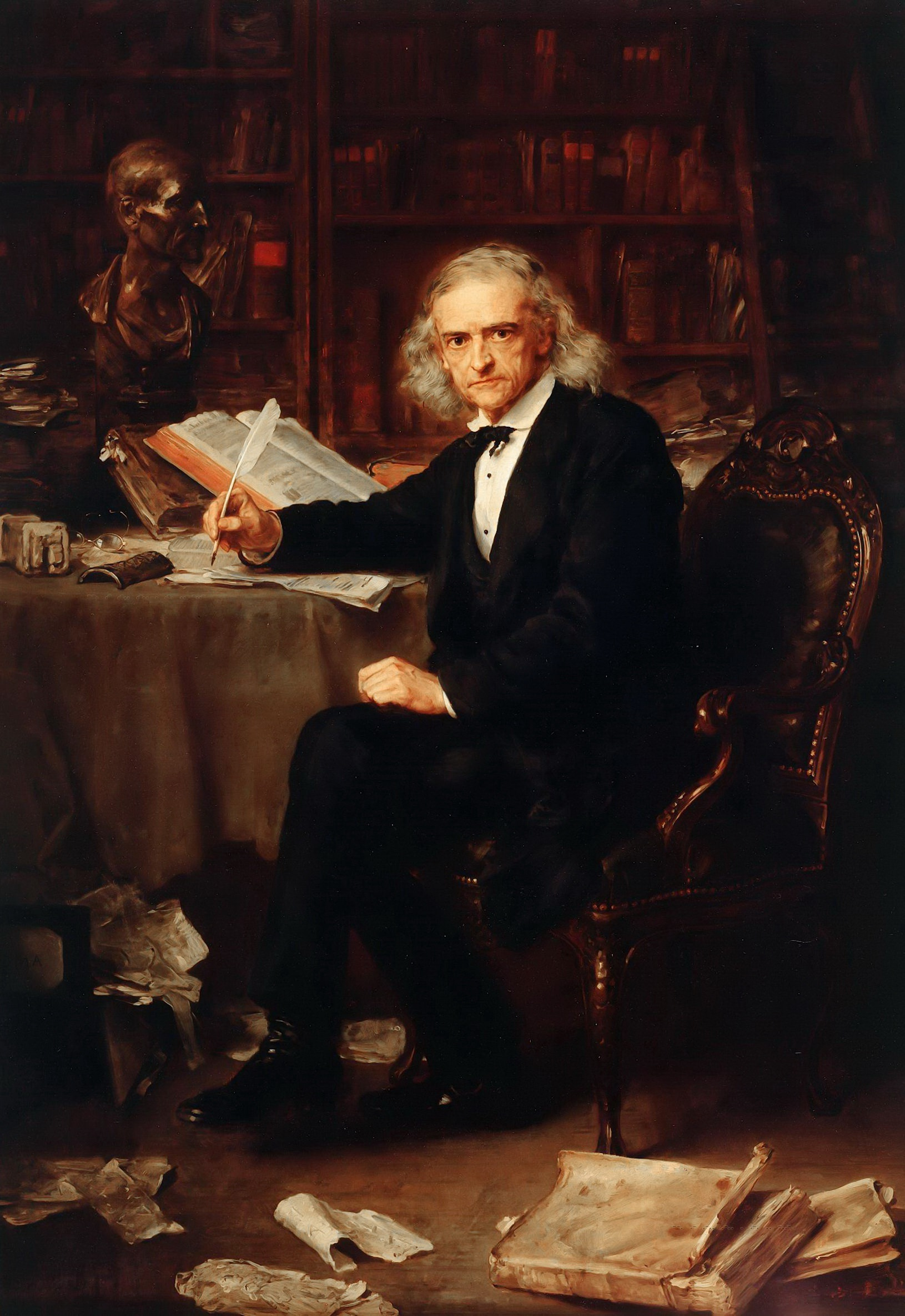
Theodor Mommsen

Theodor Mommsen (1817-1903), istoric, scriitor, politic german, laureat al Premiului Nobel pentru Literatură în 1902, a scris Istoria Romei, ce face referință la perioada republicană, iar schițele sale despre epoca imperială au fost publicate postum. A mai publicat Dreptul constituțional roman și Corpus inscriptionum latinarum în 17 volume.
Georg Waitz (1813-1886) a studiat la Berlin, a fost profesor la Universitatea din Berlin și a participat la revoluția din 1848, fiind specialist în istoria medievală.
Fustel de Coulanges (1830-1889) a studiat la Paris și la Atena, efectuând săpături arheologice în insula Chios. A fost profesor la universitatea din Strasbourg, apoi la Paris unde se va concentra pe perioada merovingiană. A publicat lucrări ca Cetatea Antică ( "Cité Antique"), Istoria Instituțiilor în Franța, Monarhia francă și O sinteză de istorie a Franței. A susținut că istoria se face numai cu documente.
Gabriel Monod (1844-1912 )a inițiat, în 1875, "Revista istorică", fiind prima revistă de specialitate axată pe istoriografie franceză. A fost specialist în epoca merovingiană și carolingiană.

### Istoriografia interbelicǎ

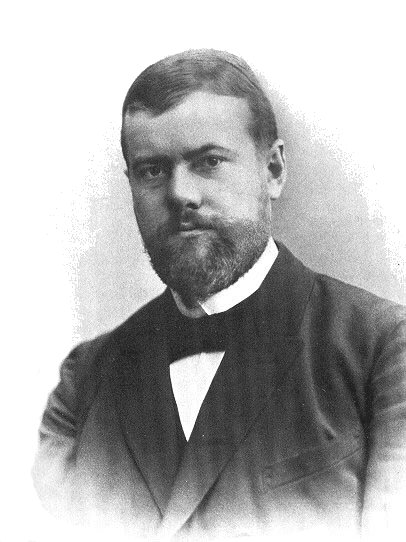
Max Weber

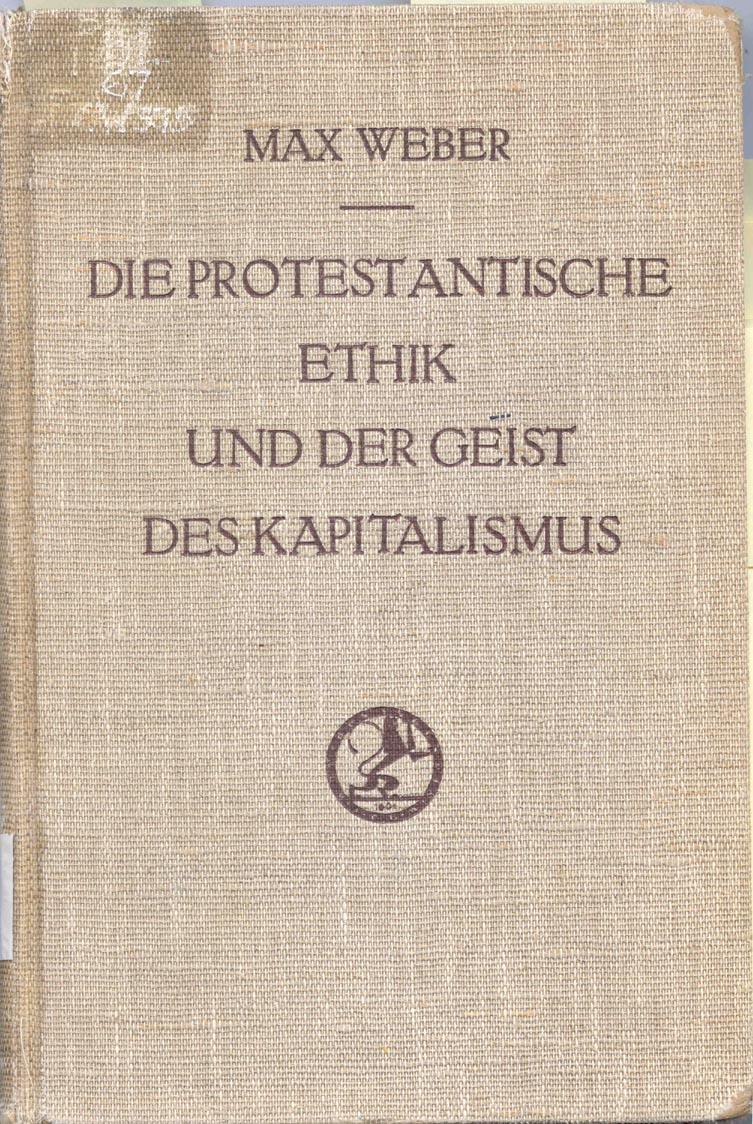
Die protestantische Ethik und der 'Geist' des Kapitalismus

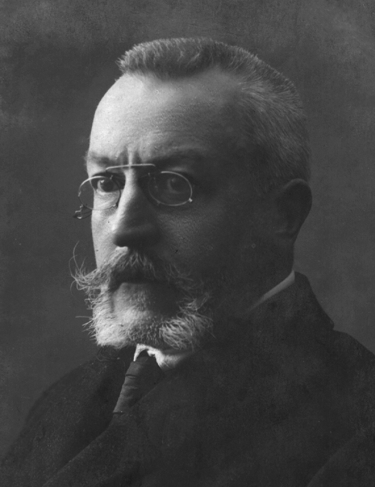
Henry Pirenne

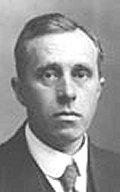
Johan Huizinga

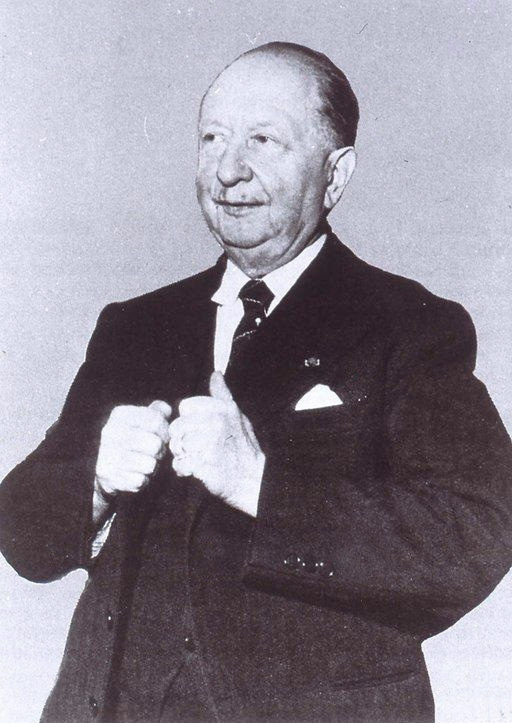
Lucien Febvre

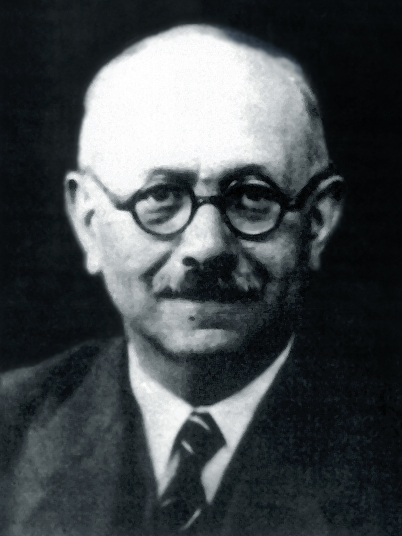
Marc Bloch

Profesorul Karl Lamprecht (1856-1915) a studiat istoria socială și economică medievală, a pus accent pe interdisciplinaritate, iar în cadrul universității din Leipzig a organizat un centru de studiere a istoriei culturale. A fost criticat pentru metodologia să îndrăzneață, pentru interdisciplinaritatea care încalcă principiile școlii critice, iar, la rândul sau, i-a criticat pe contemporanii săi care se axau pe istorie politică. A scris Istoria Germaniei. Dar istoria interdisciplinară nu a avut succes, fiind un model doar pentru istoricii de mai târziu.
Max Weber (1864-1820) a fost politic, economist, sociolog, fondator al sociologiei religiilor și profesor la universitățile din Berlin, Heidelberg, Viena și Munchen. Cea mai cunoscută lucrare a sa este Etica protestantă și spiritul capitalismului, opera prin care sociologia religiilor se îmbină cu istoria. A analizat motivul apariției capitalismului în perioada anilor 1500, în nordul Franței, Țările de Jos, Anglia și Germania, acesta fiind reforma protestantă. A susținut că religia este una dintre originile diferențelor culturale dintre Occident și Orient. S-a concentrat asupra religiei calvine, găsind în doctrina predestinării unul dintre ingredientele fundamentale ale schimbărilor de mentalitate asociate apariției capitalismului. Pentru calvini, semnele succesului (adică bogăția și lipsa viciilor) semnificau atingerea stării de grație. Eșecul, precum sărăcia și bolile, semnifică damnarea. A studiat legătura dintre religie și comportamentul economic. A susținut că etica protestantă a influențat apariția capitalismului. Influența protestantismului asupra economiei capitaliste promova noi mentalități: asceză protestantă (lipsa viciilor), noua etică capitalistă a muncii (munca fiind văzută ca un mijloc de asceză), lipsa dorinței de muncă semnifică lipsa iubirii de Dumnezeu și onorabilitatea profitului și a bogăției (văzute ca semne ale stării de grație), stimularea dorinței de câștig a individului (obligația de a urmări profitul maxim pentru a arăta că merită darurile oferite de divinitate) și interzicerea cerșetoriei. A voi să fii sărac e la fel cu a voi să fii bolnav. A răsturnat teoria marxistă, susținând că economia depinde de religie.
Henri Pirenne (1862-1935) a fost un istoric belgian care s-a concentrat asupra studiului epocii medievale. A scris despre istoria Belgiei și a studiat viață urbană medievală. În 1937 i-a fost publicată postum lucrarea  Mahomed și Carol cel Mare. A contrazis teoria tradițională care plasa sfârșitul Antichității în secolul V, în contextul invaziilor germanice. Teoria sa se baza pe economie și pe debutul evului mediu în legătură cu ruperea legăturilor comerciale dintre Occident și Orient, în contextul invaziei arabe. A arătat că, în epoca merovingiană, comerțul dintre Galia și Bizanț se intensificase, negustorii greci, sirieni și evrei constituind comunități numeroase în Galia. Invazia arabă a rupt, însă, Mediterana la mijlocul secolului VII. Arabii au cucerit supremația maritimă, cucerind Tunisul - în 698, Spania - în 711. În Occident s-a instaurat economia naturală prin dispariția comerțului. Puterea maritimă a imperiului franc carolingian va fi terestră (continentală) și nu maritimă, preferând Germania în locul Mării Mediterane.  În Istoria Belgiei, a dovedit identitatea Belgiei din epoca medievală. În 1927 a scris Orașul medieval.
Johan Huizinga (1872-1945) a fost un istoric olandez, premergător al istoriei mentalităților. A fost orientalist, dar s-a specializat și în istoria Renașterii, fiind profesor și la Universitatea din Layden. Reținut de naziști în 1942, moare în Olanda ocupată, în 1945. A scris Amurgul Evului Mediu (în 1919), Erasmus (în 1924) și Homo Ludens (în 1938). Amurgul Evului Mediu a avut titlul inițial "Secolul Burgundiei", cu subtitlul "Studiul despre felul de viață și de gândire în secolele XIV-XV în Franța și Țările de Jos". S-a preocupat, cu predilecție, de istoria mentalităților, fiind interesat de idei, emoții, imagini, sentimente. Descrie evul mediu târziu ca pe o perioadă decadentă și pesimistă. S-a ocupat de ideea de cavalerism, imaginea vieții și morții, stilizarea dragostei, emoția religioasă, imaginația, noțiunile sacre etc..
Henri Berr (1863-1954),  filosof și istoric francez, a fost fondator al Revistei de Sinteză istorică, în 1890, și a condus colecția de lucrări istorice "Evoluția Umanității", unde Lucien Febvre și Marc Bloch și-au publicat operele.
În 1929, apare revista "Annales d'histoire economique et sociale". S-a înscris în lista opiniilor rezervate și apărute după 1890 la adresa școlii critice. Fondatorii școlii au fost istoricii Lucien Febvre și Marc Bloch.
Lucien Febvre (1878-1956) a fost profesor de istorie la Universitatea din Dijon și la cea din Strassbourg, precum și la College de France și la Ecole Pratique des Hautes Etudes. În 1911 a publicat Filip al II-lea și Franche Comte, în 1922 - Pământul și evoluția umană, tratând influența geografiei asupra omului și legătura dintre geografie și istorie. În 1928 a scris Martin Luther, studiind raportul dintre individ și colectivitate, iar în 1942 a scris Problema necredinței în secolul XVI. Religia lui Rabelais.
Marc Bloch (1886-1944) a fost profesor de istorie la Universitatea din Strasbourg (din 1919) și la Sorbona (din 1936). În 1924 a scris Regii Taumaturgi. Studiul asupra caracterului supranatural atribuit puterii regale în Franța și Anglia, în particular. Analizează vechea credință în puterea atingerii regale de a vindecă boala scrofulelor. În 1939-1940 a scris Societatea Feudală.
Către anii 1890-1900,  în Franța, criticile la adresa școlii critice s-au intensificat. Înainte de 1929 aceste critici erau prezente în "Revista de sinteză istorică" editată de Henri Berr și atacau conceptul de fapt istoric și temelia școlii critice, fiind propus conceptul de istorie-problemă. Se preconizează o istorie sinteză, globală, economică, a mentalităților, fiind acuzați de prea multe influențe sociologice. Din 1905 Lucien Febvre a colaborat cu "Revista de sinteză istorică", devenind membru al redacției. În 1912 Marc Bloch a debutat în revistă. Din 1920 cei doi sunt profesori la Universitatea de la Strassbourg. În 15 ianuarie 1929 a apărut primul număr al revistei, în redacție nefiind doar istorici, ci și geografi, sociologi, economiști și politologi. Printre istorici se disting și Henri Pirenne, Febvre și Bloch au anunțat un nou mod de scriere a istoriei, cu accent pe istoria economică și pe cea socială, criticând istoria politică și militară. Au propus subiecte ca: demografia, mentalitățile, istoria peisajului, luând în derâdere "istoria-bătălie". Însă preferințele acestora indicau o sensibilitate a membrilor școlii pentru soluțiile istoriografice de stânga, deși îl criticau pe Marx. În 1907-1909, Febvre a publicat câteva articole în ziare socialiste. În 1936 chiar a salutat victoria Frontului Popular în alegeri. Bloch nu a putut face parte din colectivul de redacție datorită originii sale evreiești în timpul ocupației naziste. A publicat sub pseudonim. A refuzat să părăsească Franța și a intrat în Rezistență. În 1944 este arestat și executat de naziști. Unii istorici tineri ai Școlii vor intra în Partidul Comunist, unii însă vor părăsi partidul după invazia Ungariei și vor deveni anti-comuniști.
Istoria a devenit preponderent economică și socială, iar istoria politică scade în pondere. În 1929-1945, 84% din articole sunt de istorie economică și socială. Conceptul de "Istorie totală" are punctul de plecare în lucrarea Filip II și Franche Comte, prezentând aspectele sociale, conflictele politice, viața cotidiană, viața provincială, ofensiva absolutismului. Politicul nu e eliminat, dar i se reduce importanța.  Istoria structurală exprimă legăturile dintre componentele societății. Geografia și istoria devin o strânsă legătură, istoria transformându-se în geo-istorie, concentrându-se pe legăturile dintre om și mediu, asupra comportamentelor demografice, economice și sociale. Istoria comparativă propune depășirea frontierelor artificiale moderne pentru că modelul istoriilor naționale nu se puteau aplica în Evul Mediu. Istoria mentalităților deschide drumul studiilor mentalității înaintașilor prin intermediul etnografiei, psihologiei și antropologiei.
Febvre vedea istoria mentalităților pornind de la indivizi excepționali că Rabelais și Luther pentru a cunoaște universul mental și psihic al societății. Bloch, prin lucrarea Regii Taumaturgi, pleacă de la studierea practicilor colective, a simbolurilor și reprezentărilor mentale ale grupurilor sociale, bazându-se pe sociologie și psihologie. Febvre este considerat întemeietorul istoriei mentalităților, Bloch este mai legat de antropologie. După Al Doilea Război Mondial, legăturile dintre istorie și studierea reprezentărilor sociale vor genera un progres substanțial al istoriei mentalităților. Istoria totală propune o interdependență, o înțelegere globală a istoriei, excluzând explicațiile simple, și nu caută legi, nu caută răspunsurile, nu discutǎ cauzalitatea.

#### Istoriografia totalitarǎ
În 1917 a avut loc revoluția bolșevică, luând naștere URSS, ceea ce a permis construirea unei istoriografii marxiste. La începutul secolului XX, din perspectiva filosofiei istoriei marxiste, Rusia nu îndeplinea condițiile pentru desfășurarea revoluției comunise. Lenin a teoretizat posibilitatea revoluției bolșevice prin articolul "Ce-i de făcut?".  În cursul secolului XIX istoriografia rusească a fost o istoriografie de nivel european, dominată de modelul istoriografic romantic reprezentat de Karamzin, având tendințe naționaliste. În a doua jumătate a secolului XIX, s-au evidențiat istorici ruși că Soloviov și Klychevsky. Mihail Nicolaevici Pekrovski a scris Istoria Rusiei din cele mai vechi timpuri, Scurtă istorie a Rusiei având ca idei principale marxismul, determinismul economic, negând rolul personalităților în istorie. A abandonat viziunile naționaliste, rupând legătura cu tradițiile istoriografiei naționaliste rusești, având o perspectiva internaționalistă, acceptând rolul vikingilor în formarea statului rus, nu a criticat cucerirea mongolă și a prezentat Imperiul Țarist ca o închisoare a popoarelor. A fost criticat de Stalin
În anii '30, direcția generală a istoriografiei sovietice s-a schimbat, punând accent pe lauda acțiunilor lui Lenin și Stalin, ale Partidului Bolșevic și ale Statului Sovietic. Determinismul economic și internaționalismul au fost abandonate, susținând conceptul de dragostea față de patria sovietică.
În Italia, regimul totalitar fascist s-a instalat în 1922, temele principale fiind glorificarea fascismului, a patriei, liderului fascist, punând accent pe istoria glorioasă a Italiei, de la Imperiul Roman și Risorgimento.
Regimul nazist s-a instalat în 1933, temele principale fiind legate de conceptele de Fuhrer, națiune și putere, având o componentă rasistă. Mulți istorici au aderat la Partidul Național Socialist, susținând pan-germanismul. Vechile instituții de cercetare au fost desființate, iar istoricii care nu au aderat la noua linie politică au fost îndepărtați. Temele esențiale au fost legate de strămoșii germanici, eroii istoriei germane și gloria medievală a Primului Reich, legăturile istorice cu Roma. Tema centrală a propagandei era rasismul, iar istoricii susțineau existența raselor superioare, degenerate și inferioare, ideologia fiind responsabilă pentru crimele în masă cumplite comise de naziști.

### Istoriografia postbelică
După Al Doilea Război Mondial apar mari schimbări pe plan istoriografic. Discursul istoric despre statul-națiune este decredibilizat, discursul istoric europo-centrist a fost părăsit, tema rolului civilizator al omului alb dispărând odată cu dezvăluirea ororilor nazismului. După 1945 are loc decolonizarea, iar Europa este divizată între sferele SUA și URSS. Școala istoriografică a lui Lucien Febvre avea un rol dominant în privința dezvoltării științelor sociale. Liderul școlii devine Fernand Braudel. Progresul științelor sociale a favorizat alte orientări, dezvoltându-se demografia, statistica, economia, anchetele sociale, sociologia, antropologia și psihanaliza.
Fernand Braudel (1902-1985) a fost cel mai mare istoric francez din perioada postbelică. Era fascinat de Mediterana, declarând că "fără îndoială că era din nord". Până în 1930 a fost profesor de istorie la un liceu din Algeria Franceză, iar între 1930-1935 a fost profesor la mai multe licee din Paris. În 1935-1937 a participat la o misiune franceză de învățământ în Brazilia. A făcut parte dintre fondatorii Universității din Sao Paulo. În 1937 a devenit director în cadrul Ecole pratique des hautes etudes. În 1938 a fost mobilizat în armata franceză. În captivitatea germană a redactat o parte din teza sa de doctorat Mediterana și lumea mediteraneană în epoca lui Filip al II-lea. Lucrarea apare în 1948. Inițial, era o lucrare de politică mediteraneană a lui Filip al II-lea. La sugestia lui Febvre, care o coordona, accentul este mutat de la istorie politică către rolul mării în istorie.
Între 1946-1968 a condus revista "Annales". Între 1956-1972 a fost director la Ecole pratique des hautes etudes. În 1949-1972 a fost profesor la College de France și a devenit membru al Academiei Franceze. În 1979 îi apare lucrarea Civilizația materială, economie și capitalism. Secolele XV-XVIII. Mai apar Schimburile cotidianului, Jocurile schimbului și Timpul lumii. A realizat emisiuni TV, răspândind ideile sale despre istorie. A pus accent pe geografie și economie, fiind propus pentru premiul Nobel pentru economie. Braudel folosește geografia ca pe o știință a spațiului unei societăți, înțelegând importanța geografiei pentru a aduce în discuție influența spațiului asupra perioadelor de război și pace, asupra comerțului, importanța drumurilor comerciale, bolile generate de climă. A schimbat perspectiva asupra timpului istoric, refuzând și denunțând "istoria evenimențială" sau "istoria-bătălie" în favoarea unei istorii profunde, întinse pe o durată mare de timp, înțeleasă în raport cu geo-istoria.
A definit economia-univers prin trei pași: definirea spațială, orașul cu vocație universală, precum și tipurile de economii (economie bogată de centru și economii sărace și periferice). Inegalitățile de dezvoltare economică asigură prosperitatea ansamblului economiei-univers. Conceptul de economie-univers arată interdependența dintre geografie și economie în privința scrierii istoriei. Discursul istoric s-a bazat pe înțelegerea economiei, iar economia-univers era definită geografic, ca un sistem unitar, funcțional, articulat.
Braudel a numit modul de funcționare a economiei-univers ca un sistem arterial care distribuie sângele în corpul viu. A subliniat diferențele dintre viziunea sa și schema marxistă, bazată pe succesiunea modurilor de producție. În economiile-univers, modurile de producție sunt prezente simultan.
Timpul lumii este, astfel, lucrarea care analizează economia-univers istoric, căutând să indice apariția capitalismului în cadrul economiei-univers europene, arătând că economia-univers europeană a avut mai multe piețe-univers ce sunt premergătoare orașelor-univers. Cea mai importantă piață-univers, care tinde spre statutul de oraș-univers, este considerat Bruges. După 1200, orașul a devenit centrul comercial al bogățiilor nordului, fiind inventată bursă. Bruges nu este un oraș-univers pentru că după cruciade, orașele italiene au prosperat în cadrul comerțului levantin. Între comerțul Nordului, condus de la Bruges, și comerțul levantin, animat de cruciade și de orașele italiene, au prosperat târgurile de la Champagne, care nu lucrau pentru Franța încă ne-centralizată. În secolul XIV Veneția a devenit orașul univers al economiei europene. Comerțul mediteranean îi aduce o imensă bogăție, bugetul ei fiind la fel de mare ca și cel al Franței, deși populația era de 10 ori mai mică. În secolul XV, Portugalia a făcut marile descoperiri geografice. Însă nu Lisabona va fi orașul-univers, ci Anvers, bine plasat geografic, lângă piețele nordice. Războaiele din secolul XVI au pus în pericol Anversul, care va decădea ca urmare a schimbării economiei europene și datorită fluxurilor de argint aduse din America, ce iau locul schimburilor bazate pe mirodeniile portughezilor. Următorul oraș-univers a devenit Geneva care a preluat controlul economiei europene prin intermediul băncilor și nu al comerțului. Cantitățile imense de argint aduse de Spania din America au reclamat servicii bancare de calitate. Băncile genoveze aveau toate inovațiile care au modernizat sistemul bancar. Odată cu epuizarea argintului spaniol, economia s-a schimbat. Amsterdam a devenit noul oraș-univers marcând un nou avânt al Nordului asupra sudului mediteranean. În secolul XVIII va ceda locul Londrei ca oraș-univers al economiei europene. Braudel a arătat că Franța nu poate avea un oraș-univers, fiind o țară prea mare ca să poată avea acest rol. El nu a mizat pe spiritul sau mentalitatea capitalismului spre deosebire de Weber. A văzut capitalismul ca rezultat al comerțului maritim și al bancherilor, legând apariția capitalismului de piețe, de antrepozite, de comer.ț, de bursele care multiplică speculațiile și ușurează tranzacțiile și care le fac publice.
Braudel vede apariția capitalismului ca fiind lentă, grea, difuză, pe durata a patru secole, prin balansul de bogăție Nord-Sud, stabilindu-se împreună cu bogăția, definitiv în Nord, la Amsterdam și la Londra. Braudel alocă un rol important monedei și raporturilor aur/argint și a supremației monedelor. Schimbarea calitativă se face după cea cantitativă: răspândirea globală a producției de masă, extinderea muncii salariate, dezvoltarea mijloacelor de producție. Capitalismul ia naștere în sfera circulației capitalului, comerțul schimbului.
Georges Duby (1919-1996) a fost specializat în istoria medievală a Franței, reprezentant al Școlii de la Annales, profesor la universitățile din Lyon, Besancon, Aix-en-Provence, la College de France și membru al academiei franceze. A scris Orientările cercetărilor istorice în Franța, reținând atenția limbajului și paradigma istoriografică specifică istoriei: durata lungă, punând în evidență legăturile istoriei cu geografia, apărând istoria regională. Îmbină istoria cu antropologia și utilizează metode matematice în cadrul istoriei economice și demografiei istorice. Folosește metode statistice, grafice pentru analiza evoluțiilor economice și demografice. Se orientează mai mult după urmele existenței umane decât după capodopere, îmbinând istoria cu arheologia. Arheologia sugerează o viață mai bună în lumea rurală medievală decât se credea pe baza izvoarelor scrise. Apar concepte ca: Istoria imaginarului, Istoria mentalităților. Este publicat "Duminica de la Bouvines", ce presupunea sociologia războiului medieval, istoria sensibilității politice prin măsurarea ecolului a evenimentelor. Au mai apărut lucrări ca: Anul 1000; Vremea Catedralelor; Cele trei ordine; Imaginarul feudalismului, Cavalerul, Femeia și Preotul; Căsătoria în Franța medievală, Istoria vieții private și Istoria Franței rurale. "Noua istorie" a fost un curent condus de Pierre Nora și Jacques Le Goff, punând accent pe istoria mentalităților, a reprezentărilor colective, a structurilor mentale ale societății. Discursul istoriografic se bazează pe principiul duratei lungi.
Jacques Le Goff, ca medievist francez, a fost influențat de Marc Bloch. A fost director la Ecole des hautes etudes en science sociale. A explorat antropologia istorică, inspirat după modelul Regii Taumaturgi, autor al mai multor lucrări, printre care:  Intelectualii în Evul Mediu, Pentru un alt ev mediu, Noua Istorie, Nașterea Purgatoriului, Imaginarul Medieval, Pungă și Viață, Sec. XIII: apogeul creștinismului, Omul medieval, Sf. Ludovic. A avut ca teme de cercetare: negustorii, bancherii, universitarii, intelectualii, comunitățile mici și aspecte ale credințelor religioase.  În Pentru alt Ev Mediu a studiat permanențele, istoria culturii, mentalitățile, arătând importanța societăților fără istorie clasică, fără documente, fiind adept al duratei lungi. Consideră că istoria nu cuprinde doar documente, fiind nevoie de idei și de imaginație și pledează pentru utilizarea etnografiei, a folclorului, pentru utilizarea textelor literare.
Pierre Nora - istoric francez, academician, fondator al revistei Le Debat în 1980, a scris Locurile memoriei, Republica, Națiunea, Franța.
Emmanuel Le Roy Ladurie a scris Țăranii din Languedoc, Istoria climatului după anul 1000, Teritoriul istoricului, Montaillou, sat occitan de la 1294 și 1324 și Istoria Franței urbane. În Mountaillou descrie satul în perioada ereziei catare, și s-a bazat pe înregistrările tribunalului Inchiziției. Cartea cuprinde viața cotidiană medievală, iar figura centrală este preotul Pierre Clergue.
Pierre Chaunu - istoric specializat în istoria Atlanticului, în istoria Europei și istoria revoluției franceze, a fondat Centrul de cercetări în istoria cantitativă la Caen și a scris Sevilla și Atlanticul, Filipinele și Pacificul Iberic, Civilizația Europei clasice, Civilizația Europei luminilor, Spania lui Carol Quintul, Americile, Istoria cantitativă, Istoria Socială.
Francois Furet, academician și istoric, a scris Revoluția Franceză, Atelierul Istoriei, Dicționarul critic al Revoluției franceze, Trecutul unei iluzii, Eseu asupra ideii comuniste în secolul XX și Fascism și Comunism. În Trecutul unei iluzii, descrie fascinația exercitată de ideea de comunism, semnificația capitală a revoluției bolșevice.
Phillipe Aries s-a ocupat de istoria mentalităților și a publicat Copilăria și viața familială sub vechiul regim, Omul în fața morții, Imaginea omului în fața morții și Istoria vieții private.
Raoul Girardet a scris Naționalismul francez, Mituri și mitologii politice, Naționalisme și națiuni, Istoria nebuniei în epoca clasică, A supraveghea și a pedepsi și Istoria sexualității.
Jean Delumeau s-a specializat pe perioada Renașterii, scriind Viața economică și socială la Roma în a doua jumătate a secolului al XVI-lea, Civilizația Renașterii, Frica în Occident și O istorie a Paradisului.
În Italia aniilor 1970, s-a lansat "Microistoria", curent istoriografic ce abandonează studiul maselor și al claselor sociale pentru a face loc istoriei individului, fiind îmbinată cu științele sociale și antropologia.
Carlo Ginzburg a fost profesor la Universitatea din Bologna și la Universitatea din California. A scris, în 1980, Brânza și Viermii, în care  descrie universul unui morar friulan în secolul XVI. Publică articolul "Micro-istoria" în revista "Le Debat" în 1981.
Michel Vovelle a scris Atitudinea în fața morții după clauzele testamentare, Pietatea barocă și decreștinarea în Provence în secolul XVIII, Moartea în Occident de la 1300 în zilele noastre, Mentalitatea revoluționară și Imaginile Revoluției Franceze.
Edward Palmer Thompson a fost istoric britanic și a scris Formarea clasei muncitoare în Anglia, susținând asocierea istoriei sociale cu economia, științele sociale, psihologia colectivă și individuală, critică literară.
Peter Laslett a fondat grupul de la Cambridge de studiu al demografiei istorice, în 1962, și a scris Lumea pe care am pierdut-o: Anglia înainte de epoca industrială.
Paul Thomspon a fost editor al revistei "Oral History".
Paul Slack a fost istoric al mediului urban specializat în istoria Angliei, scriind Impactul ciumei în Anglia în epoca Tudorilor și Stuarților.
În SUA, Richard Hofstadter s-a preocupat de istoria socială. Istoria economică apare, inițial, în facultățile de economie. S-a bazat pe modele matematice sotisficate, studiind date statistice pentru identificarea factorilor creșterii economice. La sfârșitul anilor '60 au apărut lucrări ce tratau rolul sclavagismului în economia americană din sudul SUA. Precursorii noii istorii economice, Robert Fogel și Douglass North au primit Premiul Nobel pentru Economie. Albert Fishlow a scris Căile ferate americane și transformarea economiei antebelice, iar Robert Fogel a scris Căile ferate și creșterea economiei americane: studii de istorie econometrică. Noua istorie economică s-a denumit "econometrică istorică".